# Маяки (Одеський район)
Мая́ки — село в Україні, у Одеському районі Одеської області. Адміністративний центр Маяківської сільської громади
Населення становить 5937 осіб. Відстань до райцентру становить близько 40 км і проходить автошляхом М15 . Неподалік від села розташований пункт пропуску через молдавсько-український кордон Маяки-Удобне — Паланка.

## Ойконім та етимологія
Етимологія назви Маяки (з наголосом на я) не є однозначною. Можливо на це вплинула татарська назва переправи через річку Дністер— Міяк, як повідомляє турецький мандрівник XVII ст. Евлія Челебі; існувала місцева ісламська святиня Міяк-Баба-султан в перекладі з татарської — «Масляний(а) бабá», пов'язана з чудотворним перетворенням дністровських вод на масло, міяк.
Не виключено паралельний зв'язок назви з наявністю знаків річкової навігації (маяку чи мережі маяків). Ойконім походить від східнослов'янської лексеми «маяк», утвореної суфіксом — к від дієслова маяти — «махати». Старе значення цієї лексеми — «знак, сигнал». Чи навіть місць для оброблення вовни (так званих мийок) і т. д.

## Географія регіону
Маяки та прилеглі до них землі входять до складу Нижнього Придністров'я або Одеської лесової рівнини Причорноморської низовини та розташовані в межиріччі лівого берега долини р. Дністер і правого берега р. Барабой. Земельна ділянка населеного пункту з плином часу та через інші обставини змінювала свої межі, а майже в сучасному вигляді її конфігурація склалася після відокремлення від «дачі» Біляївки у 1833 р. (мала площу 4222 дес. близько 4500 га).
Ця «дача» має довжину понад 9 км з південного заходу на північний схід та ширину 4,5-5,7 км, тому в географічному плані доволі різноманітна. Її східна частина займає підвищене вододільне плато, поверхня якого має абсолютні висоти +85-95 від рівня моря. Тут розташовані балки «Гайдаліна» (Гайдамацька) і «Журавльова», які впадають до долини р. Барабой. Південно-західна смуга «дачі» прилягає до заплави Дністра та є частиною V тераси з абсолютними позначками від +10 до +25-30 м². Вона розсічена кількома яругами і доволі довгою б. Маякською, на обох берегах якої розкинулися садиби села. Між цими ділянками лежить широкий схил зі значним перепадом висот, який на південному сході розсічений верхів'ями б. Барабойської (Доброолександрівської). Крім того, вздовж корінного берега Дністра, переважно під селом, збереглася ще одна (ІІ надзаплавна) тераса висотою 3-5 м, шириною до 60-100 м, яка місцями змикається з береговою грядою, але на поверхні видна фрагментарно через підтоплення.
Оскільки археологічні знахідки давніше середини епохи пізнього палеоліту на землях Маяків не виявлені, охарактеризуємо природні зміни, які мали суттєвий вплив на рельєф регіону протягом останніх 20 тис. років. Відомо, що близько 19-18 тис. років тому, внаслідок глобального похолодання рівень Чорного моря понизився до рівня 80-85 м, тому Дністровського лиману не існувало. Пізніше клімат хвилеподібно теплішав, а рівень моря відповідно підвищувався, сягнувши 13-12 тис. років тому рівня близько 20 м. Тоді нижню частину долини Дністра затопило і утворився лиман (мав глибину до 15 м в нижній частині), вершина якого сяга місць, де нині знаходиться м. Бендери. Після того глибини і довжина постійно зменшуються (це відбувається і нині) через обміління, ва постійним виносом рікою мільйонів тонн твердих осадів.
Що стосується рівня поверхні моря й, відповідно, лиману, то зін продовжував підніматися до І-ІІ ст. від РХ, коли під час так званої Німфейської трансгресії (підняття) сягнув (можливо дещо перевищив) сучасного рівня і поки що його не подолав, хоча і не залишався незмінним. Якщо глянути на майбутнє цих процесів, то у довготривалій історичній перспективі лиман і плавневі озера будуть міліти і надалі, особливо, коли викликана глобальним потеплінням трансгресія Чорного моря і Світового океану, стане стабільною.

## Археологічна карта
Селище Маяки має археологічні пам'ятки різних епох, але серед них вирізняються пам'ятки бронзового та римського часу. Кочівники залишили безліч курганів. Одеський район виходить до Дністра, цим пояснюється різноманітність археологічної спадщини.
Пізньопалеолітичні місцезнаходження: одне на південній околиці села на лівому березі річки Дністер за 0,15 кілометрів на південь від астрономічної обсерваторії ОГУ;
П'ять місцезнаходжень у районі кургану Висока могила:
- Висока Могила I на краю плато лівого берега річки Дністер, за 4,5 кілометри на північний схід від села біля південно-східної підлоги кургану;
- Висока Могила II за 0,15 кілометра на північний схід від кургану;
- Висока Могила III за 1 кілометр від кургану біля лісопосадки;
- Висока Могила IV за два кілометри на північний схід від кургану на схилі правого берега балки;
- Висока Могила V за 3 кілометри на північний схід від кургану на краю плато.

Пізньотрипільське поселення на південній околиці села на мисі, утвореному лівим беергом річки Дністер та балкою, що впадає ліворуч у заплаву річки, за 0,3 кілометри на південь від обсерваторії. Розкопувалося.
Поселення епохи пізньої бронзи в одному кілометрі на південь від села на мисі в місці впадання балки в долину річки Дністер, площа 100 на 200 метра.
Бронзовий наконечник списа епохи пізньої бронзи знайдено на околицях села.
Поселення VI—V та IV—III століть до нашої ери Маяки IV за два кілометри на північний захід від центру села, 0,3 на захід від електростанції, на високому мисі берега річки Дністер, площа 300 на 150 метрів.
Поселення та могильник кінця V—III століть до нашої ери Маяки I на південно-західній околиці села, за 0,3 кілометри на південь від обсерваторії на березі річки Дністер, площа 250 на 150 метрів.
Поселення IV—III століть до нашої ери:
Маяки II за 1,5 кілометри на південь від села на мисі берега річки, утвореному притоком і балкою, площа 250 на 150 метрів;
Поселення IV—III століть до н. Маяки III з матеріалом перших століть нашої ери за 1,5 кілометра на північний захід від центру села на мисі берега річки на території електропідстанції;
Маяки V за один кілометр на північ від центру села на березі річки;
Маяки VI на західній околиці села на березі річки на північ від обсерваторії;
Маяки VIII за два кілометри на південь від села на мисі берега річки, із заходу та з півночі обмежено лісосмугою, площа 150 на 60 метрів;
Маяки VIII за 2,5 кілометри на південь від села на мисі берега річки, площа 120 на 100 метрів.
Поселення перших століть нашої ери на південній околиці села, протяжність уздовж берега річки Дністер 1 — 1,5 км.
Декілька курганів на південь від села між поселеннями Маяки I та Маяки II; три кургани на захід від села, за 1 — 1,5 кілометри на південь від шосе Одеса-Яські на плато з обох боків дороги на село Маяки в районі яру Гайдамацького; вісім курганів уздовж дороги Велика Аккаржа — Маяки на березі лиману, один з них біля дороги поряд зі спуском у долину річки Дністер; шість курганів за три кілометри на схід від північної околиці села на плато. Розкопані.
Десять курганів на березі річки Дністер за 0,2 кілометри на північний захід від усатовського селища, п'ять із них розкопано.
Мідна римська монета Юстиніана I, карбована у 538 539 роках та срібна східна монета знайдена на території села.
За сторічча археологічних досліджень, які ведуться з 1920-х років, розкопано 23 (3 79 могилами) кургани в зонах новобудов на плато у 1968, 1982—1983 роках і ще 5 насипів на могильнику Маяки у 1974 (22 могили під одним насипом) і 1975 (4 кургани) роках. Крім них, з 1961 року тут знайшли 8 стоянок і місцезнаходжень, та до 10 поселень (кілька двошарових), які розташовані на терасі долини р. Дністер.
Вони демонструють широкий хронологічний спектр присутності тут населення від 22-20 тис. років тому до XI ст. від РХ. Найповніше пам'ятками заповнена мідно-кам'яна доба, презентована підкурганними похованнями та значним поселенням Маяки; епоха бронзи здебільшого могилами майже всіх періодів і культур, а також наконечником спису: ранньозалізний вік кіммерійським та скіфськими похованнями, античний період. низкою давньогрецьких поселень і поховань; римський період сарматськими могилами та поселеннями черняхівської культури (готів); середньовіччя візантійськими монетами та могилами пізніх кочовиків. Якщо ж додати до цього письмові згадки про литовський замок початку XV ст. і руїни мусульманської мечеті або мавзолею XVI—XVII ст., які ще треба віднайти (Розд. 2), то ми отримуємо вражаюче своєю повнотою історичне полотно, яким може похвалитися далеко не кожне місто України.

## Історія
Селище Маяки розташовано у Північному Причорномор'ї — це історично-географічний район на півдні України. Частина Дикого поля.

### Античний період

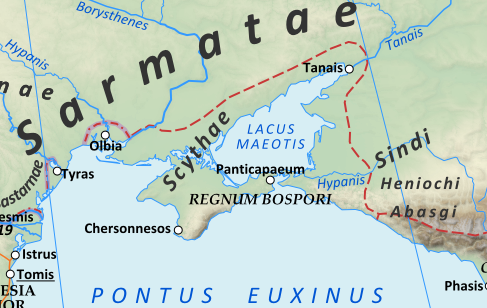
Європейська Сарматія

Першими на території Північного Причорномор'я поселилися неандертальці — відносяться до епохи палеоліту (60-40 ст. до н. е.).
- Зрубна культурно-історична спільність (XVIII—XII ст. до н. е.)
- Кімерійці (IX—VII століттях до н. е.) Назва племені кімерійців не є їх самоназвою, оскільки ця назва була дана ассирійцями стосовно всіх племен Північного Причорномор'я.

Маяки — один з найстаріших населених пунктів України. Поселення людей на місці селища Маяки існували ще в античні часи, IV—III ст. до н. е. Про це свідчать археологічні знахідки біля, так званого, Гайдамацького Яру де в кургані виявлено плиту, скелет та рештки від глиняних конічних амфор північнопричорноморського типу.
- Трипільська культура. Трипільський археологічний комплекс протягом усіх періодів (бл. 4800-3000 рр. до н. е.).

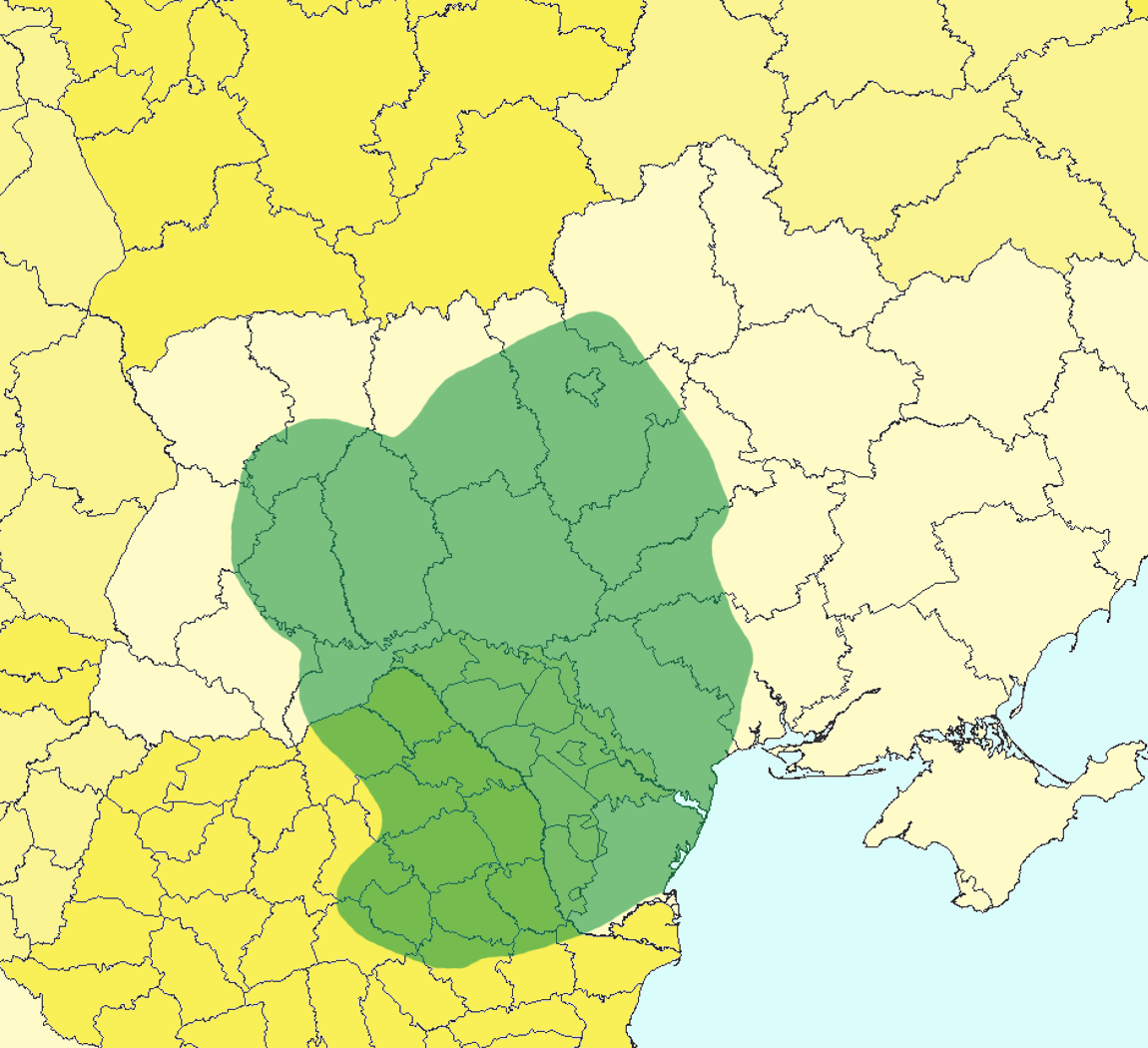
Максимальне поширення Трипільської культури

- Катакомбна археологічна культура (3600—2300 до н. е.)
- Також тут знайдені рештки поселення і могильник часів міді (3-тє тисячоліття до н. е., Усатівська культура).

Археологічні знахідки
У 1927 році при відбиранні глини випадково було виявлено та зруйновано поховання у садибі, що належала Д. Бойку.
С. С. Дложевський, який відвідав місце знахідки, повідомляє, що йому були пред'явлені череп дорослого чоловіка і ребра дитячого кістяка, а також частина похоронного інвентарю, що збереглася, передана потім до Одеського музею.
Знахідки ці такі: гостродонна амфора з прямокутним тавром, яку С. Дложевський датує кінцем IV та початком III ст. до н. е.; чорнолакова чашка товстостінна із загнутим усередину краєм, на кільцевій підставці, усередині дна штамп пальметти та кільце з насічками; чорнолакова чашка зі штампом із трьох пальмет з кільцем із великими насічками; блюдо з «солонкою»: два вдавлені пояски по краю, ангоб темно-сірий; 8 бронзових тригранних наконечників стріл з вусиками, з шийками і без шийок; вироблене з кістки кільце — пронизане; таке ж кам'яне; Cyprea moneta.
- Ямна археологічна культура. Була розповсюджена у 2700—2000 рр. до н. е.
- З VII по II століття до н.е плем'я скіфів жило в діких степах Причорномор'я.[11]

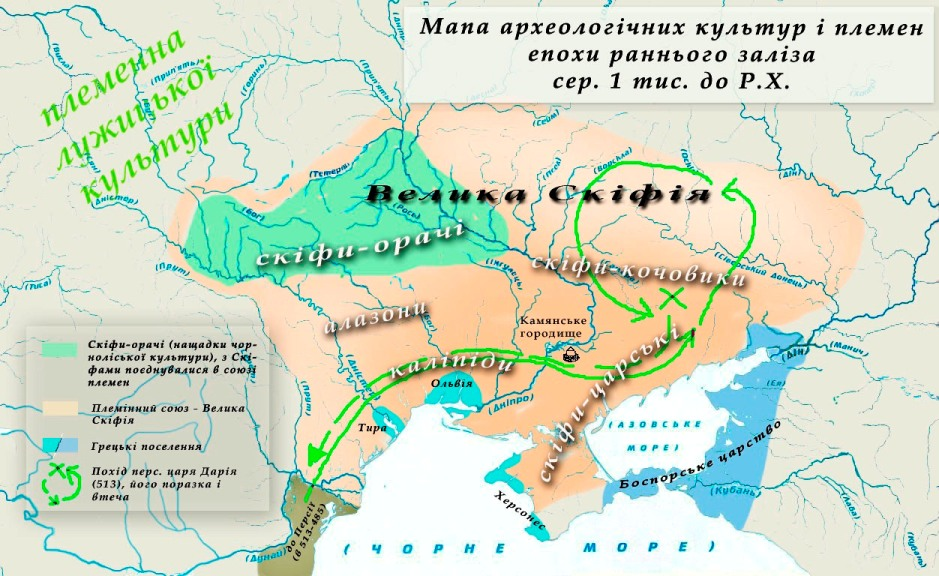
Мапа розселення скіфських племен у Північному Причорномор'ї

- Внаслідок грецької колонізації (V—IV століття до н. е.) в регіоні виникли античні міста-держави.
- У III столітті до н. е. скіфів зі степів витиснули більш войовничі сармати.

- 1 ст. н. е.— згідно з Орігеном місіонерська подорож апостола Андрія в Скіфію.
- I—III століття — північно-західний район Причорномор'я був завойований римлянами.[12]
- Кінець існування грецьких колоній також значною мірою зумовлений вторгненням на ці землі гунів у 375 році під час Великого переселення народів.
- У II—VI століттях на землях теперішньої Одещини проживали племена черняхівської культури, час від часу вони піддавалися напливам — готів, гунів, аварів, болгарів внаслідок чого в VI—IX століттях чисельність населення племен черняхівської культури значно зменшилася. Близько 830 року територія була завойована мадярами.

### Середньовіччя
- Антський племінний союз — так деякі вчені вважають, що візантійці називали антами ту частину східних слов'ян, що в IV—VII століттях були об'єднані в міцному міжплемінному союзі.
- У Повісті минулих літ «Несторів літопис» свідчить про те, що в VIII—X століттях на берегах Північного Причорномор'я жили давньослов'янські племена тиверців і уличів.
- Східнослов'янські племена VIII—IX ст

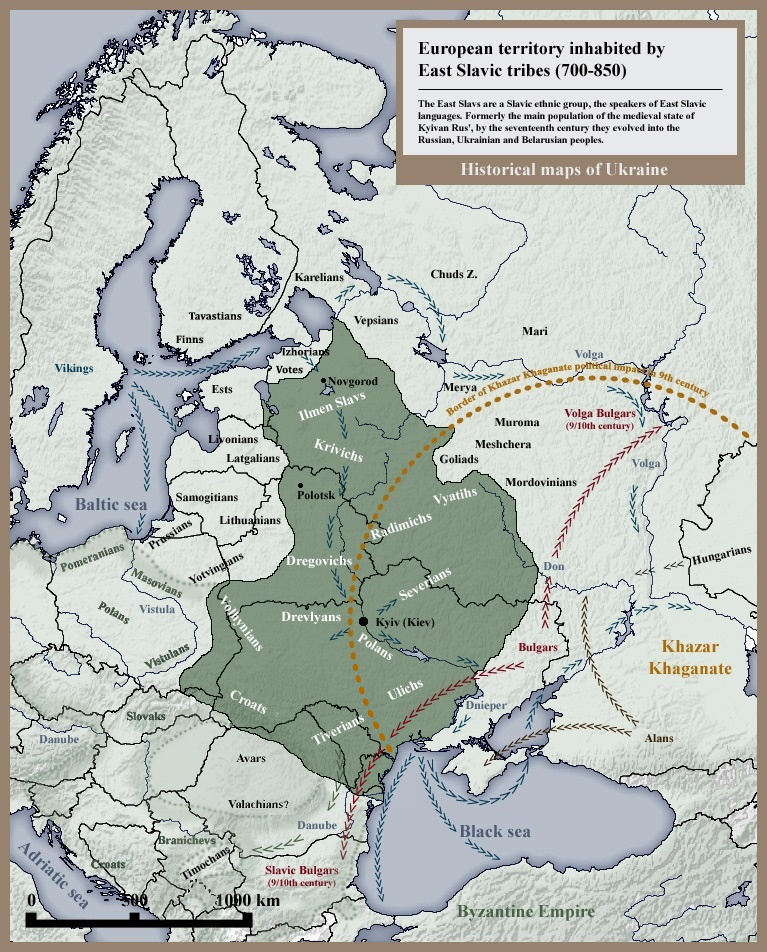
Східнослов'янські племена VIII—IX ст

- У Х столітті в межиріччі Дніпра і Дністра панували печеніги, а згодом їх перемагають торки та половці витіснені в першій половині XIII століття монгольськими завойовниками — Золотою Ордою.

Стаття (Белецкая О. В. Маяк в XIV—XVI веках) яка присвячена маяку розташованому у Північному Причорномор'ї в постзолотоординський час, розказує про ідентифікацію та локалізацію замку, а також простежується його історія з першої відомої згадки у джерелах (1432 р.), коли земля (аж до Дністра) юридично входила до Великого князівства Литовського (у складі Поділля), а потім у Польську державу. Відносно невелика кількість актових джерел, що збереглися (1432, 1469 рр.), ханських ярликів (1506, 1540 рр.) та кілька хорографічних робіт, у тому числі «Опис Татарії» М. Броневського та «Опис Старої та Нової Польщі» Станіслава Сарницького дозволило дійти висновку, що Маяк займав важливе стратегічне становище. Він знаходився на лівому березі р. Дністер (недалеко від його гирла, там де нині — с. Маяки Біляївського району Одеської області, Україна), біля нього була міжнародна переправа, яка сполучала Молдовське князівство та землі Причорномор'я, через нього проходив шлях з Польської держави в Татарії. Швидше за все, тому його було зафіксовано в картах Г.Меркатора та В.Гродецького. Татарська назва — Міяк-Баба-Султан, а також наявність згадки у джерелах про масове поховання тут праведників, дає можливість вважати це місце святим для мусульманського світу.
Городище Маяки. Знаходиться поблизу гирла Дністра, на його лівому березі, біля сучасного сел. Маяки. У джерелах зазначено існування на цьому місці переправи через Дністер із залишками мечеті та руїнами кількох кам'яних будівель. Очевидно, цей населений пункт розташовувався на караванній дорозі, що вела зі сходу до Аккермана. Золотоординська назва його невідома; археологічні розкопки не проводились.
- У 1324 році до литовського панування при князі Ольгерді відійшли всі землі між Дніпром та Дністром. У 1397—1398 князь Вітовт здійснив два переможні походи проти Золотої Орди. З кінця XIV до кінця XV століття західна частина регіону перебувала у складі Великого князівства Литовського. Починається будівництво численних поселень ВКЛ, в тому числі Вінарадни, Коцюбіїва та Білховичів саме цим періодом датується перша письмова згадка про селище Маяки.

### Заснування. Відродження
Роком заснування села вважається рік першої письмової згадки про нього — 1421, коли литовський князь Вітовт збудував замок Маяк-Каравул. Ойконім походить від східнослов'янської лексеми «маяк», утвореної суфіксом — к від дієслова маяти— «махати». Старе значення цієї лексеми — «знак, сигнал».

#### Велике Князівство Литовське
Мандрівник, першої чверті XV століття, Гільберт де Лянуа, описуючи події 1421 року, оповідає, як на його очах подільський староста Гедигольд будував замок десь при гирлі Дністра, біля Білгороду. Як каже той мандрівник, Гедигольд відправив з Поділля на місце будови замку 12 000 робітників і 400 возів із каменем та деревом, бо поблизу не було тих матеріалів; за місяць замок був готовий. Достовірно невідомо, про який саме замок ідеться, але найімовірніше, що йдеться саме про Маяк.
Маяк-Каравул біля переправи через Дністер на торговому шляху в Білгород зі сходу. Був разом з «Вітовтовою митницею» на Дніпрі, найважливішим форпостом Литовського князівства в Північному Причорномор'ї. Разом дві ці митниці контролювали торговельні каравани з Азії в Європу і навпаки.

Згідно деяких джерел існували два замки недалеко один від одного, один замок називався Маяк, інший Каравул. Останнім часом значна кількість дослідників дотримуються версії про два окремі замки, хоча ця версія принаймні поки що не є загальноприйнятою.
«Поселення Великого князівства Литовського у Північному Причорномор'ї — це міста, села, фортеці, замки в міжріччі Дунаю та Дніпра, які в XIV—XV століттях контролювалося Великим князівством Литовським. В цей період тут з'являється ряд населених пунктів, яких жили вихідці з князівств колишньої Київської Русі (українці). Під час правління Великого князя Вітовта у 1390-х роках війська ВКЛ взяли під контроль територію міжріччя Дунаю і Дніпра, після цього почався процес освоєння нових земель, до 1430-х було побудовано ряд поселень, налагоджена митна служба яка контролювала важливі торговельні шляхи між Азією і Європою. В 1430—1490-х роках литовські поселення Північного Причорномор'я переживали свій розквіт, хоч і зазнавали періодичних набігів татар Кримського Ханства. В 1490-х роках на землі міжріччя Дунаю і Дніпра напали війська Османської імперії та її васала Кримського Ханства, війська ВКЛ намагалися відстояти ці землі, бойові дії тривали з перемінним успіхом аж до 1510х років коли ВКЛ остаточно втратило причорноморські володіння. Османи частину поселень перетворили на власні, іншу частину зруйнували.»

Перший опис місцевості зі згадкою залишків середньвічного замку належать польському дипломату М. Броневському, який побував тут у 1578 році, який побував тут на шляху до Крисмського ханства: "Кажуть, що там жив якийсь воїн на ім'я Маяк і в тому місці, за Дністром, на березі видно руїни кам'яних стін і ніби інших будівель".

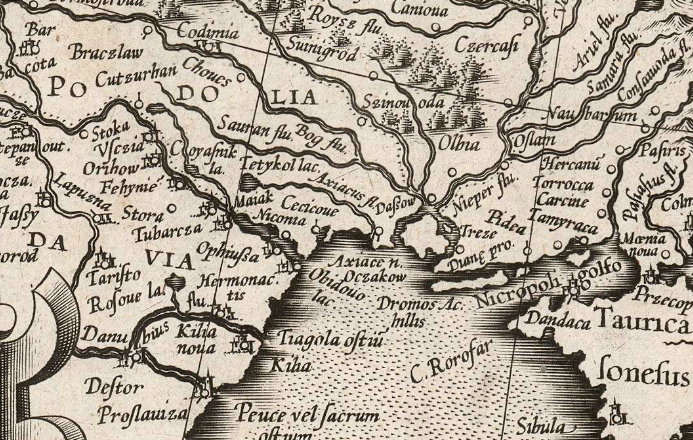
Частина мапи Меркатора «Russia cum confinijs» (1595 рік) на якій зазначено Маяки «Maiak»

#### Кримське ханство. Османська імперія
Кримське ханство остаточно відділилося від Золотої орди користуючись підтримкою Литовської держави. З часом ситуація змінилася, було утворено Очаківську (Єдисанську), Перекопську та Єдичкульську орду. З 1478 Кримське ханство офіційно стало васалом Османської Порти. У 1510 році кримське військо підкорило татар Малої ногайської орди біля Волги і Каспійського моря. Частину з ногайців взятих у полон вони переселили до гирда Дністра. У наступні роки кримські правителі захопили фортеці збудовані Вітовтом на півдні та здійснювали звідти набіги на Київщину, Поділля, Волинь, Брацлавщину.
З появою козацтва з'явилася сила яка могла протистояти татарам, чисельні згадки про походи козаків на фортеці Тягиню (Бандери), Акерман. Кілію, Очаків та навіть Крим наведені в різних джерелах тих часів.
В одному з польських документів, який зберігається у архіві у вигляді копії XVIII ст., є перелік шляхів Південної України. Так, у ньому мова йде про — «Шлях з Сангорода [Самбор на Дністрі] до полів диких, де татари свої пасовища мають» і наступне: «3 Сангорода шість днів ходу до Маяк («Majag»), також від криниці до криниці [переходами] по чотири п'ять миль». Це перше джерело, у якому є вказівка на існування населеного пункту під час татарсько-турецького володарювання.
У XVI столітті Маяк-Каравул зруйнували турки, перетворивши його в місце складу лісових вантажів, які вони сплавляли з верхів'їв Дністра.

У 1657 році Евлія Челебі (мандрівник, турецький урядовець) читаємо: "Татари називають це місце Міяк-Гечі. Це небезпечна переправа на березі р. Дністер, тому що річка тут подібна до моря ". Також воно запам'яталося йому тим, що це святе місце поклоніння татар під назвою Міяк-баба-султан і «у перекладі татарською це означає „Олійна Баба“». Челебі вказав, що під час його поїздки тут була будівля над кам'яною будовою великий купол, який досі там знаходиться. А поруч поховано багато тисяч мучеників і праведників". Хоча дослідник і не називає слово «кешені», водночас здається, що йдеться саме про них. Саме тому, швидше за все, Маяк належить дослідниками до золотоординських городищ. Мусульманські святині (зокрема, могили святих праведників) займали і важливу роль у житті татарського суспільства.

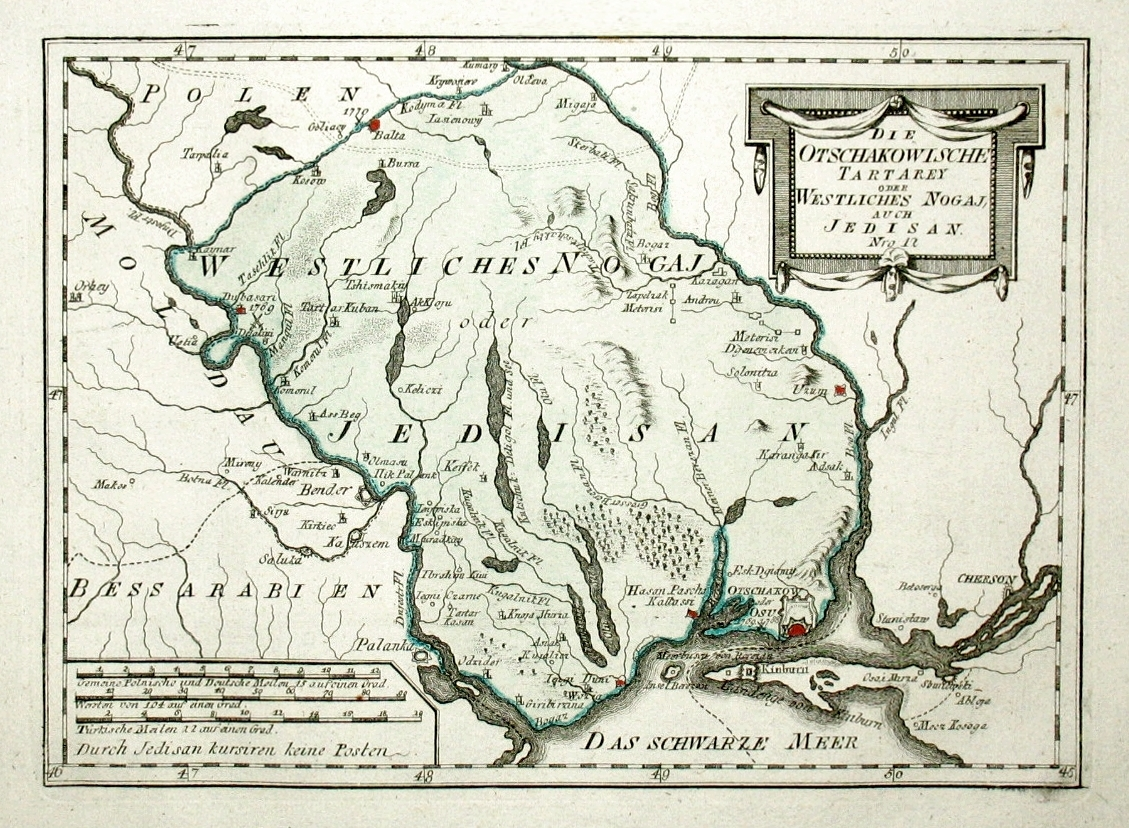
Територія Єдисанської орди на мапі 1790 року

І ще одна цінна вказівка Челебі — це те, що в давні часи «недалеко від Міяк-Баба-султан існувала фортеця. Сліди цієї споруди можна побачити і зараз». Те ж відзначив і Ф. Е. Петрунь, вказуючи на вигідне географічне розташування населеного пункту, яке згодом відобразилося в тому, що в 1791р. «росіяни, каплицьової секти, тут поселяючись, побудували собі каплицю з каменю. татарської мечеті та з руїн інших мусульманських будов». Ці відомості він взяв із «Хронологічно-історичного опису церков єпархії Херсонської та Таврійської». З наведених вище даних випливає, що поселення Маяк було татарським. Тут мешкало татарське населення, яке мало мечеть та інші будови. Книга Евлія Челебі цінна також тим, що дає змогу встановити татарську (золотоординську?) назву — Міяк — Баба — Султан.
Так само Ф. Є. Петрунь вказав, що в районі Маяка, що вивчається нами, був маяк, і існував він не для моряків (!), А для переправи. І на підтвердження своєї думки він навів дані, взяті з карти 1775 р., де є напис у гирлі Дністра: «перевезення через Дністер і колишня стара мечеть».

#### Козацькі поселення на Дністрі
У 1790-х на місці Маяків позначили руїни татарського селища. До речі на «Плане, представляющем левую сторону реки Днестр…», виконаному Ф. П. де Воланом у 1792р., по балці Барабой позначено три татарських «старих селища» і джерела біля них, але, судячи з неї, біля Маяків тоді існував лише хутір, причому дещо вище того місця, де тепер стоїть залізобетонний міст.
Козаки-некрасовці які у 1730—1750 роки переселилися з Кубані та Добруджі в Очаківську область, осіли на Дністрі в таких селах: Чобручі (Гнилі — лівобережні), Слободзея, Гура-Роша (нині Удобне) і Маяки. Мешкали вони козацькими громадами, займалися рибальством, городництвом, промислами. У військовому відношені вони підкорялися Дунайському отаману, а з приходом сюди Чорноморського козацького війська, у переважній більшості залишили виділену йому територію
Що стосується Маяків, то протягом розглянутого періоду вони то населялися, зростали і змінювалося, то «завмирали» або ставали пусткою. Але коли історична ситуація змінювалася, поселення знову відроджувалося. За Ясським миром 1791 року поселения Маяки відійшло до Російської імперії спустошеним і не залюдненим, однак невдовзі знову почало зростати.

### Ясській мир. Російська імперія
У середині XVIII століття після російсько-турецьких воєн відбулось входження регіону до складу Росії, де воно отримало офіційну назву Новоросії. Після виходу цього терміна з ужитку його замінив термін Південна Україна.
Після Ясського миру 29 грудня 1791 (9 січня 1792) року на землях пониззя лівобережного Дністра оселювались кріпаки, що тікали від поміщицького гніту, а також чорноморські козаки та старообрядці, які ставали державними селянами.

Ясський мирний договір

- Наприкінці 1791 року Ф. П. де Волан застав в урочищі Маяк 4 сім'ї чорноморських козаків, які планували облаштувати тут село, бо в цій місцевості добре родила пшениця.[24]

На «хуторі при Дністрів Манце» полкового осанула Семена Сала мешкало 17 осіб, при рибальському неводі. "Письмові джерела підтверджують і «План, представляющий левую сторону Днестра…» 1792р., де на місці сучасних Маяків позначено «хутір» та «Кам'яна стародавня брама або урочище Маяк», які, напевне, були руїнами мечеті, наданої Ф. П. де Воланом за рік до того.
Більшість чорноморців і та частина молдовського населення, яка мешкала в селах вище на лівому березі Дністра, займалися землеробством, садівництвом і виноградарством. Окрему галузь складало скотарство, промислове рибальство було розвинене на Дністровському лимані та в гирлі Дністра.
Зі смертю Г. Потьомкіна (05.10.1791 р.), Чорноморське військо втратило покровителя і, не макочи інших юридичних прав, крім підписаного ним ордеру на виділену територію, змушене було добиватися від уряду Катерини И підтвердженних старих, або отримання пових «вольностей». Імператриця. обрала другий варіант і після двох років перебування в Буго-Дністровському межиріччі Чорноморське козацьке військо, згідно указу Сенату від 30.07.1792 р., було відселене на острів Тамань і на береги р. Кубані. Згідно даних на 28.10.1792 р., переселитися на Кубань зі «слободи при урочищі Маяк» виявили бажання 9 осіб, тобто понад половина мешканців. Інша частина козаків залишилася в Буго-Дністровському межиріччі.
Зрозуміло, що ті, хто залишився, втрачали козацькі привілеї, однак це не стосувалося козаків, які вже у 1794 році записалася до Чорноморської команди, розміщеної в Одесі та її околицях. Ще якась невизначена кількість запорожців перебралася правий берег Дністра під турка. Ті ж з них, залишився своїх домівках і селах, змінили свій юридичний статус на селян державних поселень, інші стали міщанами у містах, або перейшли до стану купецтва (переважно в Одесі).
Територія, раніше виділена для облаштування Чорноморського Коша, перейшла до державної казни і була роздана поміщикам, військовим, урядовим сановникам. Створювались і державні поселення.

#### Розвиток Маяків у першій половині XIX століття
У 1795 році внесено корективи зі створенням Вознесенського намісніцтва і з того часу повітовим містом став Тирасполь. Відповідно земельна дача №31(№ 19) була розподілена між мешканцями державних сіл Біляївки і Маяки. Також варто зазначити що з початком перепиму для відновлення Бугського козацького війська, виявилося, що у 1802 році в поселеннях від Овідіополя до Тирасполя мешкали й бугські козаки. Після рішення поселити біля Одеси німецьких колоністів, у 1804 році герцог А. Рішельє запланував відрізати надлишки землі від сіл Калаглія, Біяївки та Маяки і передати їх для німецькіх колоній на р. Барабой (так облаштували колонію Олександргільф).
Почали відроджуватись Маяки. Селяни платили подушний податок, з них стягували «земькі» (на утримання поштових шляхів, опалення і освітлення казарм), «мирські» (на платню сільським виборним) та інші податі. Крім того, вони повинні були відбувати цілий ряд казенних повинностей: підводну, шляхову, будівельну, рекрутську.
З виникненням Одеси поселення набуває значення торговельно-перевалочного пункту. На той час тут була єдина зручна пристань на Дністрі, звідки вантажі суходолом відправляли до Одеси. В Маяках діяли переправа через Дністер (пором), карантинний пост, а також митниця. Кількість вантажів щороку зростала. Якщо в 1802 році в Маяки прибуло 5 сплавів лісу і 2 баржі з хлібом, то через два роки, в 1804 році, сюди прибуло 90 вантажів.
Суперництво Росії і Туреччини, боротьба за вплив на Чорному морі спровокували наступну Російсько-турецьку війну (1806-1812 pp.), що розгорнулися на Чорному морі і на Дунаї. В українських губерніях проведена мобілізація. Готуючісь до війни, уряд розташував біля Дністра значну кількість військ. Селяни зобов'язувалися постачати фураж, провіант, коней. У бойових діях взяли участь чорноморське козацьке військо і козацькі полки, розташовані в цьому районі, вздовж Дністра створюється стратегічна лінія оборони. За підсумками війни у 1812 р. був підписаний Бухарестський мирний договір, за яким Росії відходили військові фортеці на Чорному морі, Бессарабія, частина Північної Буковини.
У 1810 було складено наступне межування дачі землеміром Василем Макаровським. Після 1818 році землемір Герасим Іллєнков здійснив повторне межування згідно з яким площа Маяків складала 4222 дес, 39 кв. сажнів. Після створення Одеського повіту у 1825 році віготовили новий план. У межах дачі с. Маяки знаходились три хутори. На північному сході межею дачі був правий берег р. Барабой, де вже розкиулась колонія Фрейденталь (суч. с. Мирне). На півдні маякська дача межуваля з землями Францфельда (суч с. Надлиманське), а на півночі — Біляївкою.
Після закінчення війни з французами і початком створення військових поселень у Маяках з'явилася значна кількість нових селян. До Маяків в період з 1821-1823 рр. переселили мешканців (в основному старообрядцив) Олександрівського повіту Херсонської губернії з сіл Плоского, Дмитріївки, Уховки (Усовки) по річці Інгулець, так як ті поселення війшли до 4-го Українського уланського полку.
У першій половині XIX ст. в Бессарабії формувались Дунайські козацькі полки. Тоді у більшості поміщицьких і державних селян з'явилась надія на позбавлення від кріпацького гноблення. Мешканці Маяків та селяни з околиць тікали до Бессарабії де вступали до Дунайських козацьких полків.
У 1844 році в Маяках нароховувалось 120 дворів з 391 ревізькою душею. У селі діяли два культові заклади (православна церква в центрі села та каплици старообрядців на північному заході, біля Дністра); 5 млинів, на правому березі річки вовномійка, а на березі Дністровського лиману рибацькі киргани.
У 1849 році в Маяках побудовано річкову пристань. Було розроблено навіть проект створення пароплава для буксування галер від Маяків до моря або вверх по Дністру. До 1859 року ця пристань була другим після Херсона місцем складу лісоматеріалів. Сюди прибували також галери з Галичини, навантажені пшеницею. З Маяків по Дністру відправляли з півдня Бессарабії сіль на Поділля.
Східна (Кримська) війна 1853-1856рр. до російського війська набиралось чимало чоловіків з українських губерень. Південно-західні краї забечпечували провіантом, надавали гуманітану підтримку. Особливо напруженим періодом для міста Маяки була Дунайська кампанія. В цей період тут базувались військові полки, які поповнбвали свої запаси та здійсьнювали переправи через Дністер.
На 1858 рік у Маяках мешкало 1194 осіб (622 осіб чоловічої статі та 568 — жіночої). Сезонно, під час скупчення робітників і моряків у Маяках населення сягало до 10000 осіб. Основними заняттями мешканців були землеробство, торгівля, садівництво і виноробство. Також прибутки приносили переправи, оброки з іногородніх осіб, з трактирів від рібного вилову та іншого промислу.
Після селянської реформи 1861 р. Маякам залишили таку ж кількість десятин землі (4222 дес. 39 кв. саж.) які були і раніше. Маякська земельна дача залишалась окремою серед 147 дач Одеського повіту.

#### Місто Маяки
У 1862 році державне село Маяки отримали статус безповітового міста, його жителів зараховано до стану міщан, хоча більшість їх займалась хліборобством. Земля належала міській думі і здавалася в оренду з торгів ділянками по 10 десятин. Заможні жителі містечка могли орендувати будь-яку кількість таких ділянок.
На 1868 рік у місті налічувалося: дворів 751; населення 7689 осіб (4356/3333). З-поміж культових споруд: православна церква, два молитовні будинки старообрядців і синагога. Діти навчалися у двох навчальних закладах: приходському училищі і приватній жіночій школі. Громаді належали два громадських садки. Діяла поштова станція й пристань. А промисловість складалася з 28 кустарних підприємств і 13 млинів. Проводилися ярмарки (8 на рік). Найбільші ярмарки у Маяках відбувалися 4 квітня, 6 серпня і 12 жовтня. Торгівля у м. Маяках регламентувалася «Міським положенням» (від 16.06.1870 р.), а місця для неї відводила міська управа.
Остання чверть XIX ст. принесла неприємності до Маяків. Перш за все мешканці потерпали через неврожай, який стався 1873 р. у всьому Одеському повіту. Але на той час ситуацію врятувала повітова Земська управа. Вона виділила 9 тис. руб. на допомогу хліборобам, які мешкали у Маяках, Овідіополі і Очакові з імперського продовольчого капіталу і капіталу німців- колоністів, що був під контролем їхнього опікуна.
Великої шкоди врожаям завдавали ховрахи та комахи, зокрема хлібний жучок (anisoplia austriaca), також протягом XIX століття у Північному причорноморії вирувала сарана, яка не оминула Маяки, методи та засоби боротьби з нею описані у книзі — "Маяки на Дністрі: археологічно-історичні нариси". Нищили їх різними засобами, навіть технічними. Після того як у 1875 р., за сприяння розпорядника Мангеймської волості Гегелє була змайстрована механічна машина-жуколовка, яка своїми зубцями згрібала жучків у мішок, Земство, впевнившись у її користі, замовило 7 екземплярів і один з них направило до Маяків.
Того ж року, 20 листопада губернське депутатське зібрання встановило новий податок на нерухоме майно. Для Маяків розкладка становила 122.100 руб. Податок також було накладено на Маякську лісопильню і будівлю Одеського водопроводу (між м. Маяки і с. Біляївкою).
Під час російсько-турецької війни 1877-1878 рр. у край знову прийшли різні армійські підрозділи. У грудні 1876 р. прибув Можайський 141 піхотний полк (полковник Ф. Ф. Кеппель), який розташувався у кількох селах від Одеси до Маяків. Три батальйони цього полку, 50 козаків Донського №7 полку, три батареї 36 пішої артилерійської бригади і ескадрон 7 драгунського Кінбурнського полку увійшли до складу Грос-Лібентальського загону під командою генерал-майора К. Е. Діка. Загон охороняв узбережжя Дністровського лиману і Чорного моря до Великого Фонтану. 12 квітня 1877 року об'явили війну Туреччині, а вже 19 квітня у Маяках розмістили 4 роту Можайського полку, яка охороняла комунікації Одеського водогону.
З-поміж мешканців м. Маяки, які брали участь у цій війні відомий рядовий 56 Житомирського піхотного полку Пилип Сагайдак, вбитий у вересні 1877 р. Названий полк брав участь у боях з турками в Болгарії, за що отримав особливі знаки на головні убори: «За переправу через Дунай у Зимниці 15 червня і за Шипку у 1877 році».
Міщани наймались вантажниками, сплавщиками лісу, влаштовувалися робітниками на водонасосну станцію поблизу Біляївки, частина заможних міщан торгувала. За одержання права вести оптову торгівлю сплачувався спеціальний податок. У 1879 році тут видано 170 посвідчень на право торгівлі.
Зростали ціни на землю — з 1 крб. 50 коп. за десятину наприкінці 60-х років до 9 крб. у 1882 році. З 500 дворів, що налічувались у Маяках, 300 вважалися землеробськими. хоча близько 100 з них не мали навіть присадибної землі. Такий стан речей зберігся до Столипінської реформи.
Однією 3 культурних подій, у якій найактивнішу участь взяли мешканці міста, стало прийняття «Статуту маякського громадського зібрання», затвердженого міністром МВС 12 листопада 1884 р. Статут передбачав, що метою зібрання є влаштування для своїх членів і гостей балів, маскарадів, танцювальних, музичних і літературних вечорів та драматичних вистав, а також замовлення книг, газет і інших періодичних видань.
В 1890 р. у Маяках було 679 господарств, з них належали: православним 437 (49 кам'яних, 416 земляних і 22 дерев'яних), старообрядцям 150 (земляних і кам'яних), євреям 75 (50 земляних і 25 кам'яних), католикам 15 (15 земляних і кам'яних) і лютеранам 2 (2 земляних і кам'яних). Існували три храмові будівлі: кам'яна православна церква, молитовний дім старовірів і синагога (у 1896 р. служив рабин Біднер).
Згідно станам населення розподілялося таким чином: дворяни з нижніми чинами: православних 31 (15/16), лютеранин 1, католиків 6 (2/4). Духовного звання: православних 19 (7/12). Купців: православних жінки 2, католиків 8 (5/3). Міщан: православних 2441 (1218/1223), старовірів 1092 (519/573). Колишніх колоністів: лютеран 5 (2/3), католиків 61 (31/30). Євреїв усіх станів 578 (292/321). Іноземних підданих: православних - 11 (5/6), старовірів 2 (1/1), католиків 13 (5/8), євреїв 6 (2/4)%.
Вигідне географічне положення, близкість до Одеси сприяли зростанню міста, збільшенню його населення. Крім міщан, яких на 1 січня 1891 року налічувалось 3533 чоловіки, у Маяках проживало 38 дворян і 10 купців. їм і належали місцеві підприємства, кількість яких теж зростала. У 1879 році тут працювали вже паровий млин і лісопильня з 35 робітниками у 1891 році з'явилось 7 гончарних і 2 бондарних майстерні, 4 кузні й 11 вітряків.
Поступово мінявся зовнішній вигляд Маяків. Поряд з землянками та комишевими будівлями в місті на початку XX століття було споруджено 49 кам'яних будинків.
Після 1896 року в Одеському повіті відбулися незначні адміністративні зміни. До Маяцького пригороду з м. Маяки включили волості: Баденську, Біляївську. Граденицьку. Зельцську, Мангеймську. Миколаївську (Фрейдентальську), Страсбургську з частиною сіл. У цьому ж році в Маяках відкрили одне з відділень (станцію) від «Одесского округа императорского российского общества спасения на водах» (діяло з 1874 р.; головою товариства в Одесі понад 10 років був генерал-лейтенант П. О. Зелений).
У 1900 році відкрилося міське однокласне училище. Видатки на освіту були дуже обмеженими. Так, у 1883 році на утримання учбових закладів було асигновано 1298 крб., і в той же час на утримання чинів міської поліції — 1578 карбованців.
У 1904 році в Маяках діяла кредитно-ощадна каса, страховий агент і комісійна контора. Замощения вулиць становило всього 1,3%, фонарного освітлення не було взагалі 10%.

#### Революційні настрої
Переважна більшість населення терпіла нужду і нестатки. Чимало міщан постійно мали борги, з яких важко було вибратись.
Тяжке економічне становище, соціальні утиски викликали гнів і обурення працівників. Коли у 1905—1907 рр. в Росії спалахнула революція, маячани брали участь у мітингах і сходках, читали й розповсюджували революційні видання. 23 листопада 1905 року на одній з вулиць Маяків знайдено 10 брошур революційного змісту, тоді ж поліція заарештувала селянина Д. Волошина.
Після придушення революційних виступів, російський уряд провів низку реформ, започаткованих прем'єр-міністром П. А. Столипіним. В аграрній реформі передбачалося знищити общинні землі і наділити селян землею, зробивши їх повноправними власниками і таким чином створити опору самодержавства. Для підтримки одноосібних господарств у Маяках в 1912 р. відкрили прокатний стан сільськогосподарського інвентаря, але орендна платня для простих селян і міщан була зависокою, тому його послугами користувалися лише більш заможні мешканці. В іншому джерелі йдеться про діяльність Маякського кредитного товариства, яке на 1910 рік закупляло сільськогосподарські машини: трієра, рядові сіялки та ін. Успіх прокатних станцій і їх позитивний вплив на господарство відзначався усіма земськими агрономами. Населення з охотою користувалося земськими прокатними машинами й знаряддями, яких в селах було недостатньо. Того ж року, для покращення тваринництва, в Маяках відкрили ветеринарний пункт.

#### Перша Світова війна
Незабаром прийшла Перша світова війна і край став прифронтовою зоною Східного фронту, де діяли з одного боку австрійська, а з іншого російська армії. Щоб послабити позиції Австрії та Німеччини, в Російській імперії були створені губернські комісії, які розглядали питання оцінки майна й ліквідації німецького землеволодіння, в тому числі у м. Маяках і селах Ольгино (Люстдорф), Маріїнське (Грос-Лібенталь) і Ксенієвка (Клейн-Лібенталь). Одеські газети повідомили, що в лютому 1916 р. комісії завершили роботу і передали справи до губернського правління.
У 1913 році в місті мешкало 5718 осіб, з початком Першої світової війни багатьох мобілізували і більшість з них потрапили на фронт. Рядовий Я. Н. Ванштейн загинув (лишився на полі бою 28-30 серпня 1914 р.), стрілок 1. 1. Євзіков пропав без вісті у серпні 1914 р., більшість була поранена: стрілок А. Ф. Стахевич (12.08.1914), рядовий Т. Н. Чумаченко (07.10.1914). стрілок Ф. П. Гур'єв (14.10.1914), стрілок Г. П. Гаврилов (16.10.1914), унтер-офіцер І. Г. Іржевський (29.01.1915), молодший унтер-офіцер Я. Г. Шепеленко (29.03.1915р.) рядовий В. К. Суровенко (30.01.1915 р.). В. Колесник, А. Погорелов та ін.
Під час війни моряком гідроавіації Чорноморської ескадри в Севастополі служив мешканець Маяків А. А. Гончаров (Розд. 17.3) та ін. В РДВІА в є відомості на 209 маячан учасників війни. З них М. Х. Топчія нагородили Георгіївським хрестом IV ст. за героїзм в боях під селом Семикивці на р. Стрипа (нині в Тернопільській обл.).
В цей період економічне становище трудящих Маяків стало ще тяжчим. Масова мобілізація чоловіків на фронт призвела до того, що селянські господарства залишились без робочих рук. Орну землю почали здавати в оренду приватним особам ділянками від 1 до 5 десятий. Чимало дрібних місцевих підприємств закрилось.
Якщо перед війною в Маяках було 4 вітряки, 2 заводи шипучих вод та 47 різних майстерень, то в 1917 році залишилось 39 майстерень, один завод шипучих вод і один вітряк. Зростали ціни на хліб: якщо в 1914 році пуд пшениці коштував 99 коп., то у 1916 — 1 крб. 40 коп., а в 1917 році — 2 крб. 24 коп. Все це призвело до невдоволення антинародною політикою царату.

### Радянській період

#### Визвольні змагання. Громадянська війна. УНР. УРСР
- У лютому 1917 в Маяках розгорнулась підготовка до виборів нового складу міського самоврядування і до Установчих зборів. Селяни обрали земельний комітет. Керівники його брались вирішити багато питань, але головного — про землю — і не думали розв'язувати.
- 3 (16) грудня — ухвалення Раднаркомом ленінського «Маніфесту до українського народу» з ультимативними вимогами до Центральної Ради, яка ультиматум відкинула, що спровокувало початок більшовицько-української війни 1917—1921 р.
- 9 (22) січня 1918 року: Центральна рада проголосила 4-м Універсалом незалежність УНР (Української народної республіки) та низку реформ.

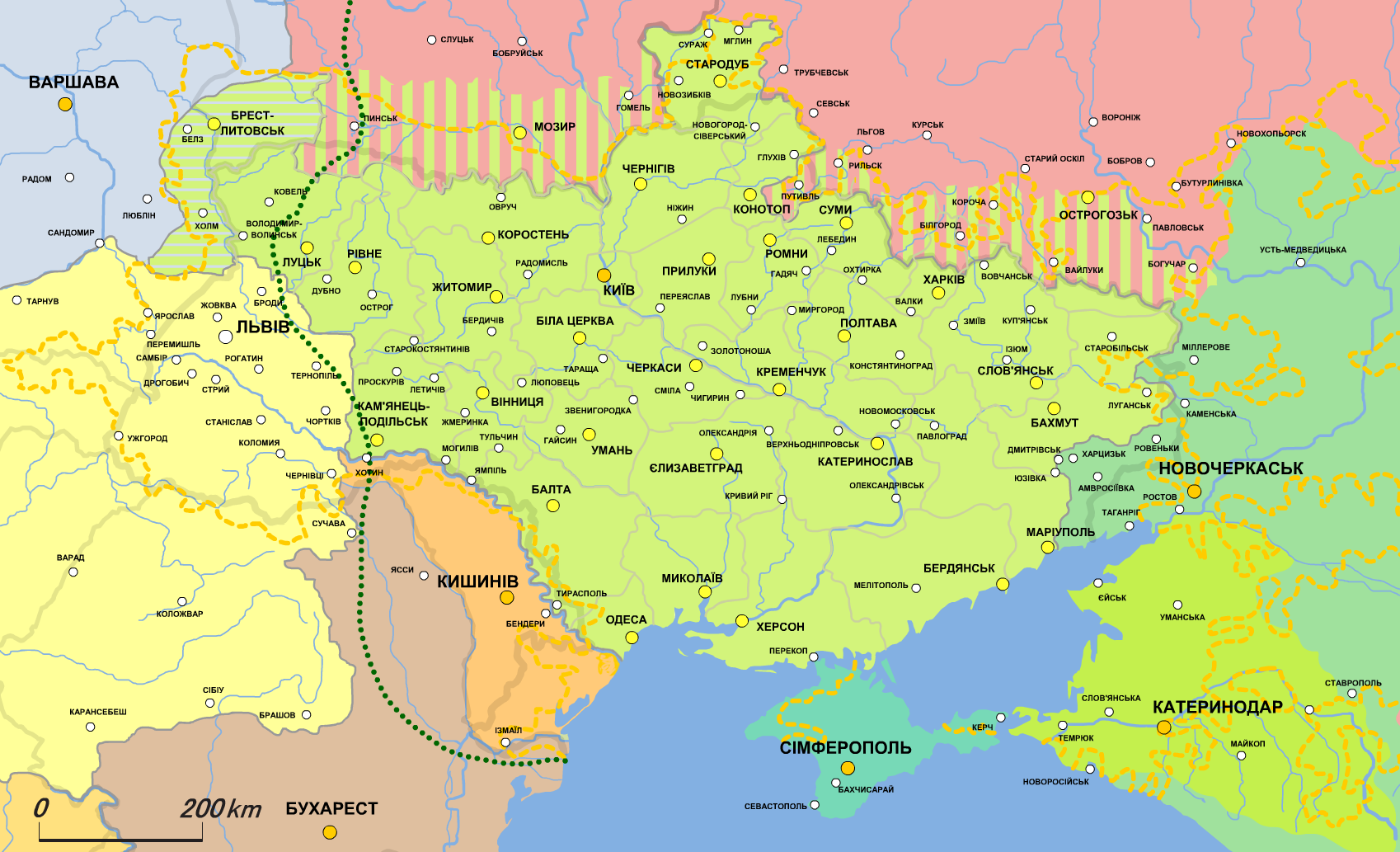
Карта Української Народної Республіки (1918.II) УНР за Брест-Литовським договором

- 14—17 (27—30) січня 1918 року — збройне повстання проти Центральної ради в Одесі, встановлення у місті Радянської влади.[54]
- Жовтнева революція, ленінські декрети про землю та повстання проти Центральної ради в Одесі спонукала до встановлення всередині січня 1918 року Радянської влади в Маяках.

На зростання політичної активності населення великий вплив мало розташування тут Бессарабського радянського загону, до складу якого входили: Дністровська річкова флотилія, де комісаром був уродженець міста комуніст А. Гончаров, кавалерійський загін, що складався з маяцьких і яськівських селян, чотирьох червоно армійських батальйонів, сформованих одеськими робітниками. Загін готувався взяти участь у боях проти військ королівської Румунії, які окупували Бессарабію. Але в той час на територію Придністров'я вдерлися австро-німецькі окупанти. Під натиском переважаючих сил ворога загін змушений був відступити. Селяни Маяків і Ясьок розійшлися по домівках, а одеські робітники повернулися до міста. Штаб загону передав селянам на схов понад 2 тис. гвинтівок і багато боєприпасів.
- Австро-німецькі війська окупували Маяки, грабували населення, душили контрибуціями. У грабежах і насильствах їм допомагав загін «державної варти» у складі 80 кіннотників і 60 піхотинців.

20 квітня Одеський комітет більшовиків послав до Маяків для організації партизанських загонів А. А. Гончарова. 20 червня в хаті селянина А. П. Бакуменка зібралося 20 маячан. Вони ознайомилися з маніфестом уряду Радянської України від 20 квітня 1918 року, обрали підпільний ревком та обговорили питання про розгортання боротьби з окупантами. Головою ревкому обрали С. Сичова, його заступником — А. Макурова, секретарем — І. Лиховидова. Кількість підпільників у селі з 70 чоловік на початку жовтня зросла до 300 чоловік у листопаді 1918 року.
На одній з нарад у Маяках перед підпільниками виступив представник обласного комітету партії Громобой (Ольшевський). Було вирішено відновити в селі Радянську владу. В ніч на 18 листопада партизани розгромили варту, захопили пошту, телеграф, управу і проголосили в селі Радянську владу. 18 листопада в Маяках відбулась загальна сходка жителів, на якій ухвалено поповнити загін новими бійцями. До загону записалась охочі, після чого він мав 4 роти піхоти, 80 кіннотників, кулеметну команду. Оперативний штаб його очолив маячанин І. Ф. Грицюта. У грудні 1918 року в загоні було близько тисячі бійців. За рішенням обласного комітету партії загін захопив села Дальник, Гнилякове, Нерубайське і станцію Дачна.
Після того, як в Одесі висадилися війська Антанти, командування загону вирішило об'єднатися з частинами Червоної Армії. 30 січня придністровські партизани за завданням штабу обласного ревкому зайняли Тирасполь. Кілька днів вони відбивали атаки об'єднаного загону білогвардійців, французьких солдатів і польських легіонерів. Але під натиском значно переважаючих сил ворога партизани змушені були залишити Маяки.
28 лютого 1919 року в придністровських селах спалахнуло повстанця проти англо-французьких інтервентів. Партизани поспішили втрутитись до повстань. Кілька днів влада в селі перебувала в руках повстанців, і тільки прибуття сюди з Одеси об'єднаного загону французьких, польських солдатів та денікінських карателів з артилерією призвело до тимчасового спаду повстанця. 5-6 березня 1919 року інтервенти вчинили в придністровських селах криваву розправу. Вони вбили багатьох мирних жителів. В Маяках від рук окупантів загинуло 37 чоловік.
У квітні 1919 року маяцький загін разом з частинами Червоної Армії брав участь у визволенні Одеси від англо-французьких інтервентів. З цього часу він став Першим придністровським радянським полком. Командиром його був А. А. Гончаров, комісаром — В. Володимиров. Полк налічував близько 3 тис. бійців. У червні 1919 року він увійшов до складу 45-ї дивізії як 404-й стрілецький полк. Дорогами громадянської війни він пройшов територію України, брав участь у ліквідації військових частин Юденіча і Денікінаа, був на польському фронті і тільки в 1920 році повернувся до рідних місць. За зразкове виконання бойових завдань, вірність Радянській владі Реввійськрада нагородила 404-й полк Червоним прапором.
- У лютому 1920 року в Маяках остаточно утвердилась Радянська влада. До утвореного ревкому на чолі з І. Коваленком увійшли маячани — учасники громадянської війни С. Герастовський, Д. Щербаков, С. Осетян й інші. У липні 1920 року в селі створено комітет незаможних селян (КНС), до керівництва якого ввійшли 2 комуністи й один безпартійний. Великих руйнувань зазнали Маяки в роки громадянської війни. У 1920 році з усіх місцевих підприємств, які колись існували, працював лише один паровий млин. В селі було чимало безробітних. Не маючи роботи, неземлеробське населення переключалось на хліборобську працю. У 1920 році в Маяках налічувалось 74,4 проценти селян, на кожного їдця припадало по 0,5 десятини землі. Значна частина селян орендувала землю в інших селах або брала її для засіву з половини.

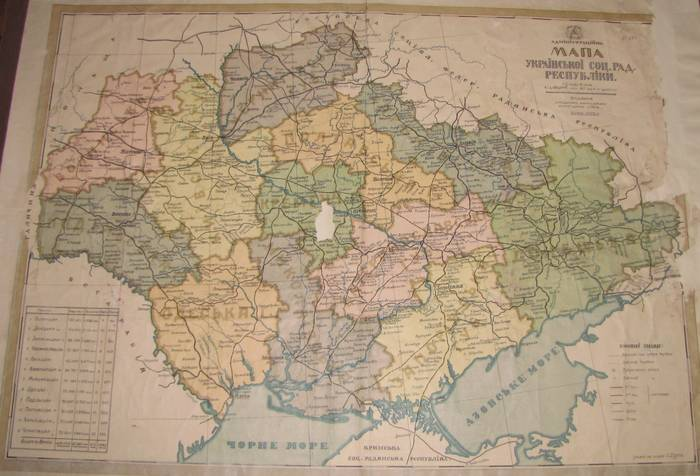
УРСР в 1922 році

Але і хліборобська праця була пов'язана з великими труднощами. Більшість селянських господарств не мала необхідного інвентаря. Так, наприклад, плугів на 100 господарств припадало тільки 24. Не краще було і з робочою худобою: в 71 господарстві не було ніякої худоби, в 280— робочої худоби. В березні 1920 року в Маяках виник партійний осередок у складі 5 комуністів. Комуністи, члени ревному та КІІС провели велику роботу по відбудові села. Було створено земельну комісію, яка наділила землею 184 незаможники, передавши їм 273 десятини землі. Внаслідок земельного перерозподілу (вересень 1920 року) на кожного їдця в селі припало по 1 десятині 360 кв. сажнів. Місцеві органи влади допомагали сім'ям червоноармійців, удовам та сиротам. 33 сім'ям бійців Червоної Армії було зорано земельні ділянки, завезено паливо, 54 сім'ям видано мануфактуру. 87 червоноармійських сімей у червні 1920 року одержали грошову допомогу в сумі 84 тис. крб., а люди з інвалідністю — пенсії (20 тис. крб.) Під час «тижня допомоги фронтові» (квітень 1920 року) жителі Маяків зібрали для Червоної Армії багато борошна, масла, яєць та інших продуктів харчування. Комуністи і члени комнезаму розгортали серед населення роз'яснювальну роботу, розповідали про політичне й економічне становище країни. Саме під впливом комуністів жителі Маяків на сільському сході в червні 1920 року заявили про підтримку Радянської влади, як єдиної захисниці інтересів народу. Вони першими виконали "продрозверстку" в 1920 році і були занесені до списку червових волостей.
- Поступово налагоджувалось і культурно-освітнє життя. З ініціативи повітового бюро комсомолу з вересня 1920 року в Маяках постійно працював гурток, в якому молодь оволодівала політичними знаннями, вивчала питання радянського будівництва. Комсомольці Маяків стали організаторами школи грамоти, в якій вчились також юнаки і дівчата з сусідніх сіл. Центром культурного життя в селі став Народний будинок, що почав своє існування в 1920 році. Тут працювали чотири секції: театральна, шкільна, бібліотечна і фінансова, ставились п'єси українських класиків. Театральна секція практикувала платні спектаклі. Гроші, виручені від продажу квитків у сумі 30 тис. крб., було передано до фонду Червоної Армії.

#### Голод 1921—1923 років
Голод в Украї́ні 1921—1923 — масовий голод у південних областях України в 1921—1923 роках, спричинений посухами 1921–22, повоєнною розрухою, політикою продрозверстки та надмірним вивезенням хліба Радянською Росією за межі УСРР.
1921 року від посухи в Одеській губернії загинуло 45 % запівів. Серед соціальних чинників голоду вирішальну роль зіграла продрозверстка.
Про голод в Україні почав заявляти на весь світ уряд УНР в екзилі вже восени 1921 року. Так, у вересні 1921 року повноважний представник УНР Олександр Шульгин звернувся з проханням про допомогу голодуючому українському населенню до Нансена, а через місяць це питання місія УНР порушила в Парижі.

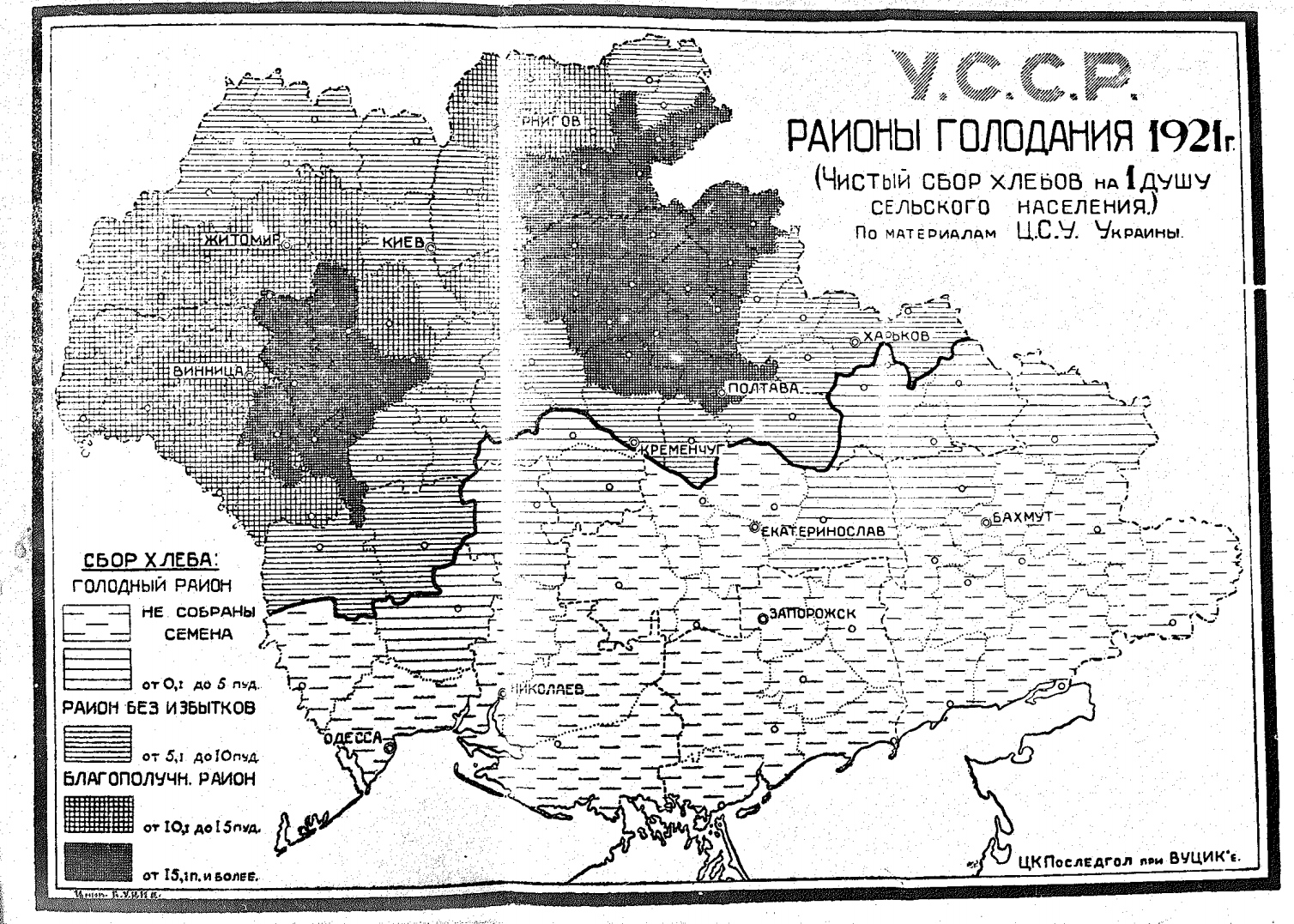
Регіони, уражені голодом, за даними радянської комісії допомоги голодаючим

На жаль, тоді західний світ так і не перейнявся трагедією українського селянства, страшний голод поширювався півднем України і наприкінці 1921 року Одещина зазнала цієї трагедії. На початку січня 1922 року кількість голодуючих тут сягнула 1 890 000 осіб, у березні — 3 250 000, в червні — 4 103 000. За доповіддю представника Комітету Нансена, акредитованого у Женеві, на півдні України взимку 1922 року голодували 8 000 000 селян.
Протягом багатьох десятиліть у радянських шкільних підручниках стверджувалося, що на початку 20-х років голод охопив лише райони Поволжя. Так оголошувалося тоді і перед західним світом, звідки Ленін і його соратники просили продовольчої допомоги саме в названий регіон. Про те, що такий же голод охопив усю Південну Україну, звідки масово вивозився хліб на Північ Росії і на експорт, Москва мовчала.
У радянських комуністичних історичних джерелах йдеться про те що у 1921 року в Маяках працювали дві трудові семирічні школи. Вчителі щотижня обговорювали етап викладання предметів за програмою трудової школи, провадили показові уроки, обмінювались з учителями сусідніх шкіл досвідом виховання дітей. Місцеві органи влади виявляли велику турботу про народного вчителя. КНС видавав вчителям щомісяця по пуду борошна, забезпечував їх наливом, гасом тощо. Незважаючи на пожвавлення господарського і культурного життя, економічне становище населення на початку 20-х років було тяжким, особливо через недорід 1921 року. В наступному році не вистачало посівного матеріалу, населення голодувало. Щоправда, певну допомогу насінням, тяглом подали губернський земельний відділ і повіт виконком.

#### Колективізація
До колективного господарювання частина селян Маяків стала у 1922 році. В той час тут утворилося 3 сільськогосподарські колективи, які об'єднали близько 20 чоловік кожний. У 1925 році в селі організувалось садо-виноградарське товариство. яке після об'єднання в наступному році з меліоративним товариством дістало назву «Червоний придністровець». Держава подавала колективним господарствам допомогу насінням.
Наприкінці 20-х років у селі здійснено суцільну колективізацію. У 1928 році в Маяках було вже шість колгоспів: «Червоний партизан», «Червона зірка», «Український орач», «Жовтнева революція», «14 квітня», «Нове життя» і два ТСОЗи: «Ленінським шляхом» та ім. 8 Березня.
Цікава історія створення ТСОЗу ім. 8 Березня — першого жіночого колективу на Одещині. З 1925 року в Маяках почалися роботи по осушенню плавнів. Осушивши перші три гектари, колишні наймички, на чолі з вчителькою Костенковою вирішили гуртом їх обробити. Восени зібрали врожай і виявилось, що кожен гектар дав 3 тис. крб. прибутку. Свою продукцію вони експонували на районній виставці, одержали премію і похвальний лист. В наступному 1927 році жінки усуспільнили свою землю, реманент, тягло і утворили ТСОЗ ім. 8 Березня.
В перші роки свого існування колгоспи і ТСОЗи були економічно слабкими. У 1929 році вони об'єдналися в один колгосп, названий «Червоним маяком». До нього ввійшло 586 дворів або 90 проц. усіх господарств села.

#### Голодомор 1932—1933 рр.
Перші кроки у проведенні колективізації викликали ненависть і опір у багатьох жітелів села, більш заможних з них називали куркулями. Вони агітували проти колгоспів спираючись на неефективнісь такої системи.
Трагедія голоду 1932—1933 рр. в УСРР— жахлива і нещасна сторінка в історії українського народу. Це наслідок спланованої політики радянського режиму насильницької масової колективізації, сталінської політики розкуркулювання, горезвісних хлібозаготівель, «чорних дошок» і «червоного терору». Фізичне винищення селян України голодомором — свідома і цілеспрямована терористична акція, стратегія і тактика якої виношувалась і впроваджувалась протягом 1929—1933 років. На шляху реалізації жахливих соціальних експериментів радянської влади могутньою перешкодою було українське село. Заважала його національна самобутність як хранителя української традиційної культури, мови, моральних цінностей, як джерела українського національного відродження. Саме боротьба з непокірним українським селянством мала наслідком жахливий Голодомор на території України, трагедію, яка змінила наше суспільство, завдавши йому непоправної шкоди.
- Під час Голодомору 1932—1933 років у селі Маяки померло щонайменше 128 жителів.[60] Старожили розповідали, що на вулицях села не було видно а ні жодної тварини, в річці не було риби і тільки де подекуди можна було упіймати маленьких йоржиків завдяки яким селяни пережили цей трагічний період.

Радянський режим заперечував факт існування голоду. Однією із причин голоду стало примусове вилучення зерна у селян.  Для приборкання незадоволення селянства хлібозаготівлею влада почала закривати ринки, проводити обшуки по селянських дворах, притягати до суду власників не тільки спекулятивних хлібних запасів, але й досить помірних лишків хліба, так і тих запасів, які необхідні для посіву і споживання.
Головним наслідком насильницьких методів при створенні колгоспів стало масове невдоволення та відкриті протести селян аж до антирадянських збройних виступів. Багато селян, щоб не йти у колгосп, продавали будівлі, інвентар, вирізали худобу і залишали село, перебиралися на роботу у міста або на будови.
Заможні й бідні селяни цілими сім'ями переїжджали в міста, на новобудови першої п'ятирічки, щоб уникнути розкуркулення, колективізації, репресій. Вже в 1929 р. до органів влади Одещини надійшли сотні заяв селян про бажання переїхати на постійне місце проживання до Сибіру, Приморського краю, Приамур'я.
Одним із головних напрямів колективізації стала «ліквідація куркульства як класу». 11 січня 1930 року в газеті «Правда» було опубліковано передову статтю «Ліквідація куркульства як класу стає на порядок денний». В ній прозвучав заклик «оголосити війну не на життя, а на смерть куркулю і кінець кінцем змести його з лиця землі». Незабаром ЦВК та РНК СРСР прийняли закриту постанову, підписану Калініним, Риковим і Єнукідзе, яку телеграф негайно доставив у всі окружні, районні і сільські Ради у тому числі й Одещини. В ній, зокрема, говорилося: «1. Куркульським господарствам заборонити повсюдно переселятися і розпродувати своє майно без дозволу районного виконавчого комітету. 2. Зобов'язати районні виконавчі комітети застосовувати відносно куркулів, які порушуватимуть цю постанову, самовільно переселятимуться, негайну конфіскацію всього майна…».
- З житепису українського поета Володимира Петровича Гетьмана, що народився у селі Маяки: — «19 грудня 1929 року родину запихають як куркулів у вантажний вагон на станції Єреміївка і вивозять в Росію, — до табору Спасо-Преображенського монастиря аж під Вологду. Заслання для Володі тривало чотири місяці, а для батьків — півроку. Через чотири місяці влада „розібралася“ й дозволила тітці забрати гетьманенка з висилки.» Родина була «освобожденная от высылки» із поверненням на місце колишнього проживання — у село Біляївку. Згодом обставини вимушують переїхати у село Маяки, а 1932 року, — до Одеси, де закінчує середню школу.[61] Неможливо перелічити тих жахів, які бачив, відчув і пережив хлопець у таборі Спасо-Преображенського монастиря. Багатьом дітям, висланим разом з дорослими до різних таборів за межі України, присвячена книга «Світлої па-м'яті засланих дітей, що захолонули у вологодських снігах у 1929—1930 рр.». Поет пише: «Куди не йду, а ніби наді мною жаріє те тавро…». Цей факт біографії дав підстави Володимиру Петровичу назвати поетичну книгу-сповідь «Наймолодший куркуль Радянського Союзу».[62]

Отримавши контрольні цифри для кожного району радянська влада, при підтримці місцевих активістів, робітників з міста й міліції, в стислі терміни провела вилучення родин куркулів і їх відправку до місць, визначених для завантаження у вагони і відправку на Північ.
Між 1928 і 1932 рр. Україна втратила близько половини поголів'я худоби. Крім того, масове усуспільнення худоби у новоутворених колгоспах, де не було умов для її утримання, часто вело до її загибелі, що загострило проблему з тягловою силою в господарстві — без коней не було чим орати.
Примусова праця у колгоспах відзначалась низькою продуктивністю. Хаос посилювався невмілими діями збюрократизованого керівництва, яке, не маючи жодного досвіду у сільському господарстві, давало з центру розпорядження, де і що сіяти. Від 1931 до 1932мр. посівна площа скоротилася на 20 %, а втрати врожаю у 1931 р. сягнули 30 %. До цього неладу додалася посуха, що 1931р. охопила степові райони. Але не вона була причиною голоду. Він припав на 1932—1933 рр., й безпосередньо його викликала зловмисна воля партійного керівництва.
На початку 1930 р. запровадили дивну форму оплати праці колгоспників, позаяк облік вівся не в грошах, а в трудових одиницях — трудоднях. Враховуючи норми виробітку, заробити трудодень в колгоспі могла лише фізично здорова людина. Проте навіть ці жалюгідні заробітки колгоспників не сплачували у повному обсязі.
1933 року, після конфіскації продовольчих запасів, смертність у сільській місцевості набула масштабів голодомору. Народжуваність у голодні роки знизилася на порядок. За підрахунками сучасних українських істориків і демографів, повні демографічні втрати в УСРР, включно з викликаним голодомором зниженням народжуваності, сягали за 1932—1933 рр. не менше 5 млн чоловік. Щоб заселити вимерлі села Одеської області, Всесоюзний переселенський комітет переселив на її територію восени 1933 р. 15 тисяч переселенців із Середньої Азії і 6 750 господарств із Горьківської області та Білорусії. Їх загальна кількість становила щонайменше 35 тисяч осіб.
Масове фізичне винищення українських хліборобів штучним голодом було свідомим терористичним актом політичної системи проти мирних людей, внаслідок чого зник не тільки численний прошарок заможних і незалежних від держави селян-підприємців, але й цілі покоління землеробського населення. Було підірвано соціальні основи нації, її традиції, духовну культуру та самобутність.

#### Зміцнення колгоспу
Радянська влада просувала свою політику і власні наративи щодо голоду створюючи іншу картину реальності так у 1931 році нібито куркулі знищили близько половини поголів'я коней артілі «Червоний маяк». У стислі строки в 1932—1933 рр. колгосп провів весняні польові роботи і викопав план хлібозаготівель. Колгоспом керував тоді 25-тисячник, робітник Одеського хлібозаводу комуніст В. К. Нєвський. Разом з партійною і комсомольською організаціями правління мобілізувало трудівників артілі на ударну роботу. В 1933 році колгосп «Чорновий маяк» за сім днів зібрав колоскові, засипавши в державні засіки 5820 цнт хліба. Того ж року з кожного гектара зібрано по 12,9 цнт зерна проти 5 цнт у 1932 році.
За досягнення у сільськогосподарському виробництві артіль «Червоний маяк» було занесено на всесоюзну Дошку пошани. 28 серпня 1933 року в селі відзначали День урожаю. Вітати колектив з трудовими успіхами приїхав перший секретар Одеського обкому КП(б) України Є. І. Вегер.
Радянська влада виявляла «велике піклування» про охорону здоров'я трудящих. У 1932 році в Маяках відкрито нову лікарню та амбулаторію, де працювало кілька лікарів і медичних працівників з середньою освітою.
Невпинно зростали освіта й культура села. У 1932 році в Маяках відкрився перший звуковий кінотеатр. У клубі працювали гуртки, читалися різноманітні лекції, організовувались виставки, що висвітлювали досягнення колгоспного будівництва та героїчну боротьбу радянських воїнів біля озера Хасан.
Зростання механізації, впровадження досягнень агротехніки вимагало грамотних кадрів. Щоб їх мати, правління в 1935 році створило курси трактористів, на яких навчалось 76 чоловік. Випускники відмінно оволоділи технікою. Особливо уславився ударною працею секретар комсомольської організації колгоспу Петро Федоренко. Він організував комсомольсько-молодіжну бригаду, яка однією з перших у районі закінчила сівбу ранніх культур на площі 110 га і була занесена на районну дошку пошанни.
У 1939—1940 рр. колгосп «Червоний маяк» достроково виконав хлібопоставки державі та натуроплату МТС, повністю засинав насінний і фуражний фонди. В жовтні 1939 року колгоспники вирішили продати державі залишки хліба в кількості 480 тонн, а на одержані гроші купити 3 автомашини, мануфактуру, теплий одяг, взуття.
Зразково працювали на артільних ланах тракторист з бригади М. Богачова, механізатори Я. Сичов, К. Ільїн та інші за зміну виорювали по 14—15 га при нормі в 11 га і добивались високої якості робіт.
Завдяки вмілому веденню господарства та сумлінній праці колгоспників артіль «Червовий маяк» вийшла в ряди передових господарств району. Тут збирали високі врожаї пшениці, кукурудзи, винограду, фруктів. Артіль мала 220 коней, 180 свиней, 80 голів великої рогатої худоби. Колгоспники на трудодень одержували по 2 кг зерна та по 2 крб. 50 коп. грішми.

#### Друга Світова війна. Німецько-румунська окупація (1941—1944)
Протягом 1927-1939 років було збудовано лінію оборонних споруд (обороні споруди Тираспольського укріпрайону або неофіційно "Лінія Сталіна") які мали захищати південний кордон СРСР. На березі Дністра у Маяках знаходилося два ДОТи (довготривалі вогняні точки на південому-заході села)  і СО залишки якої і досі стоять на південій околиці неподалік обсерваторії.

Звістка про напад гітлерівської Німеччини викликала обурення трудящих і 22 червня 1941 року в селі відбувся великий мітинг. Переважна більшість чоловіків призовного віку пішла на фронт. Радянське командування вживали рішучих заходів для оборони Одеси з суходолу. Через Маяки проходив один з рубежів оборони.

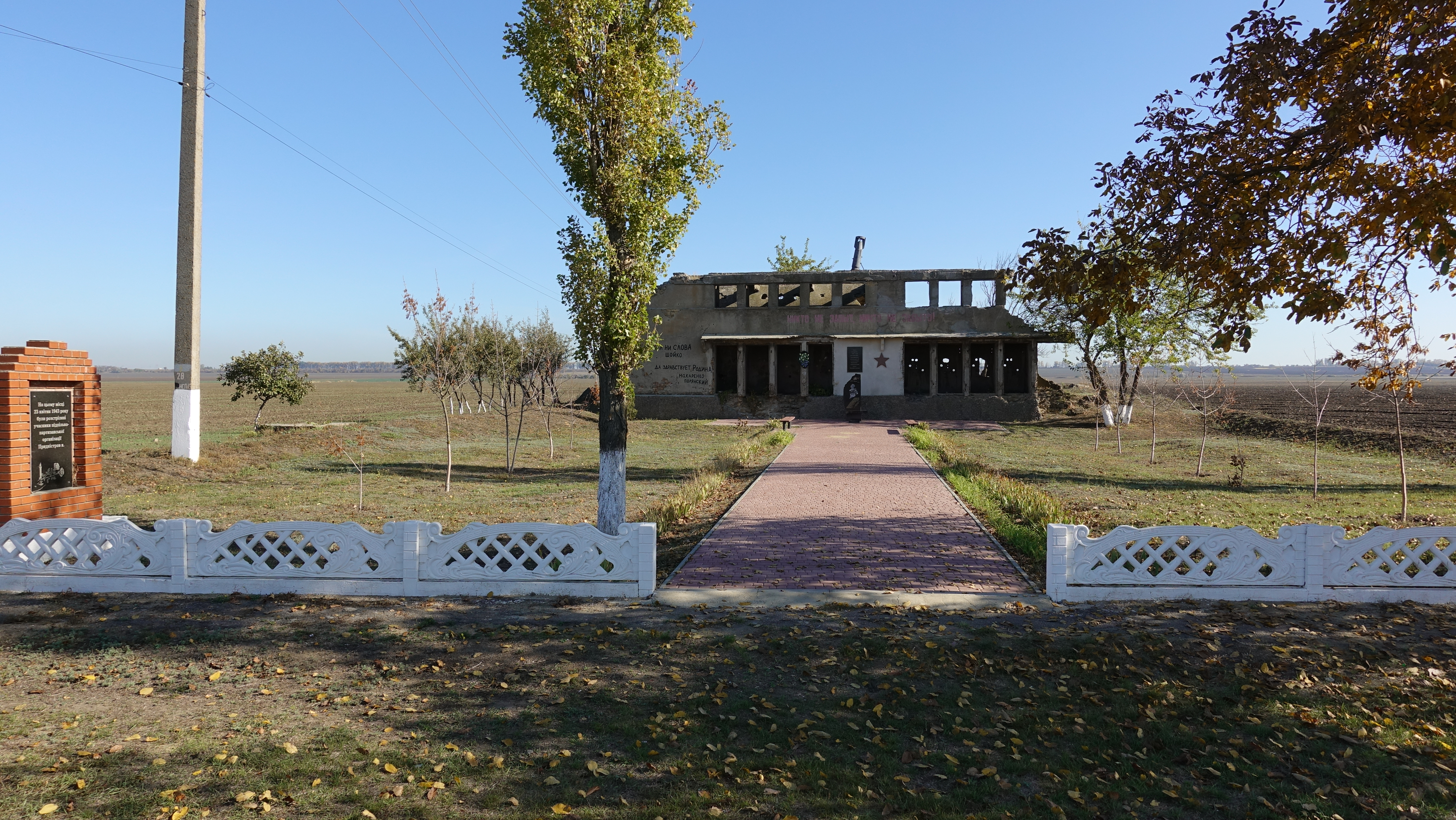
Колишня насосна станція. Меморіал розстріляним партизанам у 1943 році

24 червня 1941 року на Одещині почалося формування винищувальних батальйонів та загонів. До маяцького загону записалось близько 100 чоловік. Бійці несли патрульну службу у дністровських плавнях, знешкоджували ворожих агентів, охороняли колгоспний урожай, зерносховище і тваринницькі ферми.
Радянська армія не змогла втримати позиції та 19 серпня 1941 року румунська армія і гітлерівські війська окупували Маяки. В листопаді 1941 року комуніст М. Я. Богачов створив у селі підпільну партизанську групу з 16 чоловік. Народні месники, серед яких було чимало молоді, провадили серед населення агітаційну роботу, діставали зброю, вибухівку тощо. Наприкінці 1941 року група мала 10 гвинтівок, 8 пістолетів. 36 гранат, 5 тис. патронів.
У квітні 1943 року більшість підпільників було заарештовано, кількох чоловік розстріляно. Ті, що лишилися в живих, разом з групою М. А. Малая з с. Троїцького активізували підривну діяльність. В лютому 1944 року вони висадили в повітря два мости через р. Турунчук, спалили будинок жандармського управління, знищили 12 човнів, призначених для переправи військ ворога. У перших числах квітня партизани висадили в повітря переправу, знищили 6 човнів, роззброїли близько 100 ворожих солдатів. Вступивши в бій з ворогом, група партизанів у кількості 60 чоловік знищила 30 німецьких і румунських солдатів і офіцерів, втративши 10 своїх бійців, серед них і М. Я. Богачова.

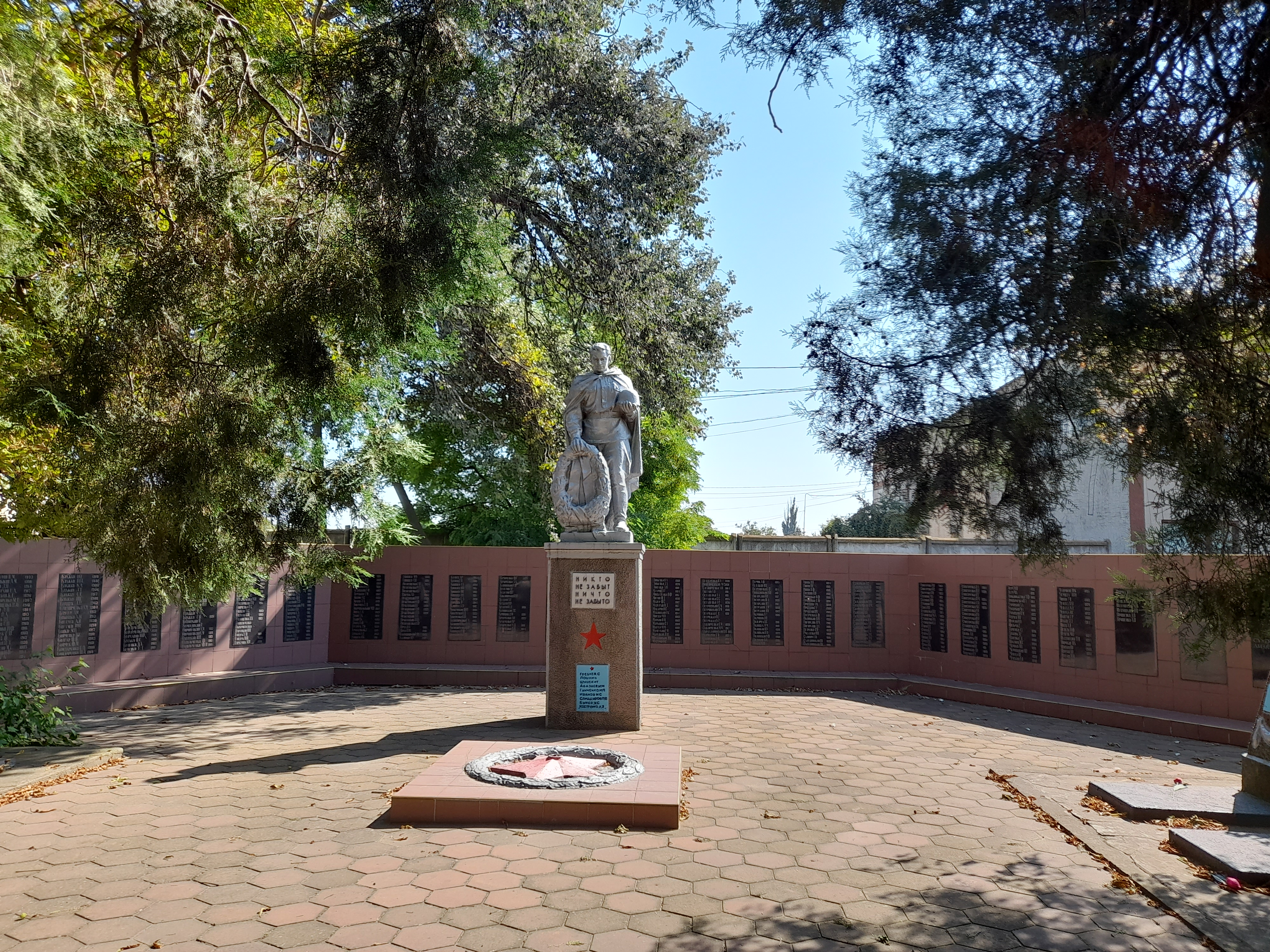
Пам'ятник невідомому солдату с. Маяки

На початку квітня 1944 року радянські війська визволили Маяки від окупантів. Гітлерівські окупанти завдали селу великої шкоди. Вони зруйнували господарські будівлі, школи, клуб. Матеріальні збитки, завдані колгоспу «Червоний маяк», становили понад 66 тис. карбованців. Багато жителів села відважно билось на фронтах Другої Світової війни. Тільки орденами і медалями Радянського Союзу нагороджено понад 300 чоловік.
Після визволення села населення одразу взялося за відбудову зруйнованого господарства. У 1944 році колгосп очолив колишній кіннотник бригади Г. Котовського, М. Бойко. В господарстві не вистачало машин, робочої сили, насіння, худоби тощо. Весь тягар весняних та літніх польових робіт лежав на плечах жінок і підлітків. Проте вже в 1944 році колгоспниці своїми коровами зорали 714 га пару замість запланованих 600 га, виконали план зяблевої оранки. В тому ж році в артілі створено тваринницьку ферму, яка мала 19 корів і 20 телят. Після переможного закінчення Радяньсько-Німецької війни до села поверталися демобілізовані воїни. У 1945 році колгоспники посіяли 500 га пшениці, 370 га ячменю, 260 га кукурудзи, 90 га соняшнику, ЗО га проса, 35 га городніх культур. Правління колгоспу приділяло увагу відбудові зруйнованих та побудові нових колгоспних приміщень і будинків колгоспників. Створювалось гончарне виробництво, очолене Г. А. Блажком.

#### Голодомор 1946—1947 років
Голодомор в Україні 1946—1947 рр. — масовий голод, який влаштувала народам СРСР російсько-більшовицька (комуністична) диктатура 1946–1947, був спричинений не так повоєнним неврожаєм, як спланованою акцією сталінського Політбюро з метою забрати в селян залишки зерна і продати чи подарувати його братнім режимам у соціалістичному таборі. Так, 1946-го з СРСР вивезено 350 тисяч тонн зерна до Румунського королівства, у 1947 — 600 тисяч тонн зерна— до Чехословацької республіки, за тих два роки Польська республіка отримала з Радянського Союзу 900 тисяч тонн хліба..А в Молдавській РСР й південних областях Української РСР стрімко поширювався голод.
Найважче було під час голоду 1946-1947 pp. За словами С. Ф. Павловської (1942 р.н.): «люди помирали з голоду, ходили на базар міняти речі. Війна була причиною, одні воювали, а інші і дітей їли. Було, що приїздили через донос і копали у дворі і картоплю. Люди майже нічого не мали. Приходили одіті у форму зі зброєю, забирали і зерно, і все. А люди мусили віддавати, щоб не чіпали. Ті що противилися, потрапляли до Сибіру. Щоб вижити, люди трохи ховали по ямах, але все одно знаходили. Троє- четверо приходили... У колгоспі харчі видавали по прізвищу, а мало по селу ходили і видавали. Якщо сім'я велика, давали дві буханки хліба, а якщо невелика то менше давали...».
Страждали і помирали у селах і містах Української РСР люди різних національностей — українці, росіяни, євреї, болгари, гагаузи, ін. Від штучного рукотворного голоду за неповними даними загинуло в Українській РСР понад 1 млн людей. Тоталітарною владою голод замовчувався.

#### Відбудова та повоєнний розвиток
У 1946 році будівельна бригада спорудила нові будинки 2 сім'ям загиблих воїнів та капітально відремонтувала 7 будинків для інших родин. У боротьбі за зміцнення і розвиток колгоспу велика роль належала партійній організації. На відкритих партійних зборах, які проводились за участю широкого колгоспного активу, вирішувались питання роботи тракторного парку, місцевого будівництва, розвитку тваринництва тощо. Дійовим помічником партійної організації в усі роки була комсомольська організація, що налічувала 15 чоловік.
У ці роки колгоспи краю отримали з м. Горького, Алтайського краю і Казахстану сільськогосподарські машини. Після голодних 1946-1947 років, почали з розвитку зернового господарства і овочівництва. Мізерною залишалася оплата праці на трудодень, хоча вона й зросла на 50 коп. у порівнянні з довоєнним рівнем, але це не додавало колгоспникам ентузіазму. Незважаючи на це, мали своїх передовиків, і вже в 1947 році 38 ударників були відзначено урядовими нагородами. На той час у колгоспі було 3460 га сільськогосподарських угідь. Більша частина посівних площ була зайнята під озимі 1125 га і ярові і – 1389 га. У господаря в Арацювало 526 осіб.
У 1949 році комсомольці провели рейд перевірки готовності артілі до весняної сівби. Комсомольці і молодь своїми силами засіяли 619 га зернових. Значних успіхів у розвитку економіки добився колгосп «Червоний маяк» у 1949—1950 рр. На допомогу трудівникам прийшла техніка. Артіль вже мала 4 автомашини, 11 двигунів, 31 плуг, 100 культиваторів, понад 100 інших механізмів. В селі працювали млин, крупорушка, олійниця, лимарня, кузня. Тваринницька ферма у 1950 році налічувала 295 голів великої рогатої худоби. Велике економічне значення мало також закінчення в 1957 році будівництва Маяко-Біляївської зрошувальної системи, на спорудження якої держава асигнувала багато коштів.
У 1950-ті роки збудували міст через Дністер під час прокладання сучасної траси з Одеси на південь області, до Сарати, Арцизу, Татарбунарів, Ізмаїла, Болграда та Рені. Завдякі чому Маяки набули ще більшого стратегічного значення.

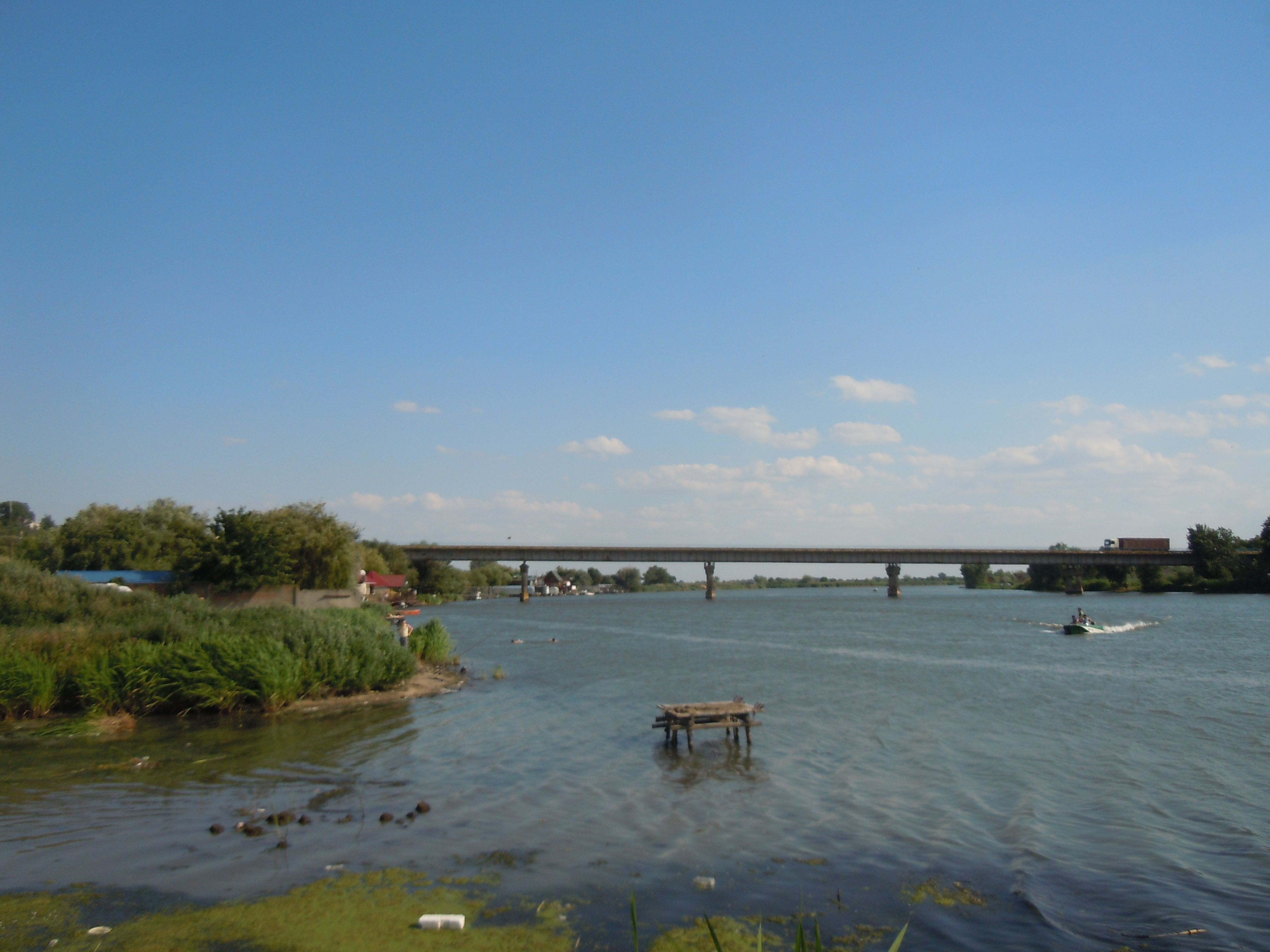
Міст в селищі Маяки

У 1957 році на загальних зборах колгоспників вирішено було реорганізувати артіль «Червоний маяк» на радгосп. На 1 січня 1959 року він мав 4506 га землі, 19 тракторів, 8 комбайнів, 16 вантажних автомашин. Зрошувальна система дала змогу перетворити радгосп на спеціалізоване овочівницьке господарство.
У повоєнний час відновив роботу рибколгосп «Червоний Придністровець» (гол. В. А. Гончаренко). Рибколгосп обробляв 64 га землі. Мав 3 трактори і 5 автомашин. З 1951 року на правому березі Дністра, в 8 км від Маяків розпочали роботи по облаштуванню ставків. Восени 1959 року ставки вирили на площі 10 га, в 1960 р. залили дністровською водою та зарибили молодняком осетра. Так виник Маякський осетровий завод. Однак, через три роки повідомили, що підприємство не експлуатувалося на повну потужність (вирощували 400 тис. шт. молодняка на рік) через незабезпеченість його виробниками і посадковим матеріалом. У 1960 році частково ця проблема вирішувалася за рахунок завезення з Дніпровської осетрової станції Укрдержрибвода біля 0,5 млн шт. заплідненої ікри осетра. Такі перевезення планували здійснити і у наступні роки. Але це не вивело завод з прориву, через відсутність дослідницько-виробничої станції та з інших причин.

#### Епоха «розвиненого соціалізму»
У 1959—1960 рр. маяцькі городники зібрали небачений в тих місцях урожай. Так, бригада Т. А. Гетьмана виростила по 182 цнт помідорів з гектара. Якщо у 1957 році колгосп продав державі тільки 4 тис. цнт овочів, то в 1960 році радгосп відправив на заготівельні пункти 31 тис. цнт капусти, моркви, столових буряків, помідорів та інших овочів. Доходи, що набагато зросли, дали змогу дирекції ширше розгорнути господарське будівництво.
У 1960 році тут споруджено чотирирядний корівник, свинарник, три артезіанські колодязі, завершено будівництво першої черги водопроводу, гуртожитку на 80 місць, збудовано 15 одно і двоквартирних будників. Багато уваги приділялось меліорації зрошуваних земель. Очищено понад 40 км каналів, здійснено вологозарядкові поливи. Тільки в 1963 році їх провели на площі 754 гектари. Поряд з вирощуванням овочів у відкритому ґрунті радгосп дедалі ширше застосовував парники для цілорічного вирощування городини. Якщо в 1961 році в радгоспі було кілька десятків парникових рам, то в 1967 році їх стало близько 19 тис. штук. Обігрівають парники за допомогою електрики та спеціальних матів, або, як їх називають тут, теплих кожухів. В'язання тих кожухів — нелегка справа, але ланка Л. Шаповалової щодня перевиконує норми. Передову овочівницю у 1966 році за сумлінну працю нагороджено орденом Трудового Червоного Прапора.
Багато уваги приділяється в радгоспі розвитку громадського тваринництва. На фермах виросли справжні майстри цієї галузі господарства — доярки Т. М. Ясенко, Т. К. Широка та Н. М. Ковальчук. За досягнуті виробничі успіхи їх нагороджено орденами і медалями Радянського Союзу. Не відстають від них і молоді доярки — Т. Сорока й О. Глущенко, які щороку надоюють від кожної фуражної корови по 2300—2400 кг молока.
Високі прибутки (у 1966 році вони склали 186 тис. крб.), потужна технічна база (65 тракторів різних марок, 12 комбайнів, понад 39 автомашин), великі масиви зрошуваних земель (близько тисячі га) дали змогу радгоспові вийти в число передових господарств району. В цьому немала заслуга партійної організації, що налічує 50 комуністів, і комсомольської, яка об'єднує понад 100 комсомольців.
- На території села Маяків міститься риболовецький колгосп «Червоний придністровець». Маяцькі рибалки ведуть лов риби, головним чином частикової, в озерах, лиманах і морі. Тут працюють передові рибалки, удостоєні урядових нагород, бригадири М. Г. Кудлай, 1. В. Шпичка та інші. Ця артіль має також допоміжні підприємства, де виготовляють метизні вироби та випалюють вапно.
- На території Маяків розташувалось Дністровське управління експлуатації зрошувальних систем — Маяко-Біляївської та Троїцько-Граденицької. Управління має потужну технічну базу для зрошування водами Дністра причорноморських степів. Справжньою інженерною спорудою сучасного типу є Маяко-Біляївська зрошувальна система, до якої надходить вода по каналу шириною 8 м і глибиною 4 м з мінімальним рівнем води 2,6 метра. Швидкими темпами будується Нижньо-Дністровська зрошувальна система — одна з найбільших іригаційних споруд республіки. Перша черга площею 16 тис. га вже стала до ладу в 1968 році. Від Дністра до станції, де розмістився пульт управління, прокладено канал завширшки 50 м. Чотири потужних насоси подаватимуть близько 1200 куб. метрів води по двох чотирикілометрових трубах па висоту 100 м. До 50-річчя Великого Жовтня здано в експлуатацію перші 2 тис. га зрошуваних земель.
- Маяки — один з наукових центрів Одещини. У 1957 році український астроном Володимир Цесевич створив у Маяках астрономічну обсерваторію. У цьому філіалі Одеського університету імені Мечнікова, під керівництвом члена-кореспондента Академії наук УРСР доктора фізико-математичних наук В. П. Цесевича проводиться науково-дослідна робота по вивченню проблеми активності та зміщення зірок.Маяки (спостережна станція) НДІ «Астрономічна обсерваторія» ОНУ ім. І. І. Мечникова

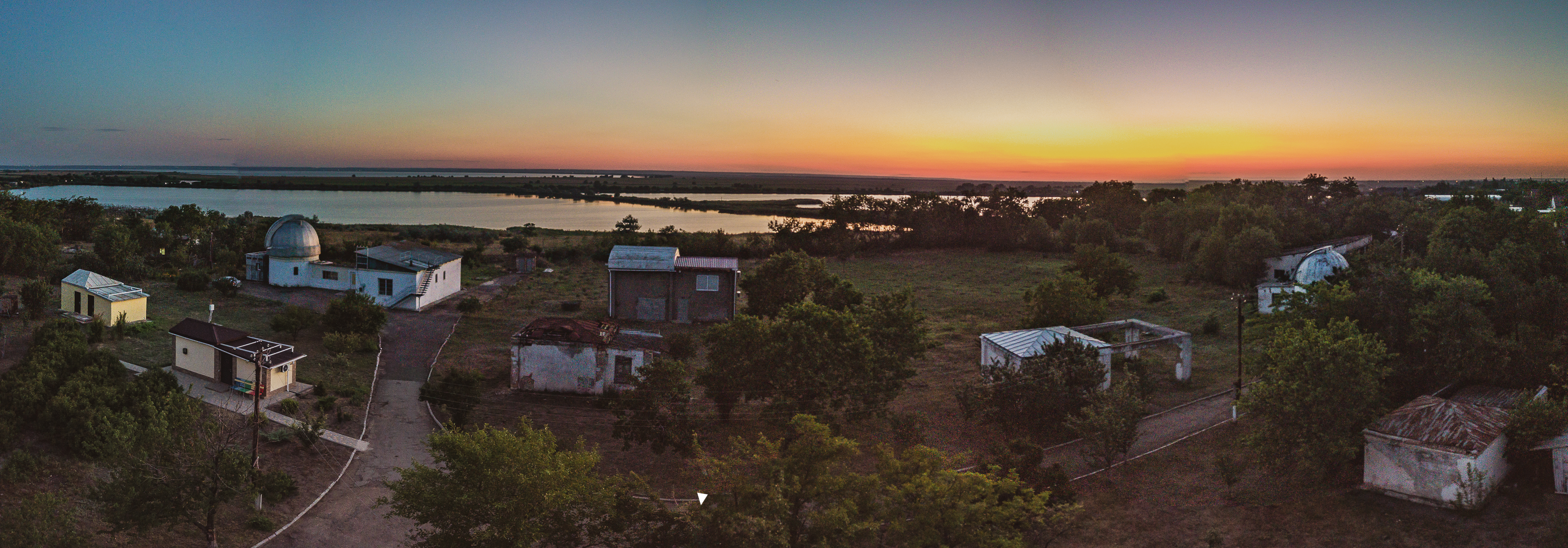
Маяки (спостережна станція) НДІ «Астрономічна обсерваторія» ОНУ ім. І. І. Мечникова

- У Маяках з 1948р розташована також учбово-дослідна гідрологічна станція Одеського гідрометеорологічного інституту. Тут проходять практику студенти гідрометеорологічного, інженерно-будівельного та інших вузів Одеси. На спеціальному полігоні майбутні фахівці вивчають проблеми стоку річкових вод.
- З кінця 1964 року у Маяках розміщувалась агрономічна і меліоративна станція.

За роки Радянської влади у Маяках працювали ательє мод, перукарня, майстерні по ремонту взуття, побутової техніки, ательє по ремонту радіо і телевізійної апаратури тощо. Село повністю радіофіковане, електрифіковане та частково телефонізоване. За післявоєнний час тут виросли нові вулиці, до розташувались нові будинки з усіма комунальними вигодами. Через Дністер перекинуто міст, який зв'язав лівий і правил береги. Працювала лікарня на 25 ліжок з рентгенівським, фізіотерапевтичним та зубопротезним кабінетами.
У сільському клубі був хоровий гурток і духовий оркестр. Народний самодіяльний театр, який підготував чимало вистав. Самодіяльні актори часто виїжджали до районного центру та навколишніх сіл з концертами і виставами.
У двох бібліотеках — сільській і шкільній — налічуалося близько 25 тис. книжок; дитячий сектор сільської бібліотеки посідав перше місце в області по поширенню книжок та проведенню різноманітних масових заходів. У житті села утвердилися нові традиції. Тут провадилися свята врожаю, першого снопа, дні тваринника і механізатора. Урочисто проходили реєстрації шлюбів, народження дитини, золоті і срібні весілля.
За повоєнний час у розвиток території Маяківської сільської ради внесли Анфіса Григорівна Попова, Ганна Миколаївна Чистова, Віктор Карпович Сіденко, Володимир Якович Шабленко, Василь Михайлович Лахманець, які обіймали посаду голови сільської ради та, змінюючи один одного, працювали над розвитком села.

### Маяки у незалежній Україні
Зміни в українському селі, що відбувалися після здобуття Україною незалежності, мали головним чином кризовий характер. Порівняно з попереднім радянським періодом село сповільнило темпи соціально-економічного розвитку. Держава проводила несистемну і непослідовну аграрну політику. Законодавчі акти, політичні та економічні програми розвитку потенціалу села були недостатніми, половинчастими, багато в чому декоративними й не узгоджувалися між собою. Соціально-економічний розвиток сіл залежав від матеріально-фінансового потенціалу сільсько-господарських підприємств. За умов глибинної загальної соціально-економічної кризи лише великі села, де зберігалося аграрне виробництво, мали змогу підтримувати свою життєдіяльність.

#### Соціально-економічний розвиток Маяків у 1991-2014 рр.
У с. Маяки основне навантаження лягло на сільську раду, очолювану з 1985 року новим головою В. М. Лахманець. Через інфляцію в країні, сільська рада змушена була розподіляти продукти та одяг. Громадянам виділялись земельні ділянки для будівництва і обслуговування житлових будинків.
Через відсутність фінансування сільська рада не мала коштів на утримання закладів соціальної сфери. Був закритий дитячий садок «Оленка», будинок культури, дитячий садок радгоспу «Червоний маяк». Люди втрачали постійну роботу. Це був тяжкий період для маячан, вони знайшли вихід у роботі на своїх земельних ділянках. Почали більше займатись тепличним господарством, вирощували огірки, томати, перець, баклажани та ін. Поступово село почало виходити з економічної кризи.
На другу половину 1990-х років припало розпаювання земель в радгоспі «Червоний Маяк», розподіл майна. Закрили ферму. Під час розпаювання земель y 1996 році 505 працівників колишнього радгоспу отримали по 5 га. З 2000 року колишній радгосп реорганізований у Товариство з обмеженою відповідальністю виробничо-комерційну агрофірму «Маяки».
11 серпня 1997 року було зареєстровано Спасо-Преодраженьської церкви села Маяки. Почалося будівництво нової церкви яке на сьогодні практично завершене.
В 2000 році відбулося переформування рибальського підприємства у кооператив «Придністровець», а з 2007 р. у ТОВ РСК «Придністровець» де відновлювалися ставки, реконструювали вирощувальні і маточні ставки площею у 500 га; втілювалися новітні високоефективні методи розведення риби.
Стабільно працювала школа незважаючи на перехідний з радянської системи на сучасну, відновилися дитячі садочки. Бібліотеки проводили просвітницьку діяльність з історії України, відродився спорт і різноманітні грутки.
На початку 2000-х років на території Маякської сільської ради були зареєстровані та працювали 24 фермерські господарства, за різними напрямками діяли і малі приватні підприємці.
У селі діяли торговельні магазини, базар, аптека, об'єкти громадського харчування, побутового обслуговування, дві СТО, вулканізація, три автозаправні станції, дві майстерні по ремонту і шиттю одягу, перукарні, пошта, філії банків.
На території села базувалась Саратська дорожньо-експлуатаційна дільниця ВАТ ДАК «Автомобільні дороги України», яка займається обслуговуванням частини дороги Одеса-Рені. У 2005 р. компанія «Главстрой» розпочала будівництво човнової станції на правому березі р. Дністер біля с. Мавки, що стало поштовхом до розвитку туризму.
За період з 2002 по 2004 рр. провели газифікацію населеного пункту, забудовали два центральні водогони подачі питної води здійснили освітлення вулиць села.
За період незалежності України в Маяках з'явилися нові традиції і свята. З 2006 року маячани святкують День села (встановлено 10 жовтня), День пам'яті і примирення — 9 травня. У 2004 році на майдані Слави забудувано Меморіальний комплекс з метою увічнения пам'яті односельчан, які полягли у роки Другої світової війни. На камені викарбувані імена 386 мешканців Маяків.

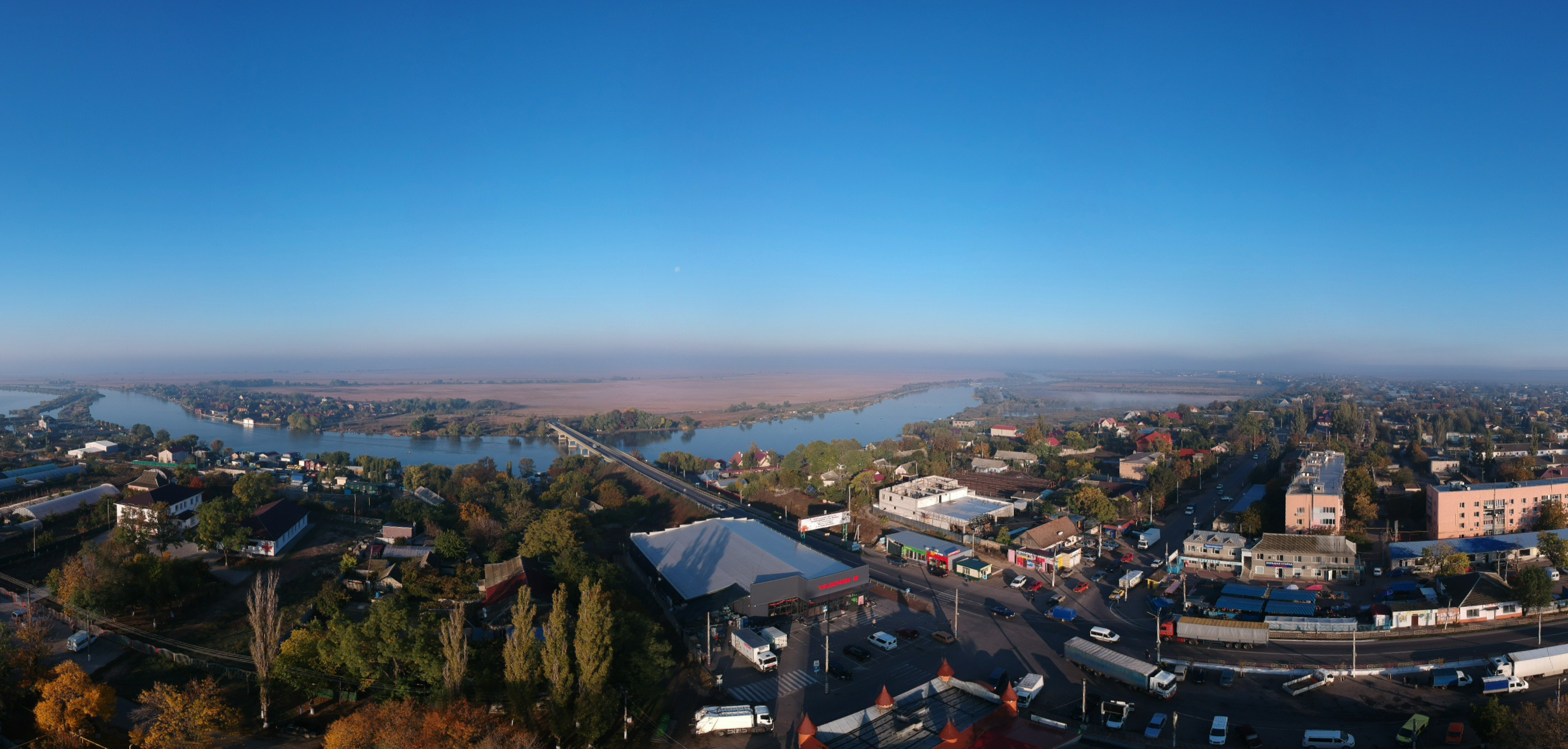
Село Маяки Одеського району. Панорама центру селища.

3 2010 року новий директор БК О. П. Семенюк створив дитячий колектив духового оркестру, який незмінним учасником усіх свят у селі. У Будинку культури працюють вокальний і танцювальний гуртки.

#### Маяківська сільська територіальна громада
Жителі Маяк не залишалися осторонь політичних подій, що відбувалися в Україні Помаранчева революція, Революція Гідності, АТО, ОСС.
З 2015 року для українського села Маяки розпочинається нова ера розвитку. Їй активно сприяє політика децентралізації. У Маяках вперше утворювалася громада з населених пунктів різних районів.
Маяківська сільська об'єднана територіальна громада утворена відповідно до законодавства України згідно з рішенням Маяківської сільської ради від 10 липня 2017 року № 461-VII «Про добровільне об'єднання територіальних громад», відповідних рішень Надлиманської сільської ради Овідіопольського району та Удобненської сільської ради Білгород- Дністровського району. Перші вибори в СТГ відбулися 29 жовтня 2017 року, на яких перемогу здобув діючий сільський голова Маяк Віктор Юрійович Дяченко.
Адміністративним центром громади є село Маяки. Станом на 2021 рік у складі Маяківської сільської територіальної громади є села: Маяки, Надлиманське, Удобне, Йосипівка і Лібенталь.
За видами угідь земельний фонд Маяківської сільської територіальної громади складається з земель:
- сільськогосподарського призначення 10017,3858 га;
- землі промисловості, транспорту, зв'язку, енергетики, оборони та іншого призначення 222,0325 га;
- лісогосподарського призначення 4200 га;
- громадської та житлової забудови в межах населеного пункту 2957,0456 га;
- заповідні землі 3544,9 га;
- водного фонду 2084,8061 га.

На території Маяківської СТГ працюють 689 суб'єктів господарської діяльності, з них 605 зареєстровані на території громади (236 юридичних осіб та 369 фізичних осіб підприємців).
На території територіальної громади розміщене Дністровське міжрайонне управління водного господарства, яке здійснює діяльність з експлуатації державних меліоративних систем, використання, збереження та відтворення водних ресурсів, меліорації земель, вирішує разом з місцевою владою, КП «Наше село», об'єднаннями громадян питання забезпечення населення та сільськогосподарських виробників, виробничі функції з управління інженерною інфраструктурою меліоративних систем та її окремими об'єктами.
Через мережі Управління водного господарства сільгосппідприємства та населення сіл Маяки та Надлиманське отримують технічну воду для сільськогосподарських та власних потреб.
На території громади переважають особисті селянські господарства, для яких характерні невелика площа, середня продуктивність, використання
ручної робочої сили.
Два підприємства здійснюють діяльність в промисловій галузі. Працює пех Виробничого об'єднання «Одеський консервний завод» з переробки та консервувания рибної продукції.
У 2019 році розпочало діяльність підприємство с переробки та сушки овочів ТОВ «ЕРДКРАФТ». Для започаткування бізнес-проекту на території громади, підприємством було залучено значні інвестиції у тому числі на закупівлю сучасного обладнання, нових технологій та програм. Зокрема завод оснащений новою лінією переробки компанії Bigtem, світового лідеру виробничого обладнання для сушіння сільськогосподарської продукції.

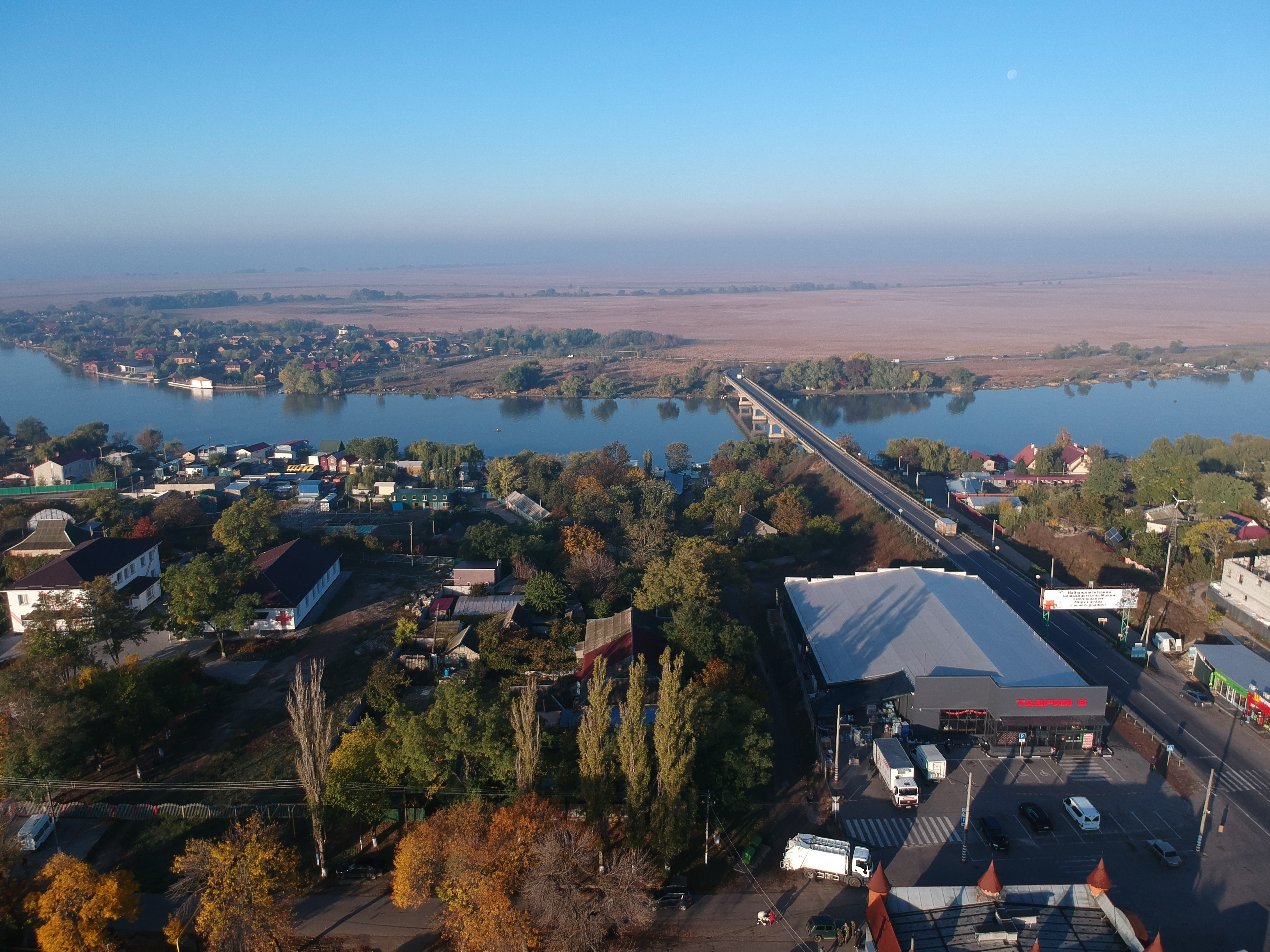
Центр села Маяки

Найбільший в Україні у 2020 році проект по будівництву Дністровської вітроелектростанції (ТОВ «Дністровська вітроелектростанція») потужністю 150 МВт першу чергу якого було реалізовано у тому числі на території Маяківської територіальної громади.
В сфері торгівлі на території Маяківської сільської територіальної громади здійснюють діяльність 233 суб'єкти господарювання.
Торговельні мережі «Таврія Плюс», «Саша», «АТБ МАРКЕТ», «Точка» представляють значний асортимент продукції, створено комфортні умови для споживача, забезпечено високу якість обслуговування населения.
Найголовнішим завданням керівництво громади вважає якомога якісніше надання всіх видів державних послуг: соціальних, комунальних, адміністративних, медичних, освітніх. Збільшення місцевого бюджету за рахунок нових джерел його наповнення стало можливістю для реалізації нових проектів, спрямованих на оновлення і осучаснення освітньої, медичної, культурної бази, утримання та розвиток житлово-комунальної і дорожньої інфраструктури.

## Герб
У 1870 році геральдист Борис Карл фон Кене розробив і запропонував проект герба для містечка Маяки. Історичний опис Герба: «У чорному щиті пагорба поставлено два золоті маяки з чорними швами, над кожним із них виникає червлене із золотими пасмами полум'я. У вільній частині щита герб Херсонської губернії. Щит увінчаний червленою баштою з короною в три зубці і оточений двома золотими колосами, з'єднаними Олександрівською стрічкою»

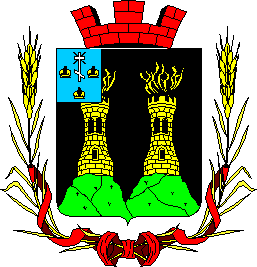
Герб міста Маяки 1870 рік (автор Б. Кене)

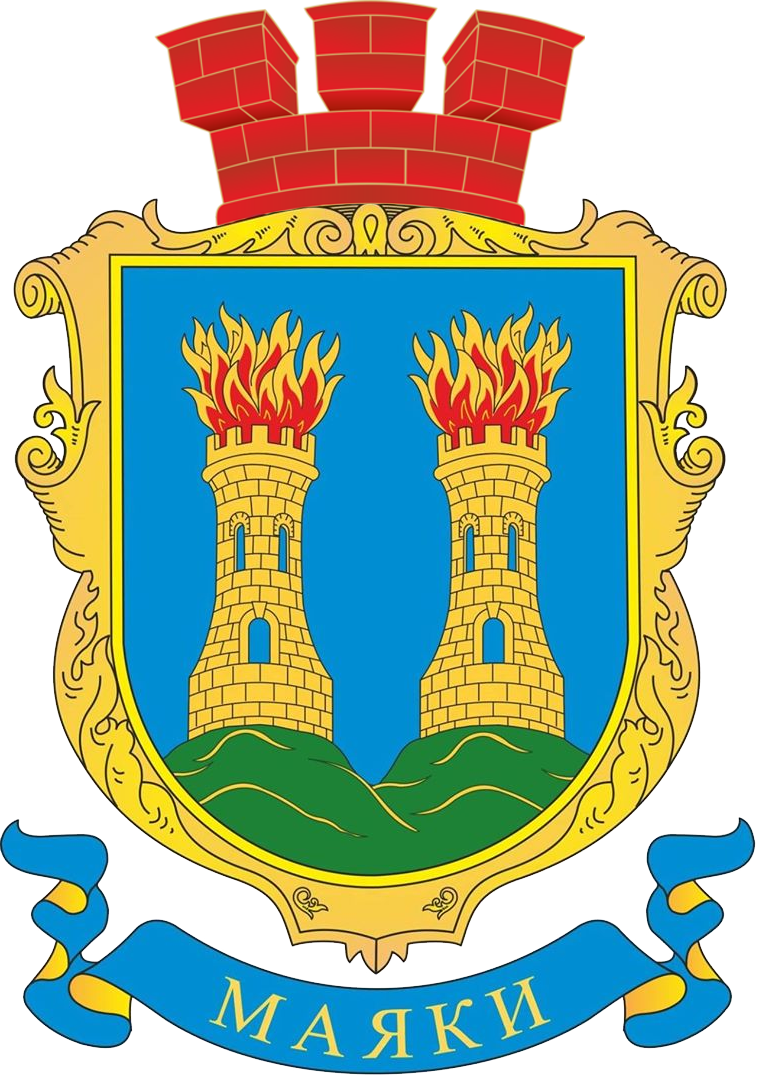
Герб селища Маяки

## Політика

### Парламентські вибори, 2019
На позачергових парламентських виборах 2019 року у селі функціонували 3 окремі виборчі дільниці № 510253–510255.
Результати
- зареєстровано 4243 виборці, явка 43,67%, найбільше голосів віддано за «Слугу народу» — 53,78%, за «Опозиційну платформу — За життя» — 25,20%, за «Опозиційний блок» — 4,57%.[76] В одномандатному окрузі найбільше голосів отримав Сергій Колебошин (Слуга народу) — 36,20%, за Сергія Червачова (самовисування) — 22,31%, за Сергія Боба (Опозиційна платформа — За життя) — 12,49%[77].

## Населення
Протягом історії землі на території Маяків то населялися, зростали і змінювалося, то «завмирали» або ставали пусткою. Але коли історична ситуація змінювалася, поселення знову відроджувалося.
Наприкінці 1791 року 4 сім'ї чорноморських козаків, планували облаштувати в урощищі Маяк село, занотував у своєму  топографічному звіті Франц де Волан.
У квітні 1798 р. на дачі №19 записане казенне село Маяки в якому мешкало 307 осіб (166/141).
У 1844 році в Маяках нароховувалось 120 дворів з 391 ревізькою душею.
До затвердження Маяків містом в ньому мешкало (на 1858 р.) 1194 осіб (622/568). Сезонно, під час навігації скупчення робітників і моряків у Маяках населення сягало до 10000 осіб.
У 1859 року у заштатному місті Одеського повіту Херсонської губернії, мешкало 6574 особи (3412 осіб чоловічої статі та 3162 — жіночої), налічувалось 521 дворове господарство, існували православна церква, пристань, 2 заводи, відбувались щонедільні базари.
На 1868 рік населення міста становило 7689 осіб (4356/3333), нараховувалось 751 подвір'я.
В 1890 р. у Маяках згідно станам населення розподілялося таким чином:
- Дворяни з нижніми чинами: православних 31 (15/16), лютеранин 1, католиків 6 (2/4).
- Духовного звання: православних 19 (7/12).
- Купців: православних жінки 2, католиків 8 (5/3).
- Міщан: православних 2441 (1218/1223), старовірів 1092 (519/573).
- Колишніх колоністів: лютеран 5 (2/3), католиків 61 (31/30).
- Євреїв усіх станів 578 (292/321).
- Іноземних підданих: православних — 11 (5/6), старовірів 2 (1/1), католиків 13 (5/8), євреїв — 6 (2/4)%.

За родом занять населення ділилося: державні службовці 31 ос. (14/17), хліборобство 3119 (1511/1608; рис. 4.27), торгівля 375 (200/175), ремесла 129 (77/82), кустарна промисловість 51 (38/43), рибний промисел 297 (142/153).
Дані 1893 року подають національний та становий склад населення. Населення 4242 осіб (2090/2152): українців 2699 (1346/1353), росіян — 799 (382/417), євреїв 647 (313/334), німців 46 (22/24), поляків 27 (11/16), молдован 11 (8/3), циган 6 (4/2), литвинів 4 (1/3), болгар 3 (чол.).
За станами: міщан 3966 (1945/2911), селян 134 (77/57), дворян 54 (24/30), купців 38 (17/28), почесних громадян 24 (9/15), інших станів 23 (10/13), іноземців 11 (7/4), духовенства 2 (1/1).
Найбільш точні цифри складу населення Маяків є з 1897 р., коли проводився 1-й Всеросійський перепис, який зафіксував 4575 осіб.. Крім самого міста, існував пригород «Стоянка суден», де мешкало 26 осіб (чол. 15, жін. 11). Всього в Маяках проживало осіб: місцевих 3802; з повітів Херсонської губернії 274; з інших губерній 497; з інших держав 6.
За станами:
- дворян 52,
- духовенства 8,
- купців 64,
- міщан 4124,
- селян 246,
- іноземців 24,
- інших 57.

Постійного населення було 4610 було (чол. 2287, жін. 2323), з них тимчасово відсутніх на час перепису 79 (58/21). Наявного населення: з постійного російські піддані 4508 (2217/2291) і тимчасових на час перепису 43 (28/15); постійно проживаючі іноземні піддані 23 (12/11), тимчасових 1104.
На 1903 р. населення становило 9508 осіб (4221/5287)105, а на 1913 р. - 5718 мешканців 106.
У 1913 році в місті мешкало 5718 осіб.
Під час Голодомору 1932—1933 років померло щонайменше 128 жителів села.
Згідно з переписом 1989 року населення села становило 5367 осіб, з яких 2482 чоловіки та 2885 жінок.
За переписом населення 2001 року в селі мешкало 5937 осіб.
За даними на 2021 рік, у Маяках мешкало 5450 осіб.

### Мова
З перепесу 1897 року за рідною мовою населення у місті Маяки розподілялося наступним чином: українська і російська 3809 осіб, єврейська 644, німецька 44, польська 36, молдовська 15, болгарська 1, інші-26.

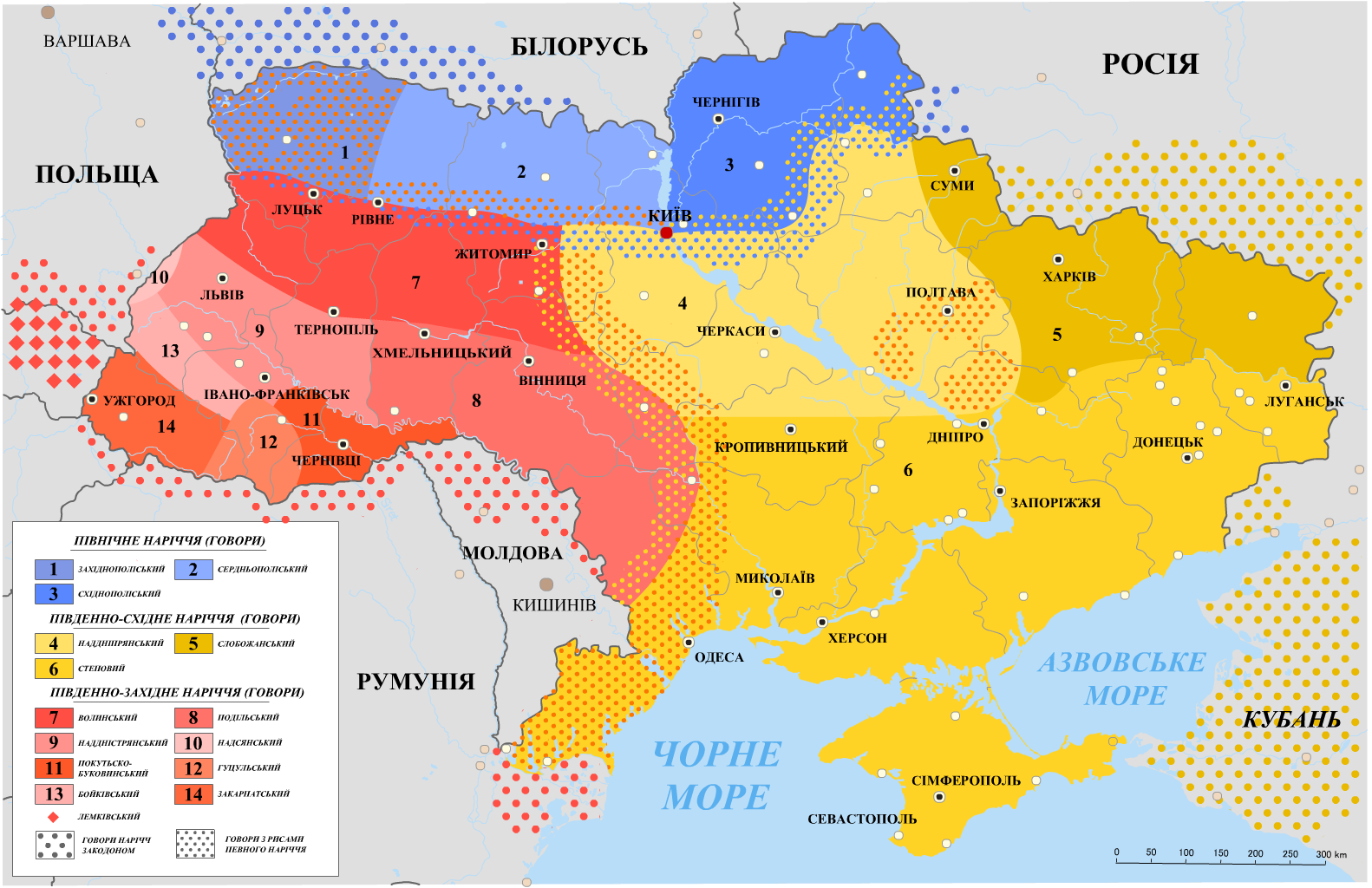
Карта говорів української мови (Степовий говір - 6)

Розподіл населення за рідною мовою за даними перепису 2001 року:
| Мова       | Відсоток |
| ---------- | -------- |
| українська | 89,78 %  |
| російська  | 9,13 %   |
| румунська  | 0,44 %   |
| болгарська | 0,25 %   |
| білоруська | 0,13 %   |
| гагаузька  | 0,1 %    |
| польська   | 0,1 %    |
| німецька   | 0,03 %   |

Для Маяків притаманний Степовий говір української мови — один із новожитніх говорів, який є частиною південно-східного наріччя, найпізніший за часом формування, найбільший за територією поширення.

## Освіта та Наука
З 1868 року почала працювати церковнопарафіяльна школа.
У 1880 році, відкрилась початкова жіноча та двокласна школи.
У 1900 році — міське однокласне училище.
З вересня 1920 року в Маяках постійно працював гурток, в якому молодь оволодівала політичними знаннями, вивчала питання радянського будівництва. Комсомольці Маяків стали організаторами школи грамоти, в якій вчились також юнаки і дівчата з сусідніх сіл. Центром культурного життя в селі став Народний будинок, що почав своє існування в 1920 році. Тут працювали чотири секції: театральна, шкільна, бібліотечна і фінансова.
у 1921 року в Маяках працювали дві трудові семирічні школи. Одна з шкіл мала одну десятину землі, музичні інструменти, шкільну бібліотеку, фонд якої налічував 3700 книжок.
У червні 1921 року в Маяках створено ще одну, показову школу директором якої був маячанин І. М. Парпурін.
У 1932 році в Маяках у клубі працювали гуртки, читалися різноманітні лекції, організовувались виставки, що висвітлювали досягнення колгоспного будівництва.
У 1935 році створило курси трактористів, на яких навчалось 76 чоловік.
У 1941—1944 роки Гітлерівські окупанти зруйнували школи, клуб. У повоєнні роки правління колгоспу приділяло увагу відбудові зруйнованих та побудові нових приміщень і будинків.
З 1947 року діє учбово-дослідна гідрологічна станція Одеського гідрометеорологічного інституту.
У 1957 році у Маяках відкрито філіал Одеського університету імені Мечнікова — астрономічну обсерваторію.
Станом на 1969 рік у селі експлуатувався новий двоповерховий корпус школи збудований на кошти радгоспу "Червоний Маяк", де працювало 42 учителя, а сама школа стала 10-річною.
Колектив школи та учні доклали максимум зусиль для створення крайознавчого музею, який був офіційно затверджений наказом директора школи №39а від 29.03.2004 р., цим же наказом посадові обов'язки завідуючої музею покладалися вчительку географії В. О. Куль. У подальшому музейну справу продовжували Л. І. Паламарчук, Ю. Л. Лазаренко, О. М. Миргородська.
З 2011 року навчальний заклад отримав статус загальнюсвітный шкали І-III ст. Тут працювало 57 педагогів навчали 756 учнів. Функціонували 27 кабінетів (комп'ютерний клас, спортивний стадіон, їдальня...) Фонд шкільний бібліотеки налічує 16895 примірників. Школа отримала мультимедійну техніку, провела внутрішні ремонти.
У 2018 с. Маяки відкрився двоповерховий корпус початкової школи. Оновлена школа містить 15 класів, спортивний та актовий зали на 250 учнів та має сучасний та стильний дизайн.
З 2019 року школу перейменовано у Маяківський Ліцей Маяківської сільської ради Одеського району Одеської області (скорочено Маяківський Ліцей).

## Спорт

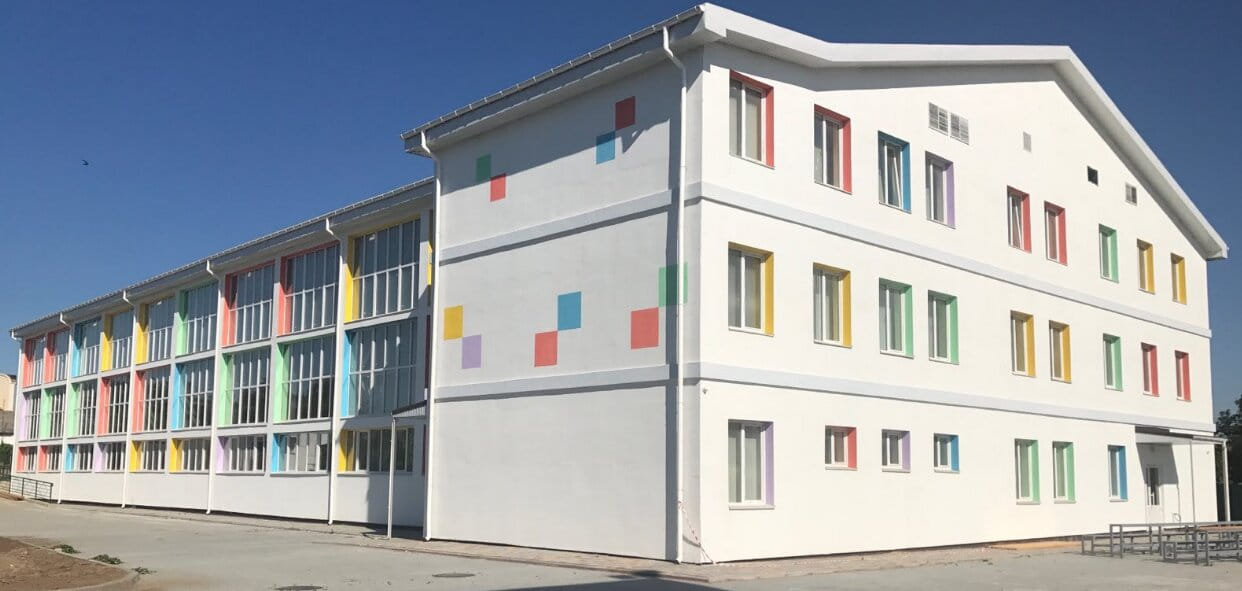
Спортивний комплекс село Маяки

У 2017 році на місці старого футбольного стадіона було збудовано сучасний комплекс загальною площею в 16000 м² що складається з футбольного поля, волейбольної і баскетбольної площадок, бігових доріжок, обладнання для занять легкою атлетикою.
У 2020 році у Маяках відкрито спортивний комплекс який відповідає усім европейським стандартам якості утому числі для проведення міжнародних змагань. За вимогами ЄГФ арена має бути розташована на відстані до 50 кілометрів від аеропорту і мати хорошу дорогу. Розміри ігрового залу 25 на 50 метрів, висота — 12 метрів, є трибуни, освітлення 1000 люксів, звук, інтернет. Тут проводяться домашні матчі та вже відбувся "Фінал чотирьох" Кубка України з гандболу.

### Кінноспортивний клуб Золота грива
Кінно-спортивний клуб "Золота грива" розташований у с. Маяки з 2015 року.
Площа клубу складає 3,5 га, на якій розташовуються:
- стайня на 30 денників (з роздягальнею, амунічником, кухнею, душем, туалетом);
- критий манеж 54*20 метрів (з'єднаний зі стайнею);
- відкрите робоче поле 40*80 метрів;
- пасовища та левади для вигулу коней;

Клуб надає такі послуги:
- прокат, навчання верховій їзді;
- навчання конкуру, підготовка до змагань досвідченим тренером та спортсменом  А. Г. Лапигіним;
- заїздка та підготовка коней конкурного напряму;
- постій коней;
- послуги берейтора;[92]

### Футбольний клуб
Активно грають, тренуються та вболівають мешканці селища у спортивному футбольному клубі Маяки (СФК"МАЯКИ)

## Медицина

### Лікарня
Після реформ 60-70-х рр. XIX ст. м. Маяки, з 1865 року, стало центром земської лікарської дільниці, яка обслуговувала навколишні населені пункти.

#### Маякська земська лікарня
У самому містечку земську лікарню на 8 ліжок відкрили 1 лютого 1870 р. На її утримання лікар А. С. Красовський отримував від Земства 1800 руб, на рік 12. Згідно правил, земська лікарня обслуговувала в основному незаможних хворих з місцевого населення. У разі вільних місць у лікарні могли лікувати хворих за оплату з інших повітів.
В Маяках також діяв акушерський пункт. Ще 2 лютого 1869 р., тут затвердили посаду повитухи (повивальної бабки). На початку 1870-x працювала акушерка Віра Канікулович. Але невдовзі, коли 15 вересня 1871 року гласні від Земства затвердили в Одеському повіті земських акушерок, В. Канікулович запропонували очолити дільницю з 01.01.1872 р. з окладом 100 руб. на рік, проте незабаром перемістили до с. Зельц, а на її місце, з 1 липня, перевели з с. Покровка акушерку Алевтину Дніпрову.
Найбільше людей у регіоні страждало від холери. Під час будівництва водогону в Маяках виявили навіть випадки смерті. Для інспектування села прибув військовий лікар О. О. Генріці.
У 1872 році у Маякській лікарні для хворих збудували лазню (баню). А з розповсюдженням епідемії холери, земському лікарю А. С. Красовському наказали всіх пасажирів, що прибували до Маяків на галерах обстежувати, а хворих направляти до Одеси. Оскільки лікарня була переповнена хворими робітниками, що будували Дністровсько-одеський водопровід, довелося збільшити кількість ліжок до 12, додавши їх для сифілітиків, яких розмістили окремо. Утримання лікарні збільшили до 2000 руб. на рік.
В роки російсько-турецької війни 1877-1878 рр.. Маякську лікарню переобладнали для прийому цивільних хворих і поранених військових. Міська управа витратила на її ремонт 322 руб. 3 коп. Замовили 15 залізних ліжок, 14 столів, 2 шафи, 28 пісочниць, 28 пар шкіряного взуття і 40 пар панчох.
3 19 листопада 1877 року Маякською лікарнею від Земства опікувався лікар А. П. Бобровников. А з 3 березня 1883 року лікар Коп, переведений з Грос-Лібентальскої санітарної дільниці. Згадується також фельдшер Мазурський, який у 1882 році за корисну діяльність отримав 30 руб.
3 1884 року Маякською лікарняною дільницею опікувався Р. І. Отто, який у серпні 1888 р. подав у відставку, і на його місце був переведений лікар з Зельцської дільниці 202 Є. Г. Щавинський. Ліки продавалися в аптеці, завідуючим якої був провізор Б. А. Стемпковський.
За даними 1898 року лікарем Маякської дільниці працював згаданий Г. Г. Щавинський, а фельдшерами: 1. М. Шишко (роз'їзний, Одеському земстві з 01.01.1879 р.) і П. Л. Махновський (в лікарні, закінчив Херсонське училище, в земстві з 01.12.1891 р.)
У 1909 році Маякський медичний округ (дільниця) складався з Миколаївської (Фрейдентальської) волості і частини волостей: Біляївської, Маріїнської і Мангеймської, з площею біля 300 кв. верст, з населенням в 19942 осіб в 17 пунктах. При цьому п'ять шостих населення (17647 осіб) мешкали в 7 паселених пунктах. Лікар Г. Г. Щавинський закінчив Київський університет і працював в Одеському земстві з 12.12.1880 р. Найбільша відстань кордонів ділянки від місця його проживания дорівнювала 20 верстам, найменше 1 версті. В. Маяках лікарня мала вже 18 ліжок, при ній лікар, фельдшер і фельдшериця-акушерка.
На 1911 рік у Маякській дільниці зафіксовані лікар Є. Г. Щавинський; фельдшери — Ф. Г. Міневич, Д. 3. Фарбер-Спектор; економка О. О. Махновська; ветеринарний лікар — С. О. Клячкін, аптекар — Жуховицький. В 1912 р. працювали: лікар А. Ф. Фуліді, ветеринарний лікар В. С. Войко; аптекар-провізор той же. У 1913 р.: лікарі ті самі, аптекар-провізор Коган; земський ветеринарний лікар Ф. І. Соколов.

#### Нова лікарня та амбулаторія
У 1932 році в Маяках відкрито нову лікарню та амбулаторію, де працювало кілька лікарів і медичних працівників з середньою освітою.
Маякська лікария запрацювала одразу ж по визволенню села у 1944 році. У ній працювали Н. Осетии. Винникова, В. Лебединець, акушерка Р. Олейніченко, якій присвятив вірш місцевий поет Воронецький. Згодом діяла місцева дільнична лікарні на 20 місць. З 1960 року її очолювала терапевт М. В. Коларжик, під керівництвом якої збудовано новий корпус лікарні-амбулаторії загальної практики сімейного типу на 25 ліжок, з терапевтичним, гінекологічним та зубопротезним кабінетами. У період 1960-1970-х рр. амбулаторію очолювали фельдшер В. М. Полянський, терапевти С. С. Бомко і В. Д. Соловйова. За перебування на посаді головного лікаря В. Д. Соловйова грязелікарню, у якій використовували бальнеологічні ванни куяльницьких грязей. За головного лікаря Л. А. Малоряна збудували нову двоповерхову лікарню на 40 ліжок для стаціонарного лікування. З 1990 року її очолив О. Г. Любинський.

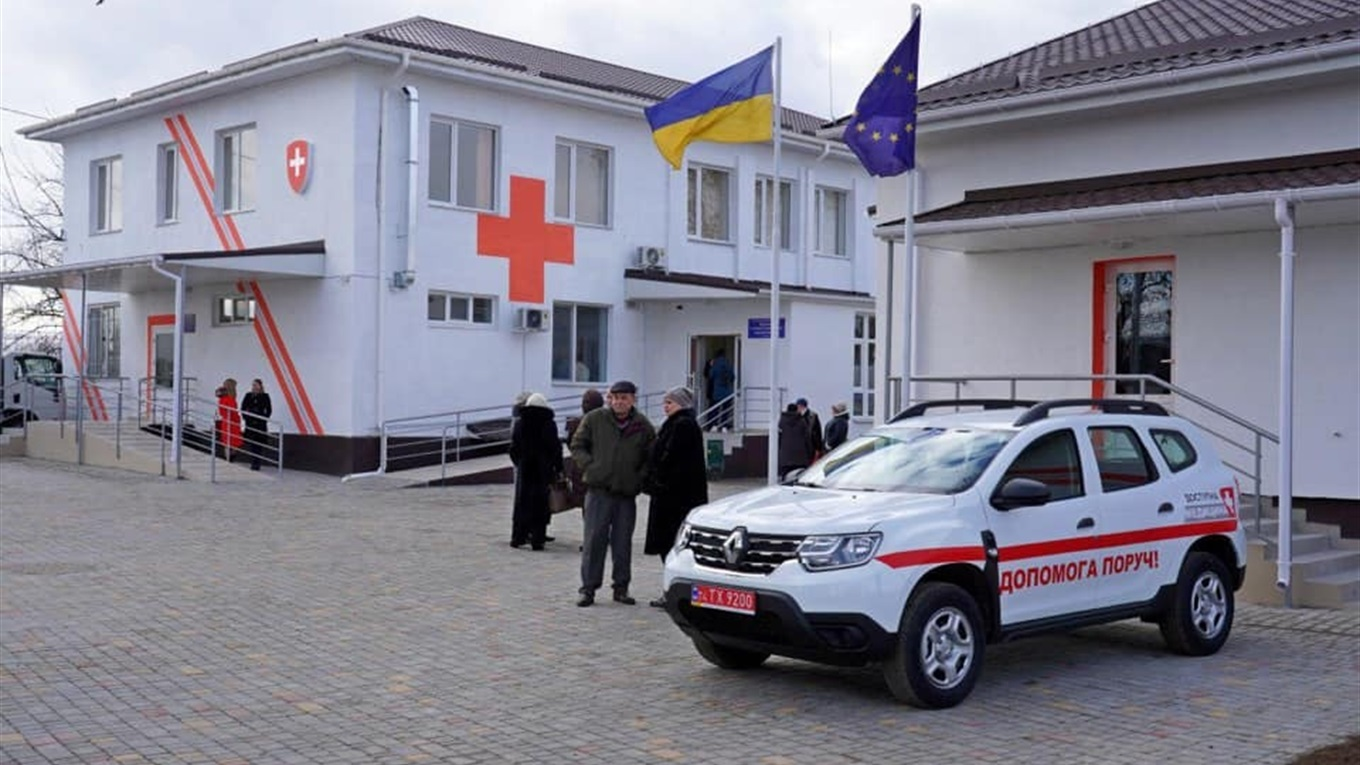
Лікарня село Маяки

#### Сучасна амбулаторія
На початку 2019 року в рамках програми «Доступна медицина» у селі відкрилась нова сучасна амбулаторія та відділення екстреної медичної допомоги з кабінетами з новим рентген-обладнанням, ультразвукової діагностики, а також палатами інтенсивної терапії. У новій амбулаторії працює 4 сімейних лікарі, які обслуговують громаду. Є новий службовий медичний автомобіль.

### Ветеринарна дільниця
Ветеринарну дільницю відкрили в Маяках в кінці квітня 1912 р. До неї належали міста Овідіополь і Маяки; волості Маріїнська, Миколаївська, Калаглійська, Біляївська та частина Мангеймської, хутори Бурковський і Шеніна, а також Варварівка, Доброжанова, Костянтино-Дар'ївка, Корсунці, Макарівка, Мандрова, Мар'янівка. Чумацька Балка. Ексарове. Ветлікар дільниці Ф. І. Соколов, ветфельдшери Пилипенко і Антонюк.

## Гідрологічна станція
Ідею про організацію станції у Маяках запропонував у 1947 р. професор А. М. Бефані. Згодом тут була відкрита учбово-дослідна гідрологічна станція, яку очолив від Одеського гідрометеорологічного інституту Ф. Захаров. У 1948 році встановили водомірні пости і почали постійне спостереження за рікою. Під приміщення гідрометеорологічної лабораторії пристосували будинок колишньої контори будівельників і одну з хат.
За період з 1948 по 1959 рр. станцією керували І. Г. Панькін, В. І. Бєланов, К. І. Іванов, Б. І. Баско. Станція стала основною базою для практики студентів і природним полігоном для наукових гідрологічних і гідробіологічних досліджень. У 1970-х роках тут проходили практику студенти гідрометео- рологічного, інженерно-будівельного і інших вузів Одеси. На особливому полігоні майбутні фахівці вивчали проблеми стоку річних вод.
На початку існування станції студентом на ній практикувався В. М. Гонтаренко. У 1950-х рр. Він прашовав в Казахстані, звідки повернувся до Маяків, а у 1960 р. очолив станцію. Довелося вирішувати непрості завдання: створення матеріальної бази, забезпечення високого рівня навчальної і науково-дослідницької роботи, безперервне вивчення гідрологічного режиму Дністра, його озер і протоків, кліматичне спостереження, систематизація і аналіз усіх цих даних. В. Н. Гонтаренко часто бував у маякській школі, де розповідав учням про природу і гідрологію Дністра. Тут вчителем хімії і біології працювала його дружина Р. П. Романовська.
Працюючи на посаді керівника станції В. Гонтаренко став активним захисником природи Дністра: виступав проти видобування річкового піску; звертав увагу керівників підприємств, наукової і екологічної громад на шкоду від перетворення заливних лугів і комишевих заплав у рибозаводи; наполягав на відновлення природного водообміну прилиманних заплав (порушених дорогою Маяки-Паланка); проти великих заборів води для Новодністровської ГЕС; розробляв проект реабілітації Карагольських плавнів. Завдяки активній природоохоронній діяльності В. Н. Гонтаренко і його колег гідрологічна станція стала важливим природоохоронним центром. Після його смерті колеги й учні назвали його іменем один з островків дельти Дністра, а на пам'ятнику вибили слова «Бережіть Дністер!».
З 2000 року станцію очолив П. А. Терновий. Під його керівництвом останніми роками відновилися роботи по зміцненню та розширенню матеріально-технічної бази підрозділу. Було здійснено переобладнання причалу, збудовано нове приміщення для гідрохімічної лабораторії, переоснащені майстерні. Під керівництвом кафедри гідроекології та водних досліджень почала функціонувати нова лабораторія.

## Астрономічна обсерваторія
Спостережна станція Маяки НДІ «Астрономічна обсерваторія» ОНУ ім. І. І. Мечникова або Наглядова станція Маяки  — астрономічна обсерваторія, у складі обсерваторії Одеського Державного Університету в селі Маяки, Одеського району Одеської області, за 40 км на захід від Одеси. 

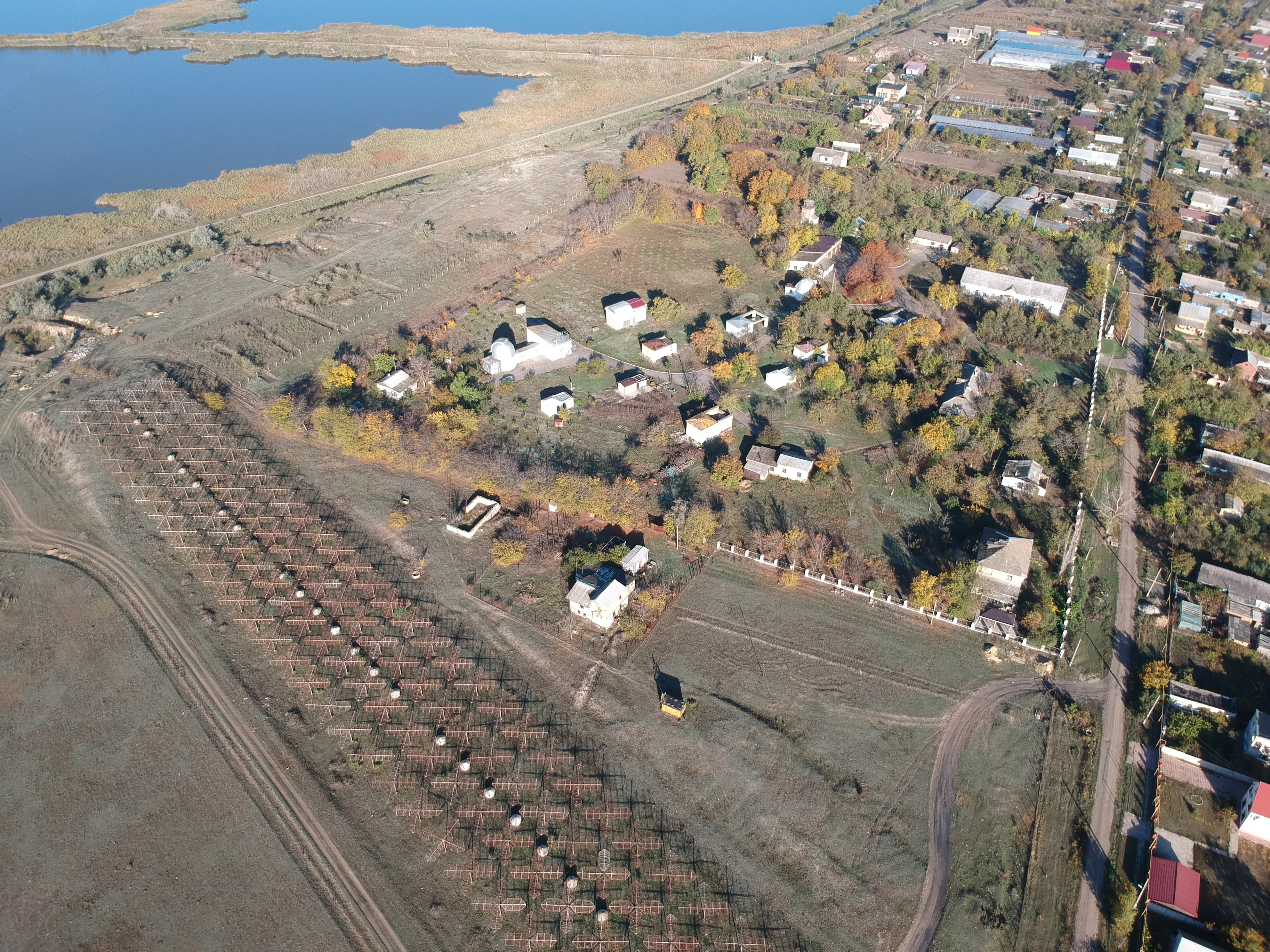
Спостережна станція Маяки НДІ «Астрономічна обсерваторія» ОНУ ім. І. І. Мечникова

Створення обсерваторії було ініційовано напередодні Міжнародного Геофізичного Року. Основна тематика роботи обсерваторії з 1957 по 1998 року — патрульна зйомка 2/3 північної півкулі зоряного неба з метою пошуку й дослідження змінних зір. Також проводилися базисні патрульні зйомки метеорів в парі зі спостережною станцією Крижанівка.
Астрономічна обсерваторія, заснована 1957 року відомим українським астрономом Володимиром Платоновичем Цесевичем. Обсерваторія Маяки займається патрульною зйомкою північної півкулі зоряного неба з метою пошуку та дослідження змінних зірок. Національним надбанням є архів фотопластівок (склотека), що зберігається на обсерваторії, виконаних в результаті патрульних спостережень. За чисельністю фотопластинок (близько 150 тисяч) обсерваторія у Маяках посідає третє місце у Світі після Гарвардської та Зонненберзької обсерваторій. Особлива гордість колекції — колекція сімеїзів знімків малих планет, яка почала формуватися ще в 1909 році.

## Нижньодністровський національний природній парк

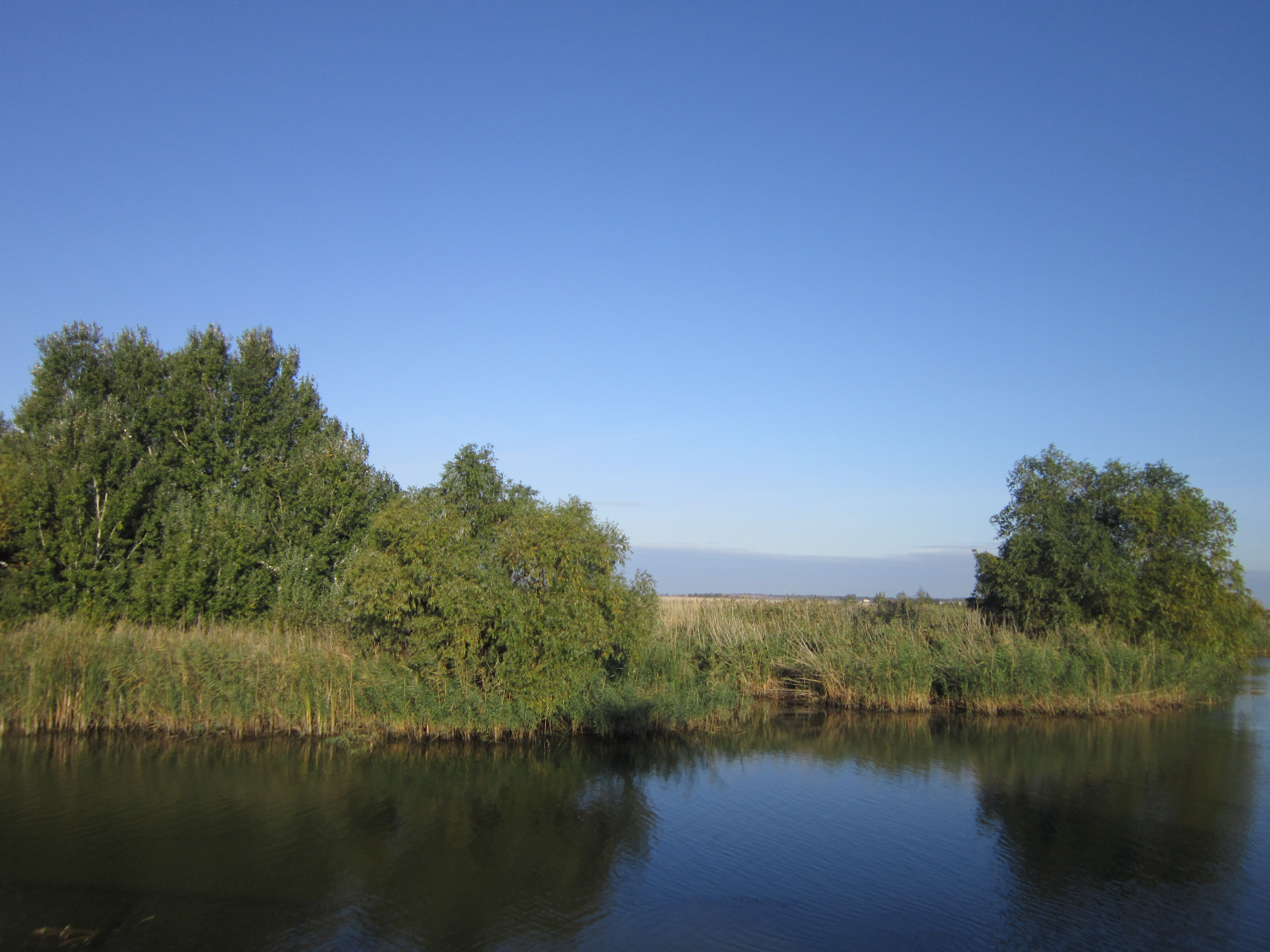
Береги Дністра

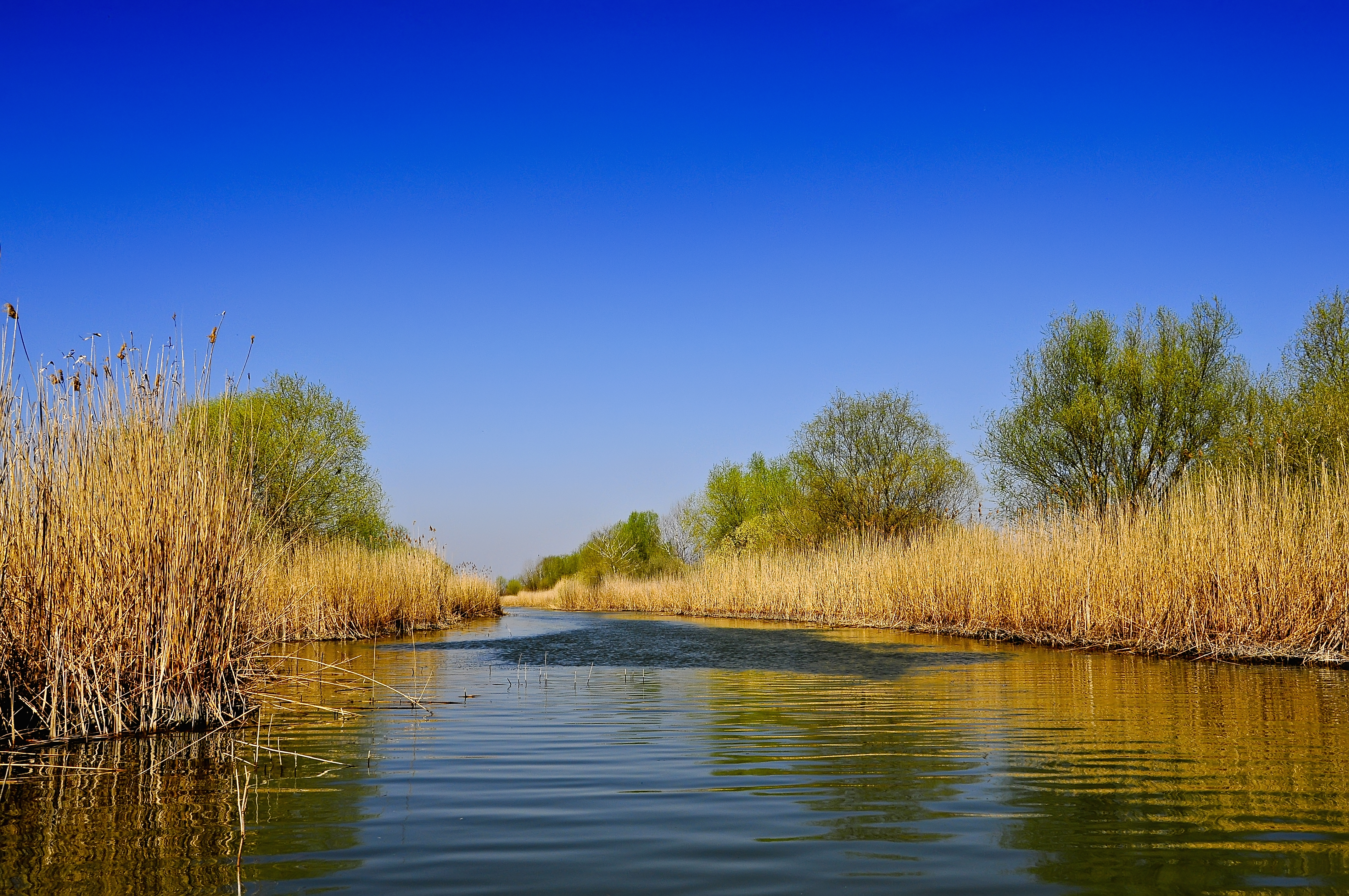
Лабіринти Дністра-Турунчука

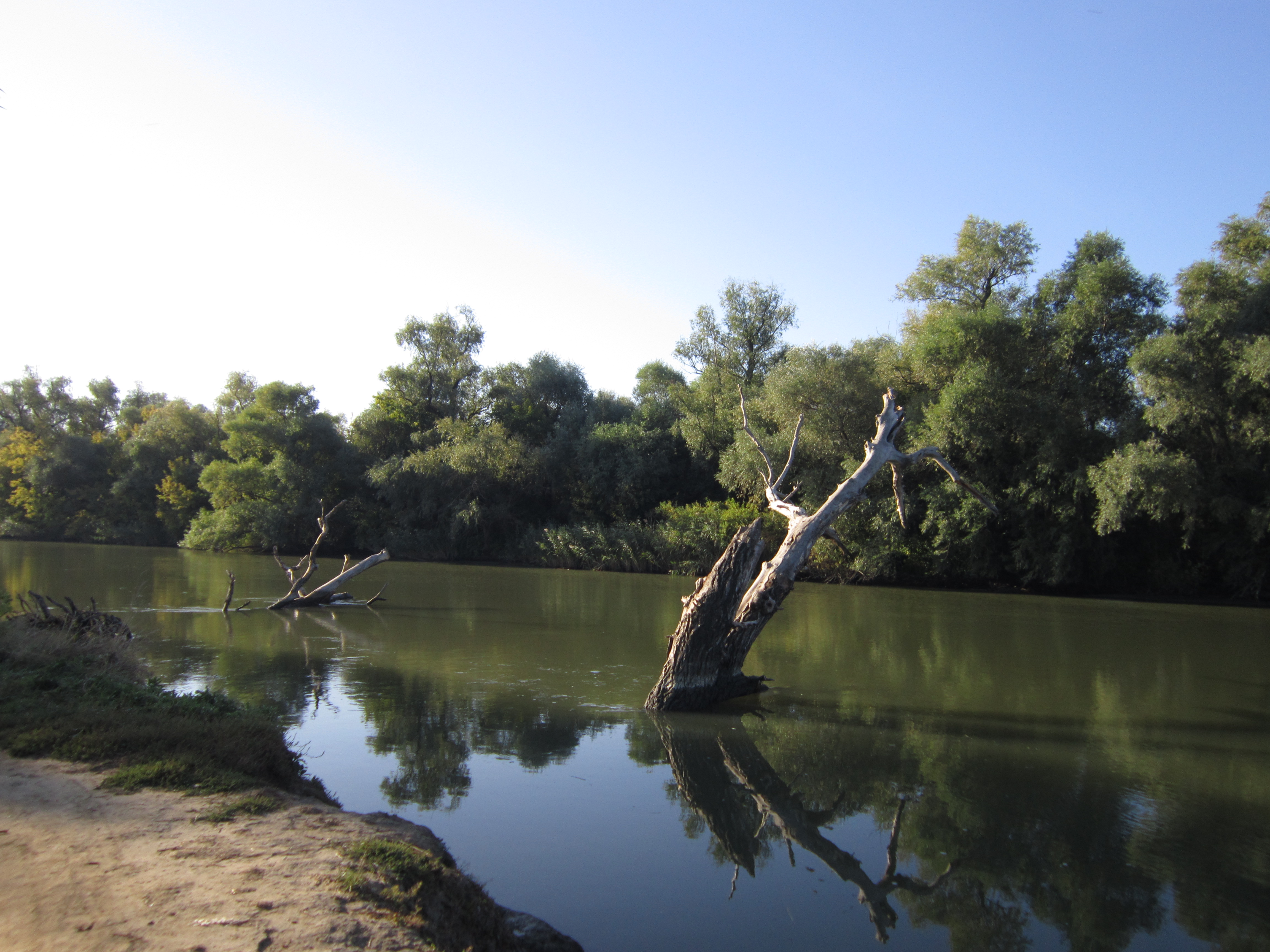
Затоки і мілина на Дністрі

Парк засновано 13 листопада 2008 року у відповідності до Указу Президента України № 1033. Нижньодністровський національний природний парк входить в десятку найкращих Національних природних парків України.

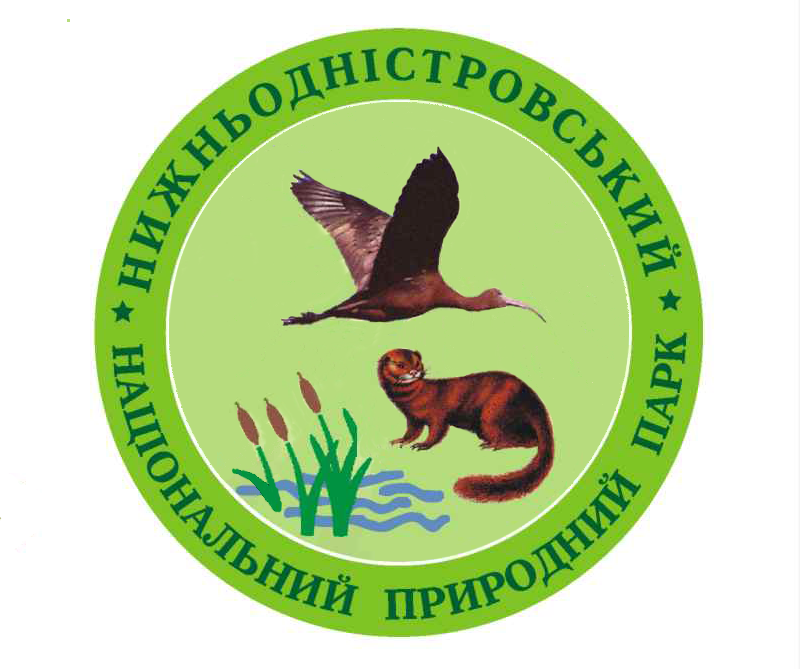
Логотип парку

Частина Нижньодністровського національного природного парку розташована в Білгород-Дністровському районі Одеської області. Головна ж частина цього природного парку розташована між Маяками та Біляївкою. Саме тут, у районі впадання у Дністер річки Турунчук, можна побачити велику кількість червонокнижних птахів та побувати у дуже барвистих куточках природи. До речі, саме у Маяках розташовано другий адміністративний офіс Нижньодністровського національного природного парку (перший адміністративний офіс знаходиться в Одесі).
Загальна характеристика
Загальна площа Нижньодністровського національного природного парку становить 21311,1 га, у тому числі 3700 га земель, що надаються йому в постійне користування, та 17611,1 га земель, що включені до його складу без вилучення у землекористувачів, на яких здійснюється традиційна господарська діяльність з додержанням загальних вимог щодо охорони навколишнього природного середовища.
Найближчий населений пункт — с. Маяки Одеського району, в якому розташований адміністративний будинок № 2 Нижньодністровського національного природного парку. Село Маяки розташоване на лівому березі річки Дністер, за 40 км від м. Одеси.

## Туризм

### Екотуризм
Нижньодністровський національний природний парк із 49 національних парків України за рейтингами ЗМІ входить у десятку найкращих національних парків. «Тут справжній рай для любителів природи».
Відділом екоосвіти та рекреації Нижньодністровського національного природного парку було розроблено та затверджено чотири екологічні маршрути: «Царство птахів», «Дністровська Амазонія», «Старий Турунчук», «Блискучий Ібіс» та одна екологічна стежка — «Острів Гонтаренко».

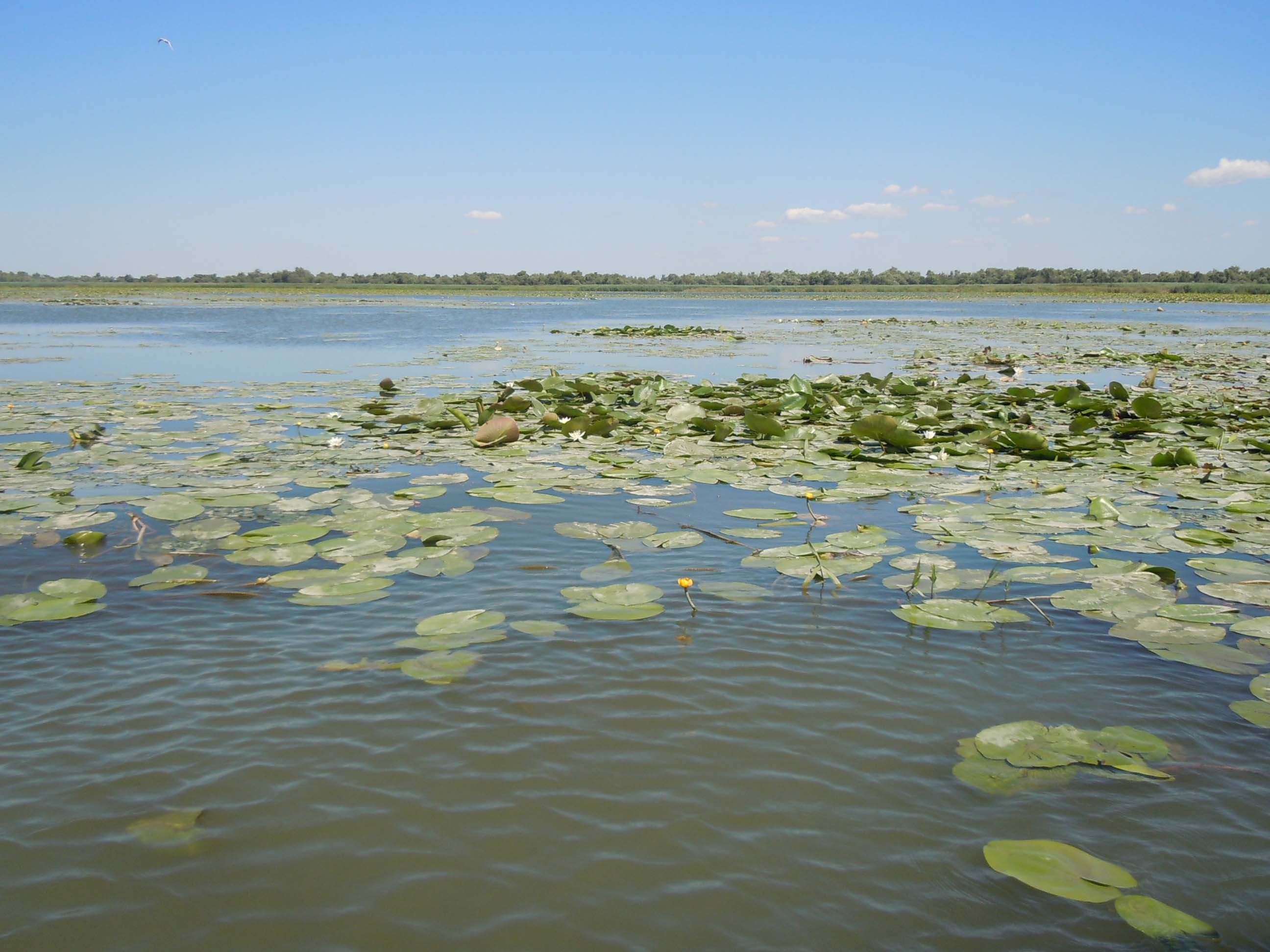
Глечики жовті на Білому озері

- Туристичний маршрут «Царство птахів». Протяжність маршруту — бл. 20 км. Водний маршрут на катері від села Маяки головним руслом Дністра, потім по руслу Глибокий Турунчук з виходом у Дністровський лиман. Зворотний шлях — через протоку «Кіляри» з виходом у Глибокий Турунчук, далі Дністром до села Маяки. Під час екскурсії відвідувачі побачать пеліканів, лебедів, великих та малих бакланів, чапель, болотних крячок, а також зарості рідкісної рослини — плавуна щитолисного, і найбільшу в Європі плантацію глечика жовтого.

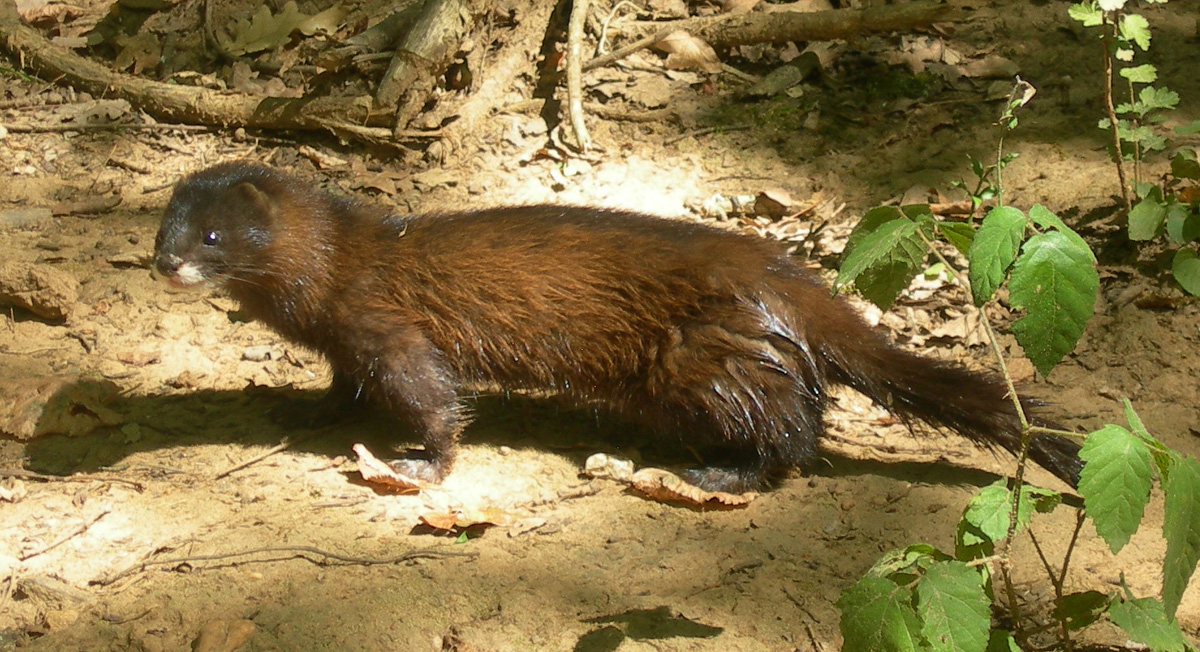
Норка європейська — рідкісний ссавець, стабільна популяція якого в Україні відома тільки на Нижньому Дністрі.

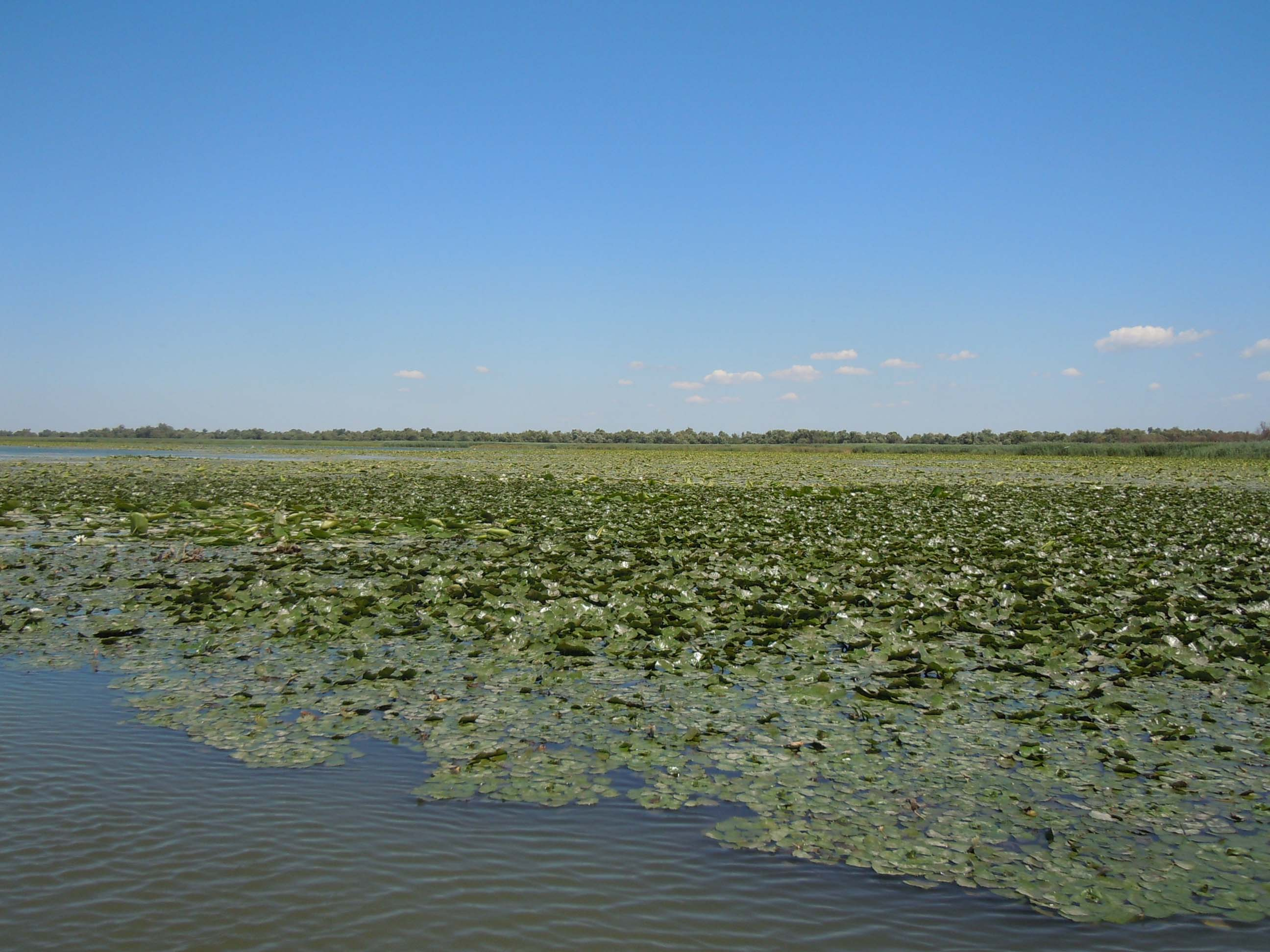
Озеро Біле

- Туристичний маршрут «Дністровська Амазонія». Довжина маршруту від міста Біляївка — 8 км, від села Маяки — 20 км. Цей річковий маршрут пролягає основним руслом Дністра, руслом річки Турунчук та мальовничою протокою «Амазонка» через заплавний ліс.

### Бази відпочінку, рекреаційні клуби та котеджі
- Рекреаційний комплекс «Маямі клуб» розташований біля Маяків — села, на самому березі Дністра, яке давно притягує до себе городян, що втомилися від міського балагану.

«Маямі клуб» — це унікальне місце відпочинку для всієї родини! Рибалка на Дністрі, комфортабельні номери, ресторан, басейн, лазневий комплекс, дитячий та спортивний майданчики, караоке, екскурсії та риболовля на катерах — і все це зробить ваш відпочинок незабутнім.
Рекреаційний комплекс «Маямі клуб» було засновано 2015 року з того часу комплекс постійно розвивається та додає нові послуги.
Для тих, хто звик навіть на природі відпочивати з комфортом, був заснований клуб «Маямі».
Основна мета клубу — використовуючи рекреаційні можливості дельти Дністра, поєднавши їх з комфортабельними умовами перебування та висококласним сервісом, зробити відпочинок у Маяках на Дністрі різноманітним та зручним.
- База відпочинку «Хатки»[117]
- Дім рибалки[118]
- РСК «МАЯК»[119]

Якщо ви не уявляєте своє життя без риболовлі та хочете відпочити з вудкою або спінінгом на річці Дністер, приїжджайте до комплексу РСК МАЯК. У розпорядженні гостей комплексу помости з комфортабельними 4-х місними дерев'яними будиночками. Кожен будиночок обладнаний кухнею із необхідним інвентарем, спальними місцями з комплектами білизни, місцями для зберігання речей. Крита тераса має зону відпочинку великої компанії з мангалом і необхідним інвентарем. Для зручності гостей комплексу тераса також обладнана міні-кухнею.
Затишні та комфортні помости з будиночками на березі річки, де Ви можете приємно та з користю провести час.
- Зеленая стоянка «Блестящий Ибис»[121]
- Рыбалка на 42 км. У Дяди Бори[122]
- Русалка[123]
- Шепіт заплав[124] — місце для прогулянок[125]
- Будиночки Глибокий Турунчук[126]
- Старий порт. Рибалка. Дністер.[127]
- Water City

Рекреаціно-котеджна зона на правому березі Дністра, дільниця селища Маяки, під назвою Water City пропонує свої послуги для туристів які бажають насолодитися тішою та комфортним побутом на природі.
Провести час із користю для здоров'я можна у сауні. У спекотний день можна остудитися в басейні просто неба. Забезпечено доступ до Інтернету. Передбачені комфортні сімейні номери з усіма потрібними зручностями. Наявність паркування потішить гостей на власному авто. Недалеко є місце для риболовлі. На терасі буде приємно відпочити після обіду чи насиченого дня. Можна скористатися спільною кухнею та самостійно приготувати собі їжу, якщо не хочете витрачатися у дорогих закладах харчування. Для VIP-клієнтів розроблено спеціальні стандарти обслуговування.
Тут завжди раді прийняти іноземних туристів, що обслуговуючий персонал володіє англійською мовою.
Коротко про умови у будинку на вихідні
Water City пропонує всього одну категорію для розміщення — будинок для відпустки.
В об'єкті розміщення для комфорту постояльців передбачено: кондиціонер, фен, холодильник, приладдя для прасування, безкоштовне туалетне приладдя, мікрохвильова піч, пральна машина, подовжені ліжка (більше 2 метрів), телевізор з плоским екраном, електричний чайник, тераса, обідній стіл, вулиці, обідньої зони на вулиці. У будинку на вихідні гарна звукоізоляція. З вікон деяких номерів можна милуватися чудовим видом на визначну пам'ятку та річку. Для приємного проведення часу є власний басейн.
На терені пропонують до відпочинку багато різних котеджів наприклад:
- Гостевой дом «Мечта Рыбака»[129]
- Lighthouse You and You[130]
- Усадьба «Маяки»[131]

### Туристичні маршрути

#### Маяки – Унікальна прогулянка
Один з туроператорів пропонуює наступний маршрут відпочинку: "Маяки – Уникальная прогулка"

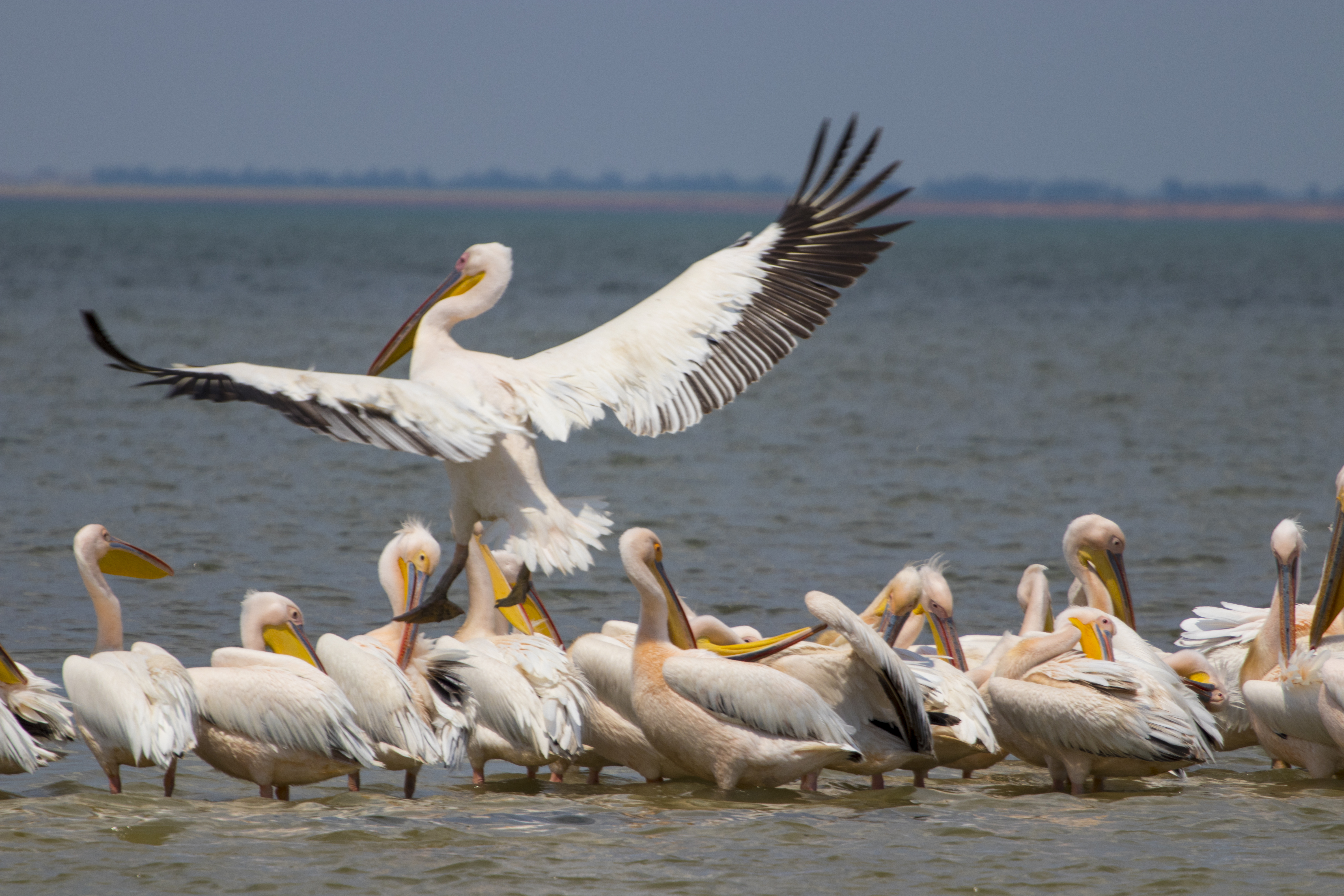
Зграя рожевих пеліканів на Дністрі

Програма Туру вихідного дня із відвідуванням острова Білогрудів (1 день)
- 09:00 Відправлення з Одеси.
- 10:00 Прибуття до причалу Маяки.
- Посадка на катер-баржі.
- Прогулянка на катері в гирлі Дністра.
- Спілкування з природою.
- На катері музика, мангали для шашликів.
- Висадка на острів, відпочинок, риболовля.
- Обід.
- 18:00 Прибуття на причал. Посадка до автобуса. Повернення до Одеси.

#### Шепіт заплав
На території Нижньодністровського національного природоохоронного парку відвідувачі можуть прогулятися екологічною стежкою "Шепіт заплав".
Для тих, хто їде громадським транспортом: між Маяками та Надлиманським, на узбережжі Карагольської затоки. 

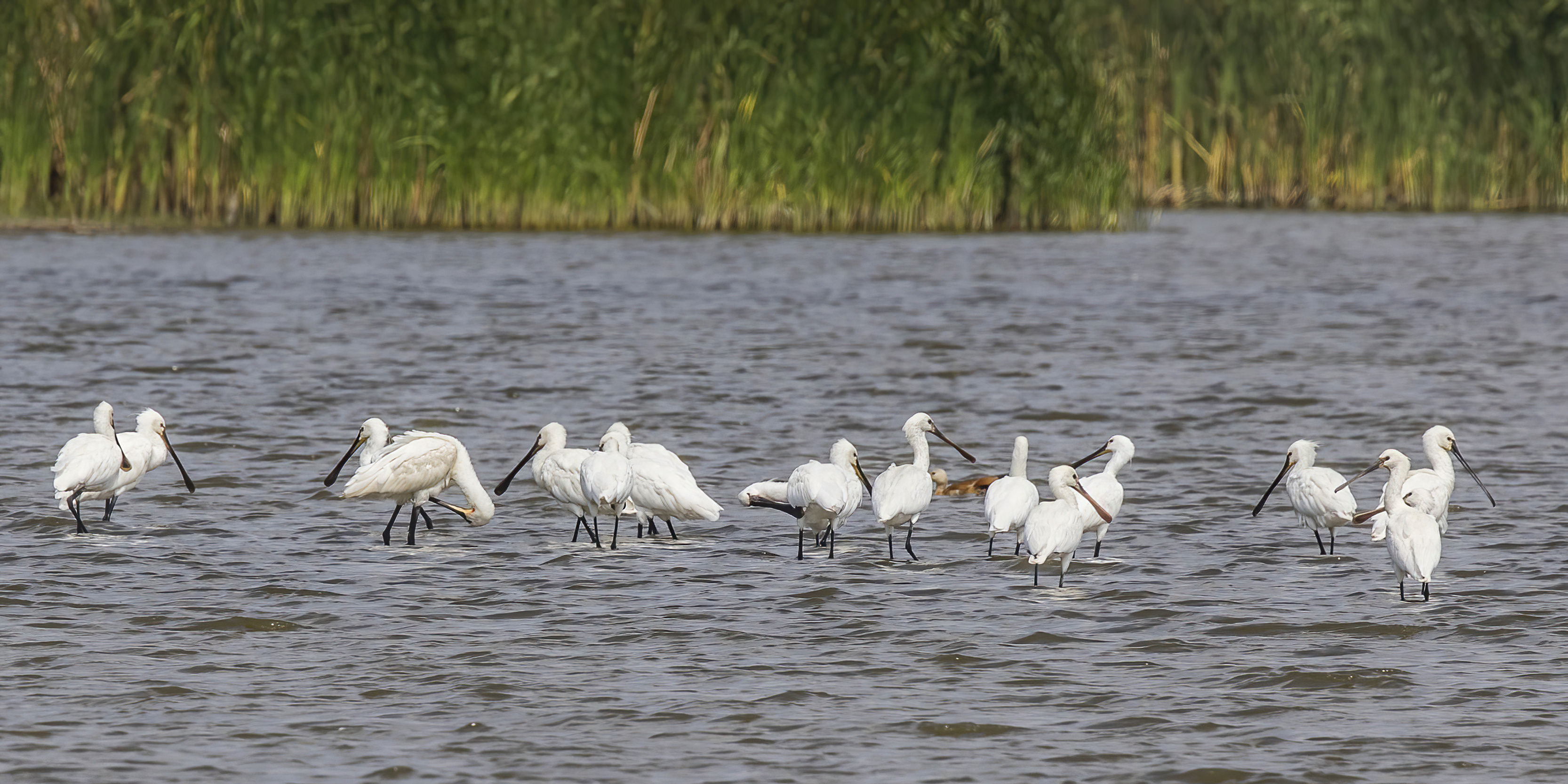
Колпиці у заплаві

Всього на стежці п'ять зупинок довжиною до 5 кілометрів. Тривалість проходження від 2-3 годин.
Заради чого варто сюди йти: побачити неймовірно гарні краєвиди розливу Дністра, середовища життя (сліди та нори) борсуків, лисиць, кабанів, дрібних ссавців, навесні — первоцвіти, влітку — хвилі зникаючої рослини степів ковили. Тут можна спостерігати за птахами — більше 40 видів, а також підвищити адреналін за рахунок руху серед нетронутої природи.
Історія створення екостежки почалася у часи, коли сюди не прийшли з господарською діяльністю люди, це була територія заплавних луків. Навесні, під час паводків, Дністр розливався на цю територію, створюючи унікальну екосистему. У 80-х роках XX-го століття тут спорудили очисні споруди, які мали б обслуговувати місто Теплодар, яке планувалося, як місто атомної станції, а також Біляївку, Маяки та навколишні села. Вони з одного боку принесли чимало екологічних проблем, але з іншого, створили територію спокою для птахів та тварин.
Штучні дамби, побудовані у 80-х минулого століття, схожі на лабіринти з очерету та кущів, а поміж ними ховаються десятки птахів. Це прекрасне місце на Дністрі для бьордвотчерів.
За один день тут можна побачити різні біотопи: побувати на річці, заплавних озерах, у лісі, на луках, у степу, заболоченій місцевості.

## Маяківська кухня
Маяки будучи транспортною артерією на межі культур увібрали у свою кухню найкращі традиції оточуючих народів. Ці традиції сформувалась під впливом української, єврейської, одеської, болгарської, турецької, молдавської, польської, румунської, російської, німецької та навіть татарської кухонь.
Перш за все притаманні страви з річкової та морської риби. Смажену, варену, солену, копчену, вялену та мариновану рибу готують тут майже у кожній оселі.
- Юшка — традиційна рибна страва на багатті, яку готують переважно чоловіки-рибалки, обов'язкова страва під час родинних зібрань чи свят. Єдиного рецепта не існує бо у кожного є свій — найкращий. Риби потрібно декілька видів, це може бути короп, товстолоб, лящ або окунь чи навіть щука. Очищену рибу з пузирем, ікрою чи молоками якщо такі є (залежить від сезону) викладають у казан, наливають води, солять та ставлять на вогонь. Після закипання додаються овочі (картопля, цибуля, морква, перець, селера), спеції. Юшка має поволі кипіти, насичуватись та варитися. В кінці готується Саламур — особлива приправа, складається зі спецій, часнику, перцю, солі, зелені, та розбавляється щойно звареною юшкою, додаються терті томати. Рибну юшку доводять до смаку та додають зелень. Така юшка теж зветься — Біляївською рибною юшкою[134], яка входить до Нематеріальної культурної спадщини України чим дуже пишаються місцеві жителі;[135]
- Саламур — соус на основі розсолу, часнику, спецій, що подається до юшки, або використовуваний як заправка для овочів;
- Блакитні та білі раки  — з села Маяки належать до спеціалітетів[136] Одеської області. Колись Дністровський лиман займав перше місце в світі по лову раків. Сучасний вилов перестав носити промисловий масштаб, однак, раки з Маяків продовжують залишатися однією з найпопулярніших закусок до пива в Одесі. На Одещині раків ловлять у Дністровському лимані, у річці Дністер та її рукаві Турунчук. Окрім звичайних річкових, в області ловлять блакитні дністровських, червоних кубанських, білих дунайських та білих дністровських раків. Причому блакитні дністровські, які живуть у Маяках Біляївського району, вважаються найбільшим делікатесом. Старожили можуть розповісти чимало напівлегендарних історій про блакитного дністровського рака. Одна з таких історій розповідає як цих самих блакитних раків колись місцеві рибалки ловили для застілля імператриці Катерини II;[137]

- Форшмак;

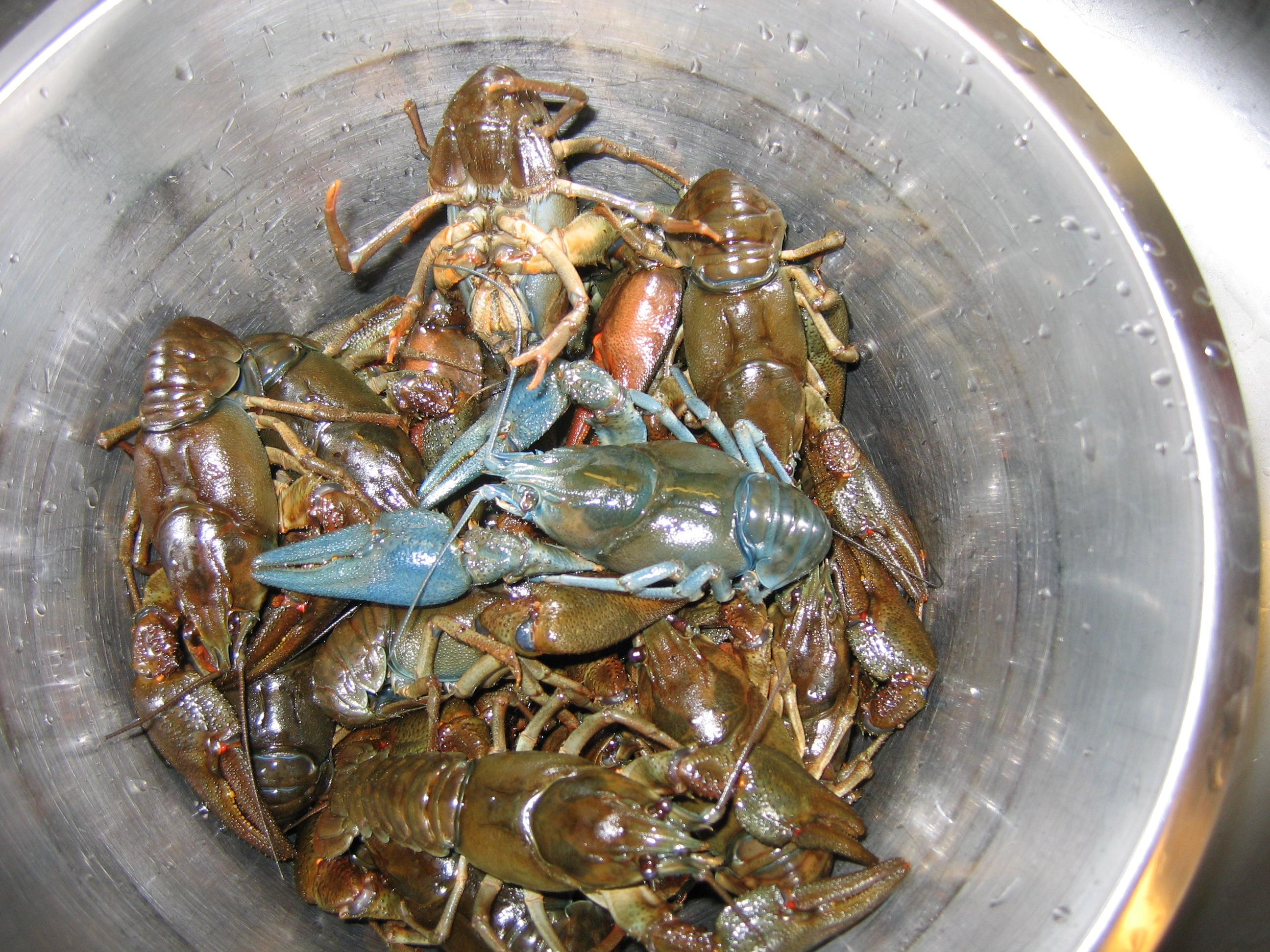
Astacus astacus

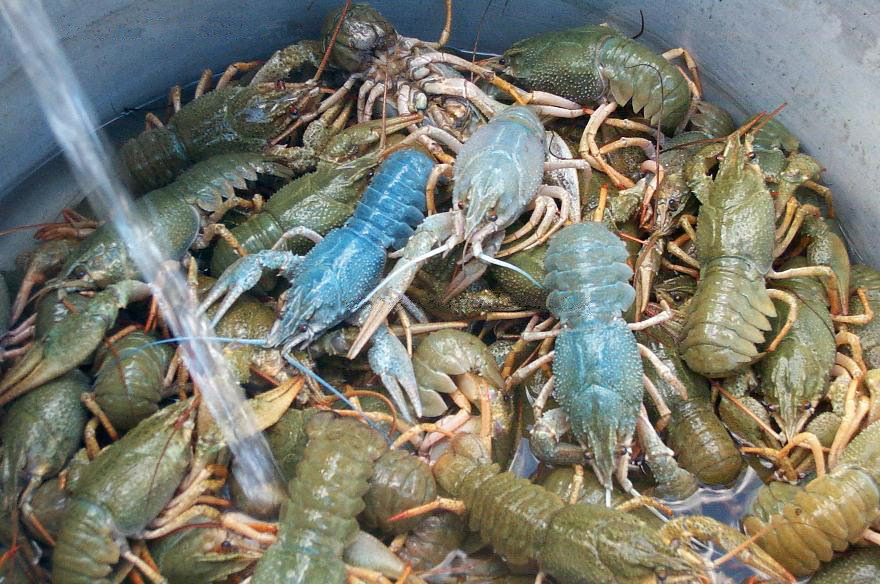
Блакитні раки в порівнняні зі звичайними

- Фарширована риба (щука або короп);
- Корчений балик з амура чи товстолоба;
- Солена дунайка;
- В'ялена таранька;[138]
- Рибні котлети (найчастіше з товстолоба);
- Биточки з тюльки — смажена тюлька в клярі;
- Маринований товстолоб (саламур);[139]
- Бички — риби родини окунеподібних також належать до спеціалітів Одеської області;
- Смажені карасики;[140]
- Пельмені з судака;
- Щуча ікра з цибулею в олії;
- Оладки з ікри коропа, або товстолоба та інші рибні страви.

Борщ, вареники, пельмені, голубці, налисники, деруни, сало, пампушки, картопляники, плов, пироги, сирники, холодець, крученики, вінігрет, зрази, пиріжки, різноманітні каші займають тут центральне місце. Також у Маяках поширені наступні страви:
- Шурпа — традиційний суп в багатьох країнах Центральної Азії, Близького Сходу, Балкан. Перекладається з арабської як «соус» Як правило, юшка з грубо нарізаними шматками м'яса, картоплі та моркви. М'ясний суп, з прозорою або напівпрозорою юшкою. У Маяках її готують в казані на багатті, спочатку обсмажують м'ясо (суміш різних видів м'яса: часто це дичина, птиця, свинина чи кабанятина, баранина, телятина), потім овочі (крупно нарізані: цибулю, моркву, картоплю, часник), заливають водою і варять до готовності, додають зелень, спеції, сіль та томати. Після шурпа ще трохи насичуються ароматами багаття завдяки чому набуває неповторний смак. Страва є особливо популярною серед місцевих мисливців та рибалок.[141]
- Зелений борщ — традиційна українська страва; різновид борщу до складу якого найчастіше входять щавель і яйця;
- Гречаний суп — суп, зварений на овочевому, кістковому, м'ясному бульйоні: яловичині, свинині, курятині з використанням гречаних круп;
- Окрошка;
- Лечо;
- Долма (кримсько-тат. dolma) або Толма — страва, що являє собою начинені овочі або листя (як правило, виноградне). Начинка зазвичай готується на основі рису, може також містити відварений м'ясний фарш (переважно з баранини), але може бути і вегетаріанською;
- Манти — традиційна м'ясна страва народів Центральної Азії, Туреччини, Монголії, Кореї, Татарстану, Башкортостану, Криму;
- Шпикачки, домашня ковбаса та кров'янка;
- Шашлики;
- Мітітєї — традиційна страва молдавської та румунської кухні. Мітітеї на вигляд нагадують маленькі ковбаски без оболонки. Готують з яловичого та баранячого м'яса з додаванням бульйону, часнику, чорного перцю, чебрецю, солі. Жаряться на гратарі. Подаються до столу добре підрум'яненими і дуже гарячими;
- Сметана, Кисломолочний сир, Бринза з коровячого молока;
- Плачинди (для маячан більш притамання назва — плацинди) в українських селах Молдови, та лівобережжя Дністра  — виріб із листкового тіста (переважно прісного), що має плескату форму, з начинкою із сиру, гарбуза тощо, або без неї; різновид пирога. Одна з багатьох національних страв Румунії, Молдови та південної України.
- Мамалиґа зі шкварками — круто заварена каша з кукурудзяного борошна, страва популярна в країнах Південно-Східної Європи. Національна страва молдован та румунів. Є традиційною стравою кухні у гуцулів(під назвою куле́ша). Популярна також у кавказьких народів.
- Вертути[142] — традиційний кулінарний виріб в Україні — печиво з коржа, змазаного начинкою і скрученого трубочкою, також рулет, пиріг із витяжного тіста. На Різдво — печиво з яблуками. В молдовській кухні — рулет з витяжного тіста. У Маяках вертути готують та передають рецепти страви із покоління в покоління. Начинка для вертути може бути як солодкою, так і солоною, а найчастіше для неї використовують сир, м'ясо, бринзу, яблука та гарбуз. А в сусідньму селі Біляївка страва є настільки важливою, що тут навіть проходить гастрономічний фестиваль Дністровська вертута. Кілька років тому на ньому поставили рекорд — спекли найбільшу вертуту України вагою 50 кг і діаметром 2 м. Не забули про коронну страву і під час повномасштабної війни — у вересні 2022-го мешканці Біляївки спеціально приготували й відправили на фронт 150 вертут з побажаннями перемоги;[143]
- Фарширований перець — страва української, болгарської, молдовської та румунської, грузинської, а також азербайджанської кухні (азерб. istiot dolması). Готується з очищеного від насіння солодкого перцю[144], який наповнюється м'ясним фаршем (зазвичай яловичим, а в азербайджанській кухні — баранячим), рисом і тертими помідорами. Фаршировані перці варяться вертикально в каструлі з водою. До столу подаються зі сметаною;
- Галушки;
- Штрудлі (по-плахтієвськи)— одна з традиційних страв німецької кухні, що є рулетиками з тіста, приготовані з м'ясом і картоплею. Рецепт свого часу привезли на ці землі німецькі колоністи, які у XVIII столітті почали активно заселяти регіон. З часом основна рецептура зазнала невеличких змін, однак через це вона не стала гіршою, навпаки – ще смачнішою. Більш того, готувати штрудлі на постійній основі почали не лише колоністи, а й місцеві мешканці, яким прийшлося до смаку нове.[145]
- Запечений перець з часником;
- Голубці «з мізинчик»[146]
- Оладки або деруни з кабачків;[147]
- Цибуляники;
- Фаршировані бублики;[148]
- Кабачкова ікра;
- Ікра з синіх (баклажанів). Ікру із синіх можна тільки рубати. Не терти на тертці, не молоти на м’ясорубці, не подрібнювати блендером. Саме рубати! Обовязково у Маяках її готують з перцями. Бажано овочі пекти на вуглях, так страва набуде характерного смаку диму. Склаждники закуски: баклажани, помідори, перець солодкий, цибуля ріпчаста, часник, зелень петрушки, соняшникова олія, перець молотий та сіль. Баклажан — популярний овоч в місцевій кухні належить до спеціалітетів[136] Одеської області. Про маякськи «сині» є легенди: "Як місцеві фермери навчили пітерців готувати ікру з баклажанів. У кінці XX століття, щоб вигідніше продати товар фермери з півдня, часто, їдили на ринки Москви чи Санкт-Петербурга. Так відчайдушні маячани відправилися продавати сині до Пітера, в цьому місті про південний овоч мало хто чув, та й не знали як його готувати. Тоді винахідливі селяни до кожної партії проданих баклажанів додавали записку з рецептом тієї самої "ікри заморської" — баклажаної, що одесити називають ікрою з синіх. Після такого вдалого базару ця історія закарбувалась у пам'яті маячан та стала обов'зковою до переказу за кожним застіллям".
- Налиснички «пальчики» з сиру;
- Вареники з вишнями;
- Ліниві вареники;
- Чорнослив з волоськими горіхами;
- Хрустіки (Хмиз)
- Маківник та багато інших.

Що стосується напоїв, то культура домашнього винярства у маяках налічує вже кілька століть технологія вина передається з покоління до покоління, а під час збору врожаю збираються усі рідні та близьки та допомагають. Ще тут виготовляють унікальну наливку із зеленого волоського горіху, також пошірені вишнівка та різні фркутово-ягідні наливки. Різноманітні компоти, узвар та квас займають неаби яке місце у кулінарній культурі маячан.
Обрядові страви:
- Кутя — відварені у воді зерна пшениці чи ячменю з медом. Традиційна ритуальна страва слов'янського новорічно-різдвяного циклу. Готується тричі: на Святий Вечір — Багата кутя, на Щедрий вечір — Щедра кутя й у Водохрещенський вечір — Голодна кутя. Четвертий різновид — Чорну кутю готують на мертвинах або поминках і розводять з коливом, вона призначена для покійників. Сукупність обрядодійств, пов'язаних із кутею, засвідчує зв'язок із родиною й предками, які опікуються врожаєм;
- Калач — Білий обрядовий хліб особливої форми, випечений із крученого й переплетеного тіста. Для Маяків притаманний здобний калач, такий готують на Півдні України (в інших регіонах готують на прісному тісті). Цей обрядовий хліб готують до Святого вечора. У Маяках шанують традицію носіння вечері — напередодні Різдва, увечері, діти носять вечерю своїм хрещеним батькам, а натомість отримують подарунки і гостинці. Після цього вони вдома разом із рідними сідають за святковий стіл і після появи на небі першої зірки в Різдвяний Святвечір починають трапезу. Калач з рушником є центральними компонентами в торбинці з вечерею для хрещених батьків.
- Коровай — Приготування, або ж бгання короваю, це важливий весільний обряд. Вважалося, що коровай уособлює майбутнє життя молодих і якщо він буде гарним та вишуканим, то й у сімейному житті все буде добре. Смак хліба збагачувався лимонною цедрою, ванільним цукром, цукатами, родзинками, горіхами тощо. Готовий коровай переміщують на тацю, покривають згори трохи вершковим маслом.
- Узвар — солодкий відвар, компот із сушених фруктів і ягід. Страва української національної кухні, що готувалась напередодні церковних свят — Різдва і Хрещення — як обрядова страва.[150]
- Сирна запіканка або сирна паска – обов'язкова страва на Великдень. За традицією готують її з сиру, яєць, борошна, цукру та родзинок.[151] У Маяках здебільшого таку паску запікають.

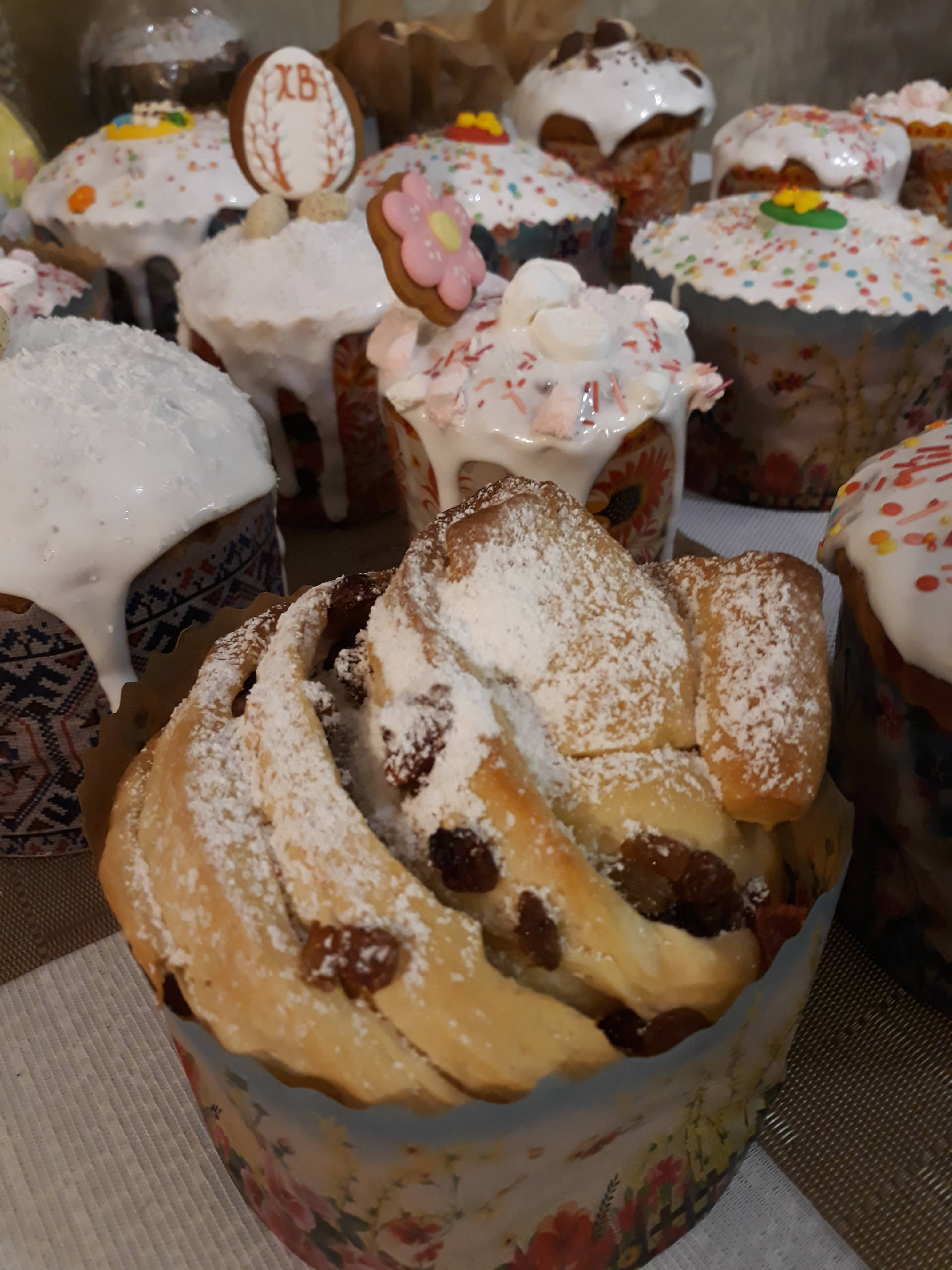
Великодня паска з родзинками

- Паска — обрядовий здобний великодній хліб. Первісно — пшенична несолодка хлібина, прикрашена вгорі фігурками з тіста. За сучасності — високий циліндричний солодкий хліб, вкритий вгорі солодкою поливкою та посипкою.
- Писанки та крашанки (Великоднє яйце) — невід'ємний атрибут святкування Великодня або приходу весни. У великодневому кошику маячан можна побачити писанки (також крапанки і дряпанки)  — український різновид великодніх яєць; яйце, декороване традиційними символами, які пишуться за допомогою воску й барвників. Найчастіше зустрічаються крашанки[152] їх готують за традиційною технологією, для отримання крашанок яйця варять у лушпинні цибулі. Виготовлені таким способом крашанки мають жовто-коричневий колір різної інтенсивності. Іноді до яєць прив'язують листочки петрушки, які залишають на шкаралупі світлі відбитки. Найчастіше крашанки фарбують у червоний колір, символ кохання і вічного життя. У XX сторіччі почали також фарбувати крашанки різноманітними харчовими барвниками промислового виробництва.

Овочі та фрукти займають особливе місце завдяки родючим чорноземам та унікальному мікроклімату, через який у цьому регіоні виступає понад 300 сонячних днів, що забезпечує якісний хімичний склад їх та в свою чергу неповторний смак. Серед багатьох культур слід виділити: виноград, черешні, абрикоси, кавуни, баклажани, помідори, перці та огірки.

## Релігія
У різні часі Маяки стали домівкою для представників різних релігійних громад — старообрядців, православних, іудеїв, християн віри євангельської та навіть ісламу.
В 1890 р. у Маяках було 679 господарств, з них належали: православним 437 (49 кам'яних, 416 земляних і 22 дерев'яних), старообрядцям 150 (земляних і кам'яних), євреям 75 (50 земляних і 25 кам'яних), католикам — 15 (15 земляних і кам'яних) і лютеранам 2 (2 земляних і кам'яних).
Існували три храмові будівлі: кам'яна православна церква, молитовний дім старовірів і синагога (у 1896 р. служив рабин Біднер).
За віросповіданням на 1000 осіб припадало: православних 691, іудеїв 152, старообрядців 139, католиків 12. Тобто, в Маяках православних було 69 %, а інші 31 %, якщо не рахувати католиків і лютеран, були старовірами і іудеями.
Перепис населення 1897 року у місті Маяки говорить, що за віросповіданням жителі розподілялися наступним чином: православні 3483, іудеї 648; старообрядці 364, римо-католики 51, протестанти 29.

### Іслам
Турецький мандрівник XVII століття Евлія Челебі, відвідавший поселення (1660 Мияк-Гечит, «СТОЯНКА У ПЕРЕПРАВЫ МИЯК. Татары называют это место Мияк-гечит. Это — страшная переправа на берегу Днестра, потому что река тут подобна — морю.») на лівому березі Дністра біля якого була переправа через річку, у своїй Книзі подорожі пише: "Тут знаходиться місце поклоніння під назвою Міяк-баба-султан. В перекладі з татарської мови це значить «Масляна баба».
Говорять, що одного разу населения тутешніх земель попросило одного святого вчинити чудо. Але він сказав: «У нене нічого немає, і я схожий на пусту торбу. Бо для святих сотворити чудо то є такою ж складною справою як жінці показати щось заповітне, або кому-небудь перенестись до загробного світу. Ідіть, божі ягнята, — попросив він, — немає у мене ніякога чуда».
Зрештою, так і не спромігшись позбавитись від них, він повернувся до Дністра і промовив: «О, велика річка! по велінню всевишного Аллаха хай тече тут чисте і жовте масло. Трі дні і три ночі текло масло і поверхня Чорного моря покрилась маслом, і воно дійшо вже до Середземного моря. Населения Бендер, яке вийшло на берег моря, зібрало собі стільки масла, що не можна було й описати, ні розповісти. А коли дізналися всі про це, то святий вже був мертвим. Його поховали на цьому ж місці.
Пізніше на цьому місці хани збудували над камяною будівлею великий купол, який там і досі знаходиться. Поруч поховано багато мучеників.
В старі часи недалеко від Міяк-Баба-султан існувала фортеця. Сліди цієї споруди можна побачити ще й зараз. І сьогодні у корів, які пасуться в цій місцевості, молока буває так багато, що масло з нього під назвою міяк відоме в одній четверті землі суші. Воно являє собою чисту рідину, що своїми пахощами нагадую мускус або амбру. Говорять, що у багатьох овець, які пасуться тут, навіть зуби жовті, як золото, але я недостойний, цього не бачив.
Багато воїнів говорять, що в цих рівнинах росте трава алхіміків. І що вони навіть не один раз бачили, як невірні, поляки і франки, збирали в цих мисцях рослини і трави.»
Поселення Міяк-Гечіт (Tatar-Kazan), фортеця, мечеть, цвинтар, та могила Міяк-Баба-Султан вказані на мапі яка охоплює історичні назви місцевостей (топоніми), які використовували вихідці з території колишньої кримської держави «Qirim Yurt»
Ще одна згадка з 1791 «Хронологическо-историческаго описанія церквей епархій Херсонской и Таврической» — "російські, каплицьової секти, тут оселяючись, побудували собі каплицю з каменю… татарської мечеті і з руїн інших мусульцеманських будов. Ця каплиця і тепер в Маяках існує

### Юдаїзм
Практично жодної інформації немає стосовно маяківських іудеїв — радянська влада та окупаційний режим стерли колись багаточисельну громаду з історії. Румуни у 1941—1944 рр. знищили не лише єврейське населення, а й пам'ять про них — зруйнована була синагога, знищені метричні книги та єврейське кладовище. Сьогодні останнє стоїть пусткою та чекає свого часу.

### Старообрядницька релігійна громада
Продовж XIX століття громада старообрядців Маяків залишалася найбільшою в Одеському повіті. Спочатку тут мешкали переважна нащадки козаків-некрасовців, а зголом до них приєдналися старовіри з інших губерній.
Перехід старообрядників до РПЦ посилився після того, як 30 квітня 1899 року міністр МВС звернувся з циркуляром до губернаторів і просив їх мати нагляд затим, щоб «розкольники не пропагували свого вчення». По містам і селам починають їздити православні місіонери з проповідями.
Під час першої революції ставлення до старообрядників з боку уряду значно покращилося, з 1905 року вони отримали право реєструвати свої релігійні громади, влаштовувати хресні ходи, дзвонити під час літургії.
9 квітня 1907 року маякський ієрей Симеон Шлюшкін навіть був учасником зібрання священників-ієреїв і депутатів від приходів старовірів у Бендерах, де разом з іншими підписав «Мирний акт» з православною церквою.
Після цього, у 1908 році, 120 сімей маякських старообрядників зареєстрували свою громаду. На загальних перевиборах провели перевибори, але колишньої одностайності вже не було. Створення громади мало свої результати — тепер всі важливі питання вирішувалися відкрито, гласно та у всіх на виду. Розпочали з переобладнання храму, на що прихожани зібрали велику суму.
Зростали й симпатії прихожан до громади, нерідкими були випадки, що померлі залишали церкві за заповітом своє майно. Міська управа відвела громаді 10 десятин землі, яка, за рішенням громади, засівалася 5 років силами старообрядників, а кошти передавалися на церкву.
У 1910 році старообрядників у Маяках мешкало вже 827 осіб, але вони й надалі відчували неприязнь місцевого пристава. Про це свідчить випадок 2 травня 1910 року, коли здійснювався обряд освячення маякської старообрядницької церкви. Тоді община надіслала телеграму імператору, виказавши йому свою приязнь і вдячність. У кінці травня прийшла відповідь і «Одесский листок» 26 травня навіть надрукував повідомлення про те, що прочитати відповідь Государя командирований до Маяків одеський поліцейський справник І. А. Янішевський.
У 2022 році під час ремонтних робіт на горищі в одному з старих будинків с. Маяки, його господарями було знайдено ящик з фотографіями, на яких зафіксовано будівництво церкви, хресний хід та декілька світлин, з яких на нас дивляться маякські старообрядники початку XX століття.
У подальшому доля старообрядницької громади Маяків складалася напружено — з приходом до влади більшовиків знову почалися гоніння, заборони на релігію. Віряни мусили збиратися і проводити богослужіння таємно. Щорічно, за вказівкою з Одеси, сільрада організовувала переписи «неблагонадежных элементов» у Маяках — Богачови, Буфалови, Воробйови, Гончарови, Гур'єви, Дубіни, Єфішови, Макушови, Попови, Самофалови, Сичови, Соколови та інші. За родинами старообрядників влаштовувався тотальний нагляд, обшуки. Дивом були врятовані від загребущих більшовицьких рук старовинні старообрядницькі ікони, які у 1976 році були передані до Покровської старообрядницької церкви м. Одеси. За старовинним звичаєм все це несли хресною ходою, пішки, ікони та церковне майно несли в руках. Сьогодні нам складно і уявити таке дійство в роки СРСР, коли й за більш менші порушення могли ув'язнити, але хресна хода у 1976 році мала місце — це був чи не єдиний шанс врятувати майно церкви.
Після закриття в Маяках старообрядницького храму, в його приміщенні було відкрито сільський клуб — з танцями, кіно. Храм розташовувався у центрі с. Маяки, сьогодні на його місці — житлові будинки.
Протягом всього часу свого існування, члени старообрядницької релігійної громади Маяків відігравали одну з провідних ролей в житті села та краю — старовіри в основному були заможними, міцними господарями, які використовували найману працю — на роботу до місцевих старовірів приходили з інших сіл.
Багато представників цієї релігійної громади працювали у різних сферах — торгівля, рибальство, медицина, у непростий для країни час головою Маяківської сільської ради з 1944 року працював Федір Попов, потім довгий час цю посаду обіймала Софія Попова.
На сьогодні релігійної громади старообрядників Маяк як такої не існує — в селі проживають їхні нащадки, які мало вже знають про своє славне минуле.
Крапку в існуванні маякських старообрядників поставив тоталітарний режим СРСР — Голодомори XX століття щедро скосили їхні ряди, спочатку від голоду гинули беззахисні діти, а потім, від горя — батьки. Значно поменшало вірян й під час репресій 1920-1930-х років. Свою роботу зробила й атеїстична пропаганда, віруючим людям було неможливо влаштуватися на жодну більш-менш пристойну роботу.

### Християни віри євангельської
У Маяках на початку XX століття вже діяла громада християн євангілієвської віри (ХЄВ "п'ятидесятників"), епіцентром поширення віри була Бессарабія та Молдова і після збудування святині у сусідньому селі Паланка ця громада поширилася і в Маяках. Історія виникнення та становлення течії християн віри євангельської, яка є діючою на сьогоднішній день веде свій початок від появи в Одесі проповідника Івана Воронаєва у 1920 році. Непростий, а здебільшого трагічний шлях пройшли євангелісти — репресії, розстріли, гоніння, позбавлення прав.
З кінця 1990-х років у Мавках проявилися служіння п'ятидесятницької євангелізації, які переросли у багатолюдні зібрання з практикою моління за хворих. Подібна форма благовісту тут проводилася кілька разів, де богослужіння проходило просто неба з участю віруючих з сусідніх держав.

### Православна громада

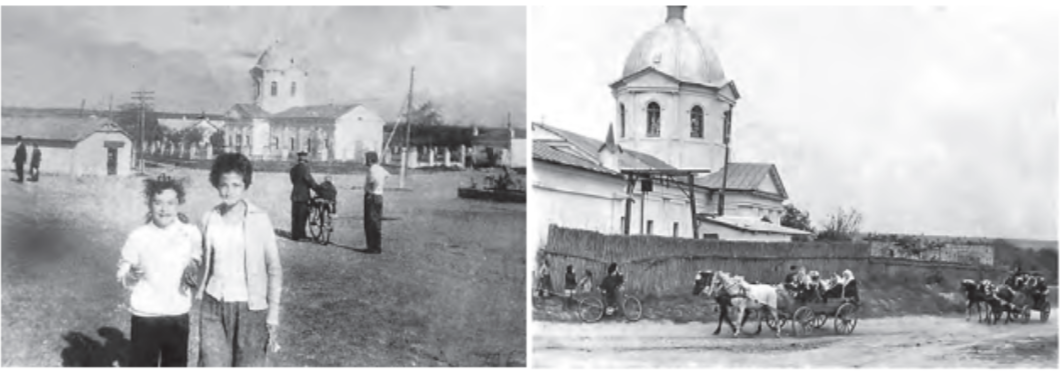
Фотографії церкви у селі Маяки (1970-ті роки)

Збільшення православного населення у першій чверті XIX ст. призвело до того, що маякська православна громада вирішила відкрити в селі свій храм, на противагу старообрядницькій каплиці. Відповідно до опису справ архіву Канцелярії Синоду і рапорту архієпископа Кишинівського і Хотинського Дмитрія (Данила Сулими) від 10 листопада 1822 р. православним Маяків дозволили збудувати кам'яну церкву. Херсонський і Таврійський архієпископ Гавриїл (В. Ф. Розанов) повідомив, що молитовний дім церкви Преображення Господнього відкрили тут в 1824 р., а кам'яну будівлю церкви звели у 1837 р.33 В іншому джерелі датою відкриття останньої вважається 1834 р.
Першим священиком цієї парафії був отець Андрій Бутов (1788-1835 р.). У 1839 р. священник Мойсей Прус, паламар Г. Г. Машкевич Надалі священиком був А. А. Козицький (? 1869), дияконом Осипенко, паламарем Машкевич".

Дияконом при церкві в 1866 році служив В. Г. Гордієвський син дяка з Овідіополя. З 1869 р. священиком тут був А. А. Брижицький

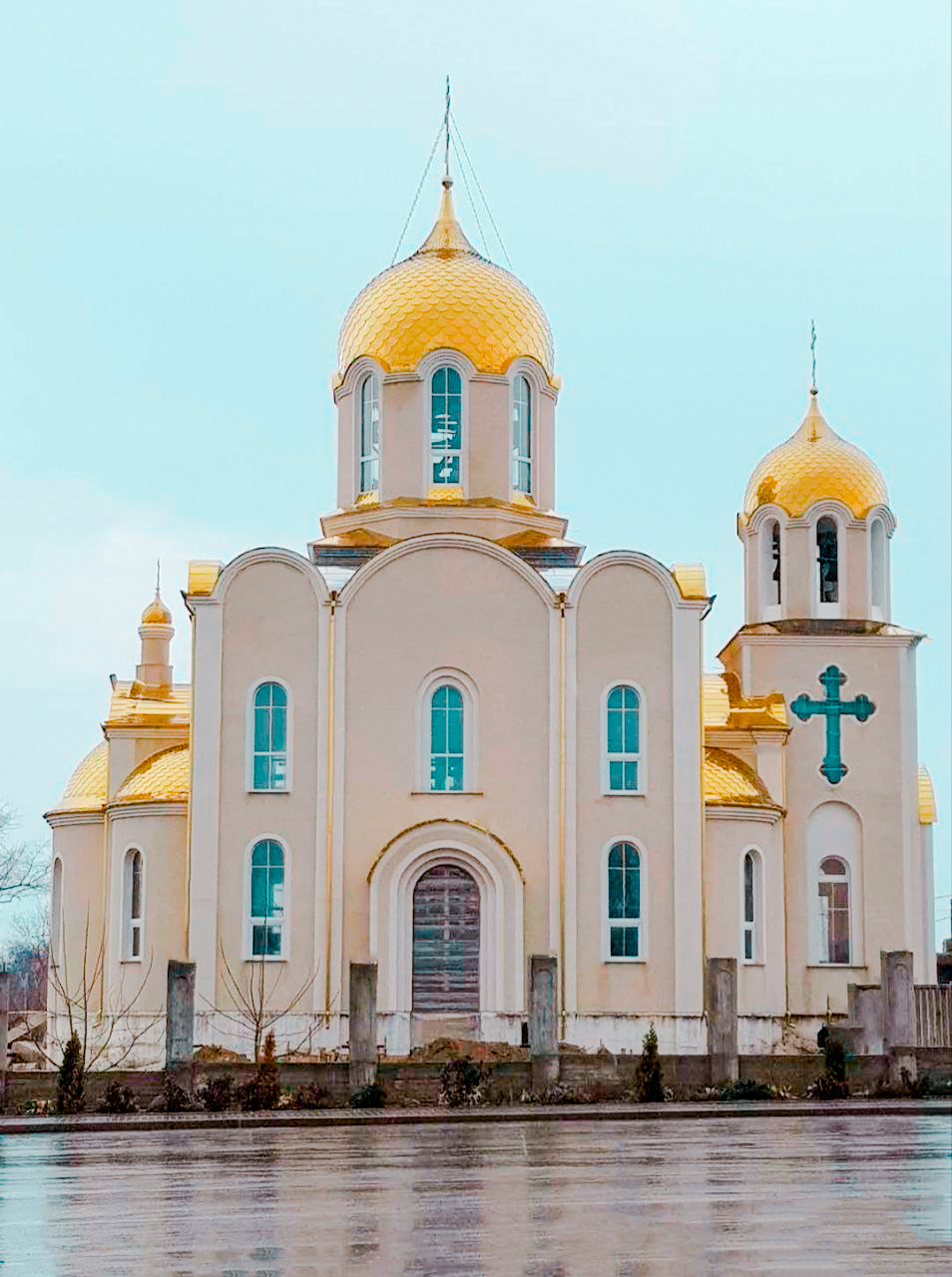
Церква у селі Маяки

Надалі у цекрві служив протоієрей Л. І. Скворець (1882-1937рр.). Після того, як 22 вересня 1911 року священник Лавр Скворець був переведений до Константино-Єленської церкви на Великому Фонтані, священику з Волині Василю Бречкевичу надали місце при Приображенській церкві м. Маяки.
Православна громада зазнавала утисків та гонінь з боку радянської влади, але вони дещо послабилися після Другої Світової війни — тоді у Маяках була відкрита церква для богослужінь.
У довідці, виданій виконкомом Одеської обласної ради 13 серпня 1945 року за підписом уповноваженого зі справ православної церкви при РНК СРСР по Одеській області С. Шоргіна, вказано, що релігійна громада і православна Преображенська церква зареєстровані у виконкомі Одеської облради як діючі. Як і раніше церква знаходилася на центральній площі села. У церкві священники проводили для віруючих літургію, вінчали таємно молодят, хрестили новонароджених і відспівували померлих.
До 1970-х років Преображенська церква діяла і її останнім священиком того періоду був панотець М. М. Жук
Відродилося релігійне життя. 11 серпня 1997 року було зареєстровано православну парафію Спасо-Преображенської церкви с. Маяки. Почалося будівництво нової церкви, сьогодні завершено. Настоятелем церкви є протоієрей Георгій Дорош.

## Культура
Від XX століття у Маяках функціонує будинок культури. Спочатку він розташовувався у приміщенні церкви старовірів, при клубі працювали 6 гуртків художньої самодіяльності. Проводилися лекції та громадсько-політичні читання.
У новозбудованому 1971 року Будинку культури (директор Ю. В. Кравцов) з глядацьким залом на 400 місць діяли народі хор (30 осіб), і самодіяльний театр; духовий і естрадний оркестри, учасники художньої самодіяльності часто виїздили у навколишні села з концертами і виставами. У 1972 році виступ маякського хору у приміщенні одеського БК ім. Лесі Українки транслювали по телебаченню. Довгий час, до своєї смерті у 1974 році, завідуючим будинком культури був маячанин і фронтовик В. І. Іржевський, а у 1980-х роках П. П. Шайтан. Кіномеханіком працював П. Г. Кудлай.
У 1980-х діяв літній театр у молодіжному клубі. Тут працювали гуртки: хоровий, музичний та драматичний. Читалися лекції на громадсько-політичні, природничо-наукові і сільськогосподарські теми; організовувалися концерти і спектаклі. Народний театр села був одним з кращих на Одещині. В його репертуарі були постановки української класики і сучасних авторів. Серед них «Украдене щастя», «Безталанна», «Платон Кречет» та ін.
1971 року в Маяках проходили зйомки художнього фільму «Поезд в далекий август» (режисер В. Г. Лисенко, сценарист Г. М. Поженян), присвячений захисникам Одеси 1941 року. До фільму потрапили кадри з церквою і центральної вулиці с. Маяки.
В радянські часи проводилися свята врожаю, першого сніпка, дні тваринників і механізатора.
У 2004 році при Маяківській школі створено крайознавчий музей, яким у різні роки завідували: вчитель географії В. О. Куль, вчитель історі Л. І. Паламарчук, вчитель історі Ю. Л. Лазаренко, вчитель історі О. М. Миргородська.
З 2006 року маячани святкують День села.
З 2010 року у будиноку культури працюють: дитячий колектив духового оркестру, вокальний і танцювальний гуртки. У маяках функціонує комунальний заклад  "Центр кльтури та дозвілля" який задовольняє культурно-мистецькі потреби населення.
З 2019 року функціонує комунальний заклад "Публічна бібліотека" — здійснює освітні та інформаційні заходи.
Мякський ліцей також займається культурною діяльністю організовучи гуртки, вистави, різноманітні заходи для учнів та жителів селища.
Нижньодністровський національний природний парк, Гідрологічна станція, Астрономічна обсерваторія сприяють просвітницькій діяльності громадян, проводять екскурсії та експедиції.

## Постаті
- Гетьман Володимир Петрович (1921-2003) — український поет, член НСПУ.
- Гончаров Адріан Артамонович (1886-1971) — революціонер, командир Дністровської річної флотилії, начальник Миколаївського порту, начальник Тихоокеанського морського пароплавства, керівник Маріупольського порту.
- Булавін Володимер Іванович (1932-2010) — Один з кращих меліораторів України. Начальник Маяко-Біляївського управління експлуатації зрошувальних систем (ДУЗС).
- Андренюк Катерина Іванівна (1927-2013) — мікробіолог, доктор біологічних наук, професор. Очолювала дослідження з біокорозії. Одна із засновників нового напрямку в ґрунтовій мікробіології. Нагароджена орденом Княгині Ольги III ступеня.
- Поляков Улян Леонтійович (1908-2001) — інструктор-методист лікувальної фізкультури. Капітан медичної служби. Кандидат історичних наук, викладач Київського університету.
- Любчик Костянтин Леонтійович (1951-2016) — заслужений працівник сільського господарства України. Головний агроном, директор агрофірми "Маяки", філантроп, почесний громадянин Маяківської СТГ.
- Єпископ Дамаскін (Дмитро Дмитрович Цедрик 1877-1937) — єпископ Російської православної церкви в Україні, єпископ Конотопської єпархії, вікарій Чернігівської єпархії. Канонізований РПЦ у серпні 2000 року.